# Faux minéraux et fossiles
 (juin 2022).
Les faux minéraux et fossiles sont des minéraux (ou gemmes, c'est-à-dire minéraux remarquables) et fossiles non naturels, fabriqués par l'homme.
Il peut s'agir soit d'un minéral ou fossile naturel transformé par l'homme pour en faire un autre, soit d'un minéral ou fossile entièrement artificiel. On parle aussi de faux lorsque l'appellation n'est pas la bonne : synonymies, fausse appellation. En résumé, il s'agit d'une imitation non délictuelle quand l'objet en porte la précision, ou de contrefaçon quand aucune précision n'est donnée.
S'ils ont existé de tout temps, leur commercialisation est en très forte croissance. Il existe aujourd'hui de très nombreux exemples de faux en minéralogie, gemmologie et paléontologie.
Il existe des critères d'authentification des minéraux et fossiles, mais il est parfois difficile de faire la distinction entre le faux et le vrai. Les faux échantillons vendus pour des vrais constituent une tromperie, mais lorsque la contrefaçon est déclarée, elle peut avoir un intérêt financier, décoratif ou pédagogique pour l'acquéreur. Bien que les roches, météorites et coraux ne soient pas à proprement parler des minéraux ou fossiles, ils sont traités dans cet article.

## Définition et enjeux

### Typologie

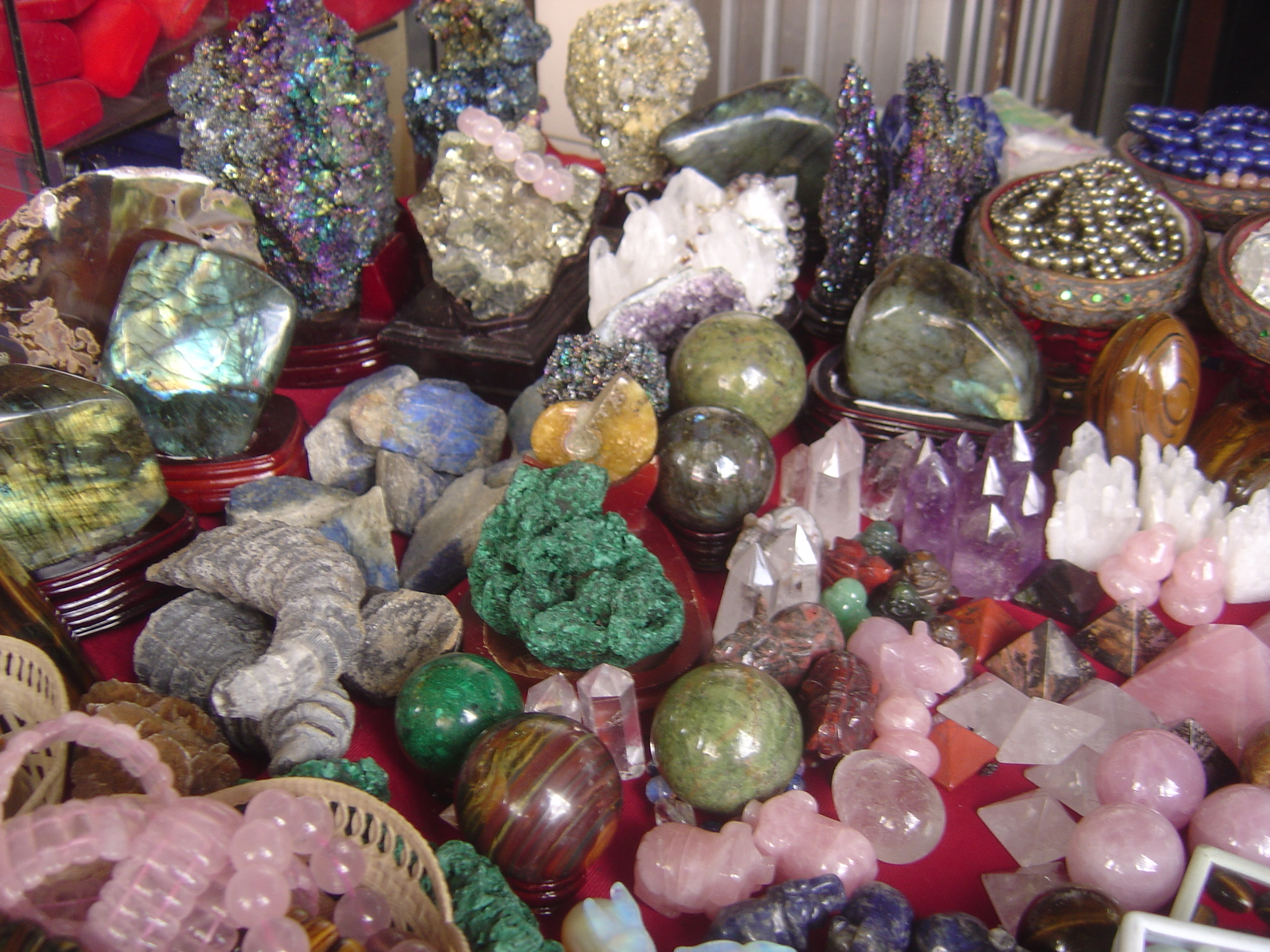
Mélange de vrais et faux minéraux vendus sur un marché de Bangkok en Thaïlande.

On distingue trois grands types de faux.
1. Un minéral, gemme ou fossile naturel transformé par l'homme :
  1. Chauffé : afin d'en changer la couleur pour le faire passer pour un autre minéral (transformation de l'améthyste en citrine…) ;
  2. Coloré : très courant avec les agates (par imprégnation) et sur les cristaux de quartz (par métallisation) ;
  3. Irradié : processus inverse, faux quartz fumé en quartz, fausse topaze bleue en topaze blanche…
  4. Sculpté : afin de faire apparaître une forme non naturelle (cristaux que l'on veut rendre plus spectaculaires comme les fluorites, fossiles auxquels on ajoute de fausses parties molles en sculptant et/ou coloriant la gangue…) ;
  5. Collé : collage de différents minéraux afin de les rendre plus beaux (cristaux détachés qui ont pu être fixés sur une gangue nue, soit qu'ils aient été recollés après minage comme les cristaux d'émeraudes colombiennes ou quelques gemmes diverses d'Afghanistan et du Pakistan : apatites, tourmalines, aigues-marines, topazes…, soit qu'ils aient été ajoutés tout à fait arbitrairement comme dans les cinabres chinois) ;
  6. Assemblé : assemblage de plusieurs fossiles différents au sein d'une même gangue pour donner l'illusion d'un seul et même fossile ;
  7. Autre : fossile naturel mais laqué, restauration abusive…
2. Un minéral, gemme ou fossile entièrement faux :
  1. Synthétisé : faux monocristal de quartz, chalcanthite de synthèse… ;
  2. Reconstitué : fausse turquoise faite à partir de poudre assemblée à la glu… ;
  3. Moulé : faux fossile en plâtre, en ciment coloré… ;
  4. Sculpté : faux fossile directement sculpté dans la roche et peint… ;
  5. Façonné : géode en poterie… ;
  6. Assemblé : faux fossile fait d'inclusions de coquillages dans une gangue en sable-ciment… ;
  7. Autre : cristal en plastique ou en résine, scories et autres résidus de l'industrie…
3. Un jeu sur les appellations : 
  1. Synonymie : une escroquerie plus subtile est de vendre un minéral ou gemme sous un nom désuet, ce qui est rendu possible par l'abondance des synonymes pour certaines espèces décrites avant le XXe siècle. Par exemple, une topaze de Bohême est en fait une citrine.
  2. Fausse appellation : une escroquerie plus grave consiste à faire passer un minéral pour un autre. Par exemple, une chrysocolle naturelle peut parfois être vendue comme une turquoise, et une pyrite (« l'or des idiots ») vendue comme pépite d'or.

Il ne faut pas confondre les faux minéraux avec la restauration des minéraux, même si parfois la frontière est « poreuse ».
Il ne faut pas confondre non plus les faux minéraux avec les roches artificielles (matériaux naturels généralement solides et formés, essentiellement ou en totalité, par un assemblage artificiel de minéraux : ciment, brique, mortier, béton…) utilisées comme matériaux de construction. Les roches artificielles utilisées pour la construction sont très nombreuses, par exemple les marbres artificiels qu'on ne confondra pas non plus avec le marbre chiqueté, son imitation en peinture. La synthèse artificielle est surtout intéressante en gemmologie pour les pierres précieuses comme le diamant synthétique.

### Historique de leur commercialisation

#### Jusqu'auXIXesiècle

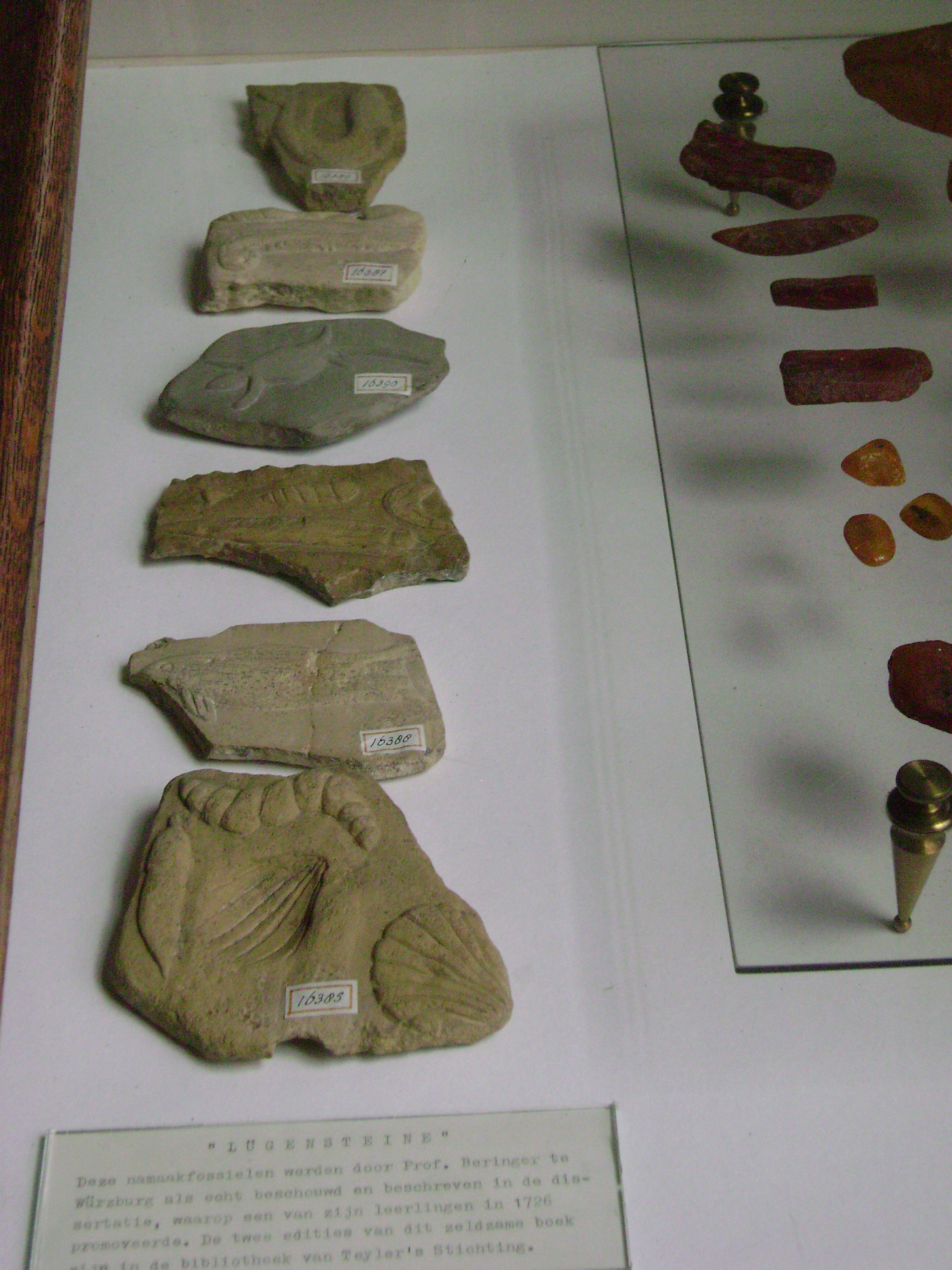
Faux fossiles du XVIIIe siècle, exposés au musée Teyler d'Haarlem aux Pays-Bas.

Depuis très longtemps, il existe des contrefaçons de pierres précieuses et semi-précieuses, car de tout temps, il y a eu des faussaires et des clients crédules prêts à acheter des faux. On trouve déjà de nombreux témoignages dans l'Antiquité. Les Égyptiens fabriquaient de fausses pierres précieuses, notamment des turquoises. Il semble que les Romains teignaient les agates.
Au Moyen Âge, Jean d'Outremeuse (liégeois du XIVe siècle) écrit le livre Trésorier de philosophie naturelle des pierres précieuses qui regroupe des recettes techniques surtout consacrées à fabriquer de fausses gemmes en colorant par différents moyens des verres pour faire de fausses pierres précieuses qui ornaient des couronnes, croix, reliquaires, et autres objets d'orfèvrerie…
Le commerce de faux fossiles existait déjà au XVIIIe siècle. On fabriquait aussi de faux fossiles afin d'étayer des thèses scientifiques, ou de confondre d'autres scientifiques. Par exemple, les fausses pierres de Wurtzbourg ou Würzburger Lügensteine sont de faux fossiles fabriqués au XVIIIe siècle (en 1726) afin de tromper le naturaliste Johann Beringer de Wurtzbourg. Ces fossiles sont exposés au musée Teyler de Haarlem aux Pays-Bas.
De la Renaissance à aujourd'hui, de  nombreux traités en minéralogie abordent les faux minéraux comme le Mémoire de chimie publié en 1773 de Balthasar Georges Sage, qui donne des exemples de fabrication de minéraux artificiels, comme la malachite artificielle.

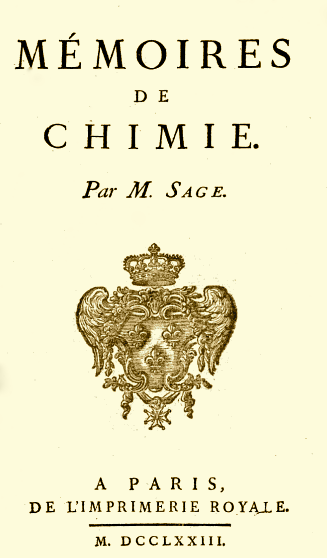
Page de garde du Mémoire de chimie de Balthasar Georges Sage(1/3)
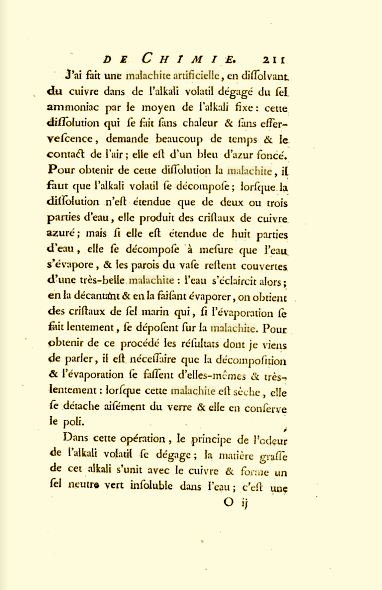
Page 211 - Description sur la fabrication d'une malachite artificielle (2/3)
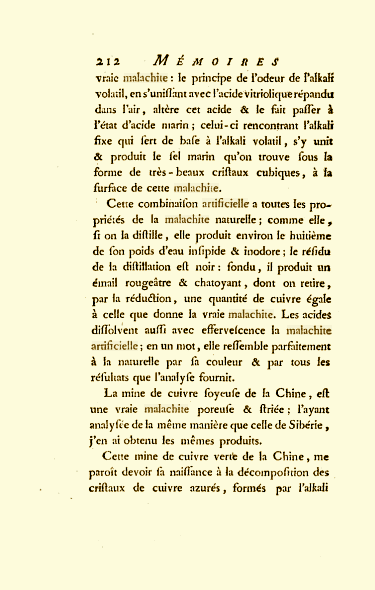
Page 212 - Suite de la description sur la fabrication d'une malachite artificielle (3/3)

On peut aussi citer le traité de minéralogie ou nouvelle exposition du règne minéral publié en 1774 de Jacques Cristoph Valmont de Bomare, qui traite des faux en gemmologie.

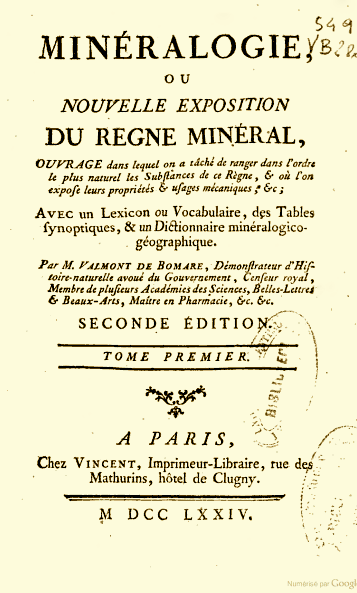
Page de garde du livre Minéralogie ou nouvelle exposition du regne minéral (1/3)
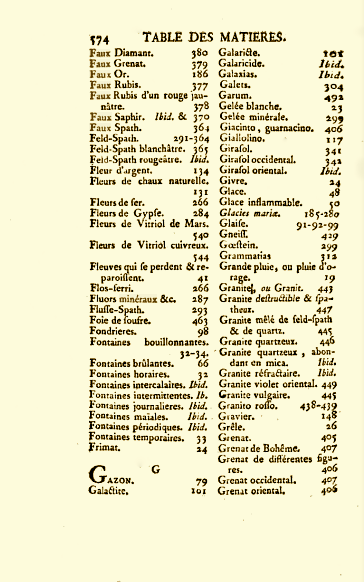
Page 574 - Liste des faux minéraux dans la table des matières  (2/3)
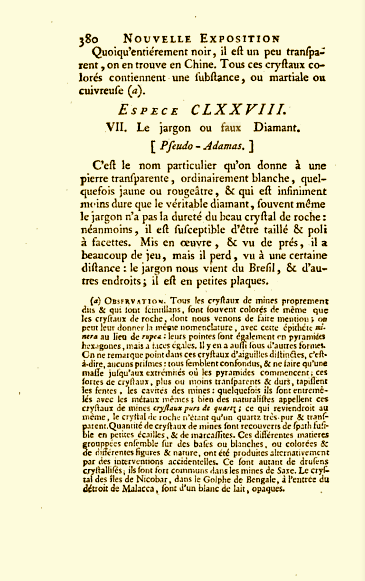
Page 380 - Présentation du faux diamant en jargon (3/3)

En 1835, on trouve une définition des « faux minéraux » dans le Dictionnaire de l'Académie française.

« Faux en termes d'histoire naturelle, se joint à certains noms de minéraux et surtout de végétaux pour désigner des minéraux, des végétaux qui ont quelque ressemblance avec ceux que ces noms désignent. Faux grenat (cristal d'un rouge obscur)... »

— Académie française, Dictionnaire de l'Académie française - Volume I, page 737, 1835

#### AuxXXesiècleetXXIesiècle

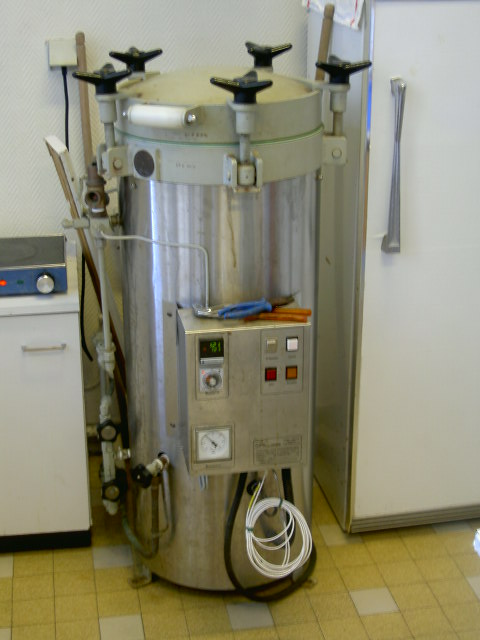
Autoclave moderne de laboratoire permettant la fabrication de cristaux de synthèse.

On trouve des faux en nombre croissant aujourd'hui, dans le monde entier, où beaucoup sont fabriqués d'abord à destination de l'industrie, mais aussi des touristes. C'est d'abord l'industrie qui est très consommatrice de faux minéraux de synthèse (quartz et diamants de synthèse par exemple), car cela lui permet de réduire ses coûts et de sécuriser ses approvisionnements.
Leur nombre a par ailleurs explosé, car l'intérêt croissant pour les minéraux a suscité la création d'un véritable marché des minéraux (dans tous les pays touristiques, mais aussi dans les bourses aux minéraux). Or ce marché draine une masse croissante d'argent, favorisant l'apparition de faussaires, voyant dans ce marché l'occasion de gagner de l'argent. Il s'agit juste d'une déclinaison du marché de la contrefaçon appliqué au commerce des minéraux.
Leur production, elle, fait face à une industrialisation croissante. Autrefois, la fabrication de faux relevait essentiellement de l'artisanat. C'est d'ailleurs encore le cas dans un certain nombre de pays, comme le Maroc. En revanche, certaines sociétés se sont spécialisées dans la fabrication de faux. Cela peut se faire en toute légalité dans la mesure où ils sont vendus comme tels, comme certains quartz de synthèse destinés à l'industrie ou encore les diamants de synthèse destinés aussi à la joaillerie. On trouve par exemple en Chine des productions intensives de faux cristaux, fabriqués dans des autoclaves de plus de 10 mètres de haut. Leur production est alors exportée dans le monde entier, sans cependant que leur origine artificielle soit toujours mentionnée.
Leurs lieux de commercialisation sont très variables, on en trouve sur les marchés, dans les magasins établis, sur Internet et même dans les bourses aux minéraux. Internet semble avoir fait exploser cette industrie du faux, et l'on trouve sur de nombreux sites de vente en ligne toutes sortes de faux, en provenance de tous pays.

#### Provenance

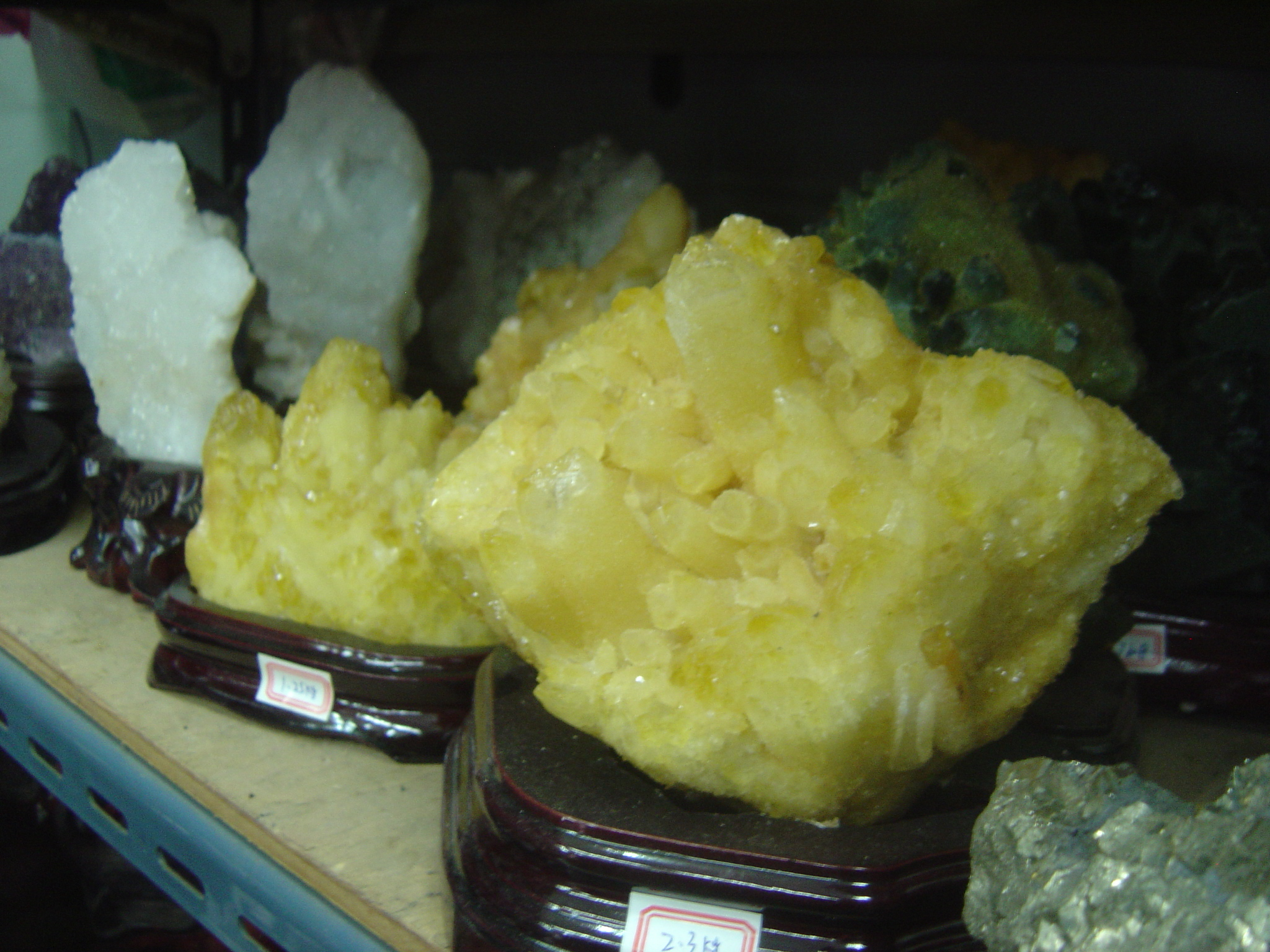
Quartz incolore teint artificiellement; vendu à Bangkok en Thaïlande.

Il existe des faux en provenance d'un très grand nombre de pays du monde. Toutefois, certains pays plus que d'autres sont à la source de faux. Pour que la fabrication de faux soit rentable, il faut que plusieurs critères soient remplis :
- une source abondante de matières premières permettant de faire les faux ;
- une main-d'œuvre dont le faible coût rend la production de faux profitable ;
- un débouché à la production de faux, que ce soit le tourisme ou l'exportation.

On comprend pourquoi c'est en général dans les pays en développement, mais pas uniquement, que l'on trouve de véritables industries et commerces de faux minéraux. Évidemment, la spécialisation de chacun est fortement liée à la source des matières premières disponibles dans un pays donné. Parmi les plus connus, et sans jugement de valeur, on peut citer par exemple : 
- le Brésil : agates colorées, fausses citrines en améthystes, du fait de la très abondante production d'agates naturelles et d'améthystes naturelles, d'un tourisme important ainsi que d'un commerce à l'exportation structuré ;
- le Maroc : faux fossiles (trilobites en plâtre ou sculptés dans la roche) en raison de l'importance d'extraction de vrais fossiles, rendant ainsi le commerce des copies légitime ; géodes artificielles de galène, à cause de la forte production locale de galène et de l'essor du tourisme local facilitant leur commercialisation ;
- la Chine : faux fossiles de dinosaures, faux cristaux en tout genre, tant du fait de matières premières abondantes, d'une main-d'œuvre locale peu chère et surtout d'un commerce à l'exportation structuré.

Certains pays très touristiques se contentent d'importer et de commercialiser des faux. C'est en particulier le cas de la Thaïlande, où beaucoup de faux minéraux, gemmes et fossiles sont importés de la Chine toute proche.
Enfin, les pays développés ont eux développé de véritables industries de gemmes synthétiques ou encore de commercialisation de résidus de leurs industries, par exemple : 
- la Russie avec les amétrines de synthèse[4] ;
- les États-Unis avec les diamants de synthèse en joaillerie : en 2006, principalement deux entreprises se partagent le secteur : Gemesis basée à Sarasota en Floride et Apollo Diamonds basée à Boston dans le Massachusetts[5] ;
- la France avec de fausses météorites qui sont en fait des résidus de l'industrie sidérurgique, à base de manganèse et nickel.

#### Tromperie ou non?
Il faut d'abord évoquer le cas des très nombreux minéraux que les non connaisseurs prennent pour des faux, parce qu'ils ont des formes cristallines géométriques parfaites. C'est le cas notamment des pyrites, fluorites, des calcites… Dans tous ces cas, il n'y a pas tromperie. Ces minéraux n'ont pas été taillés, mais bel et bien trouvés en l'état dans la nature. On découvre en effet dans la nature des formes cristallines. Ces formes présentent un ensemble de faces qui sont dans un rapport de symétrie, c'est-à-dire qui sont équivalentes entre elles par l'application d'opérations d'un groupe ponctuel de symétrie.

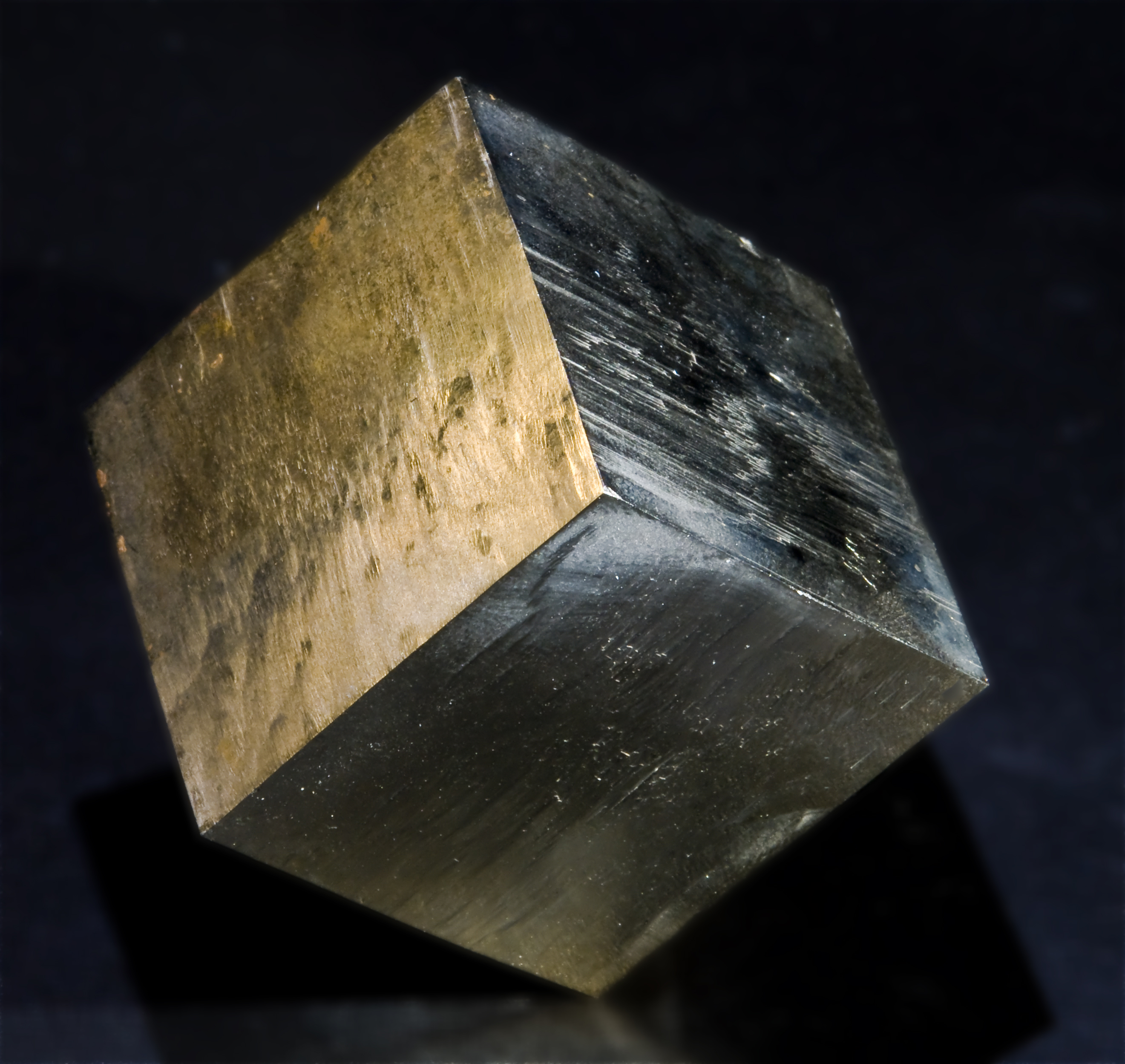
Pyrite de forme naturelle (cube).
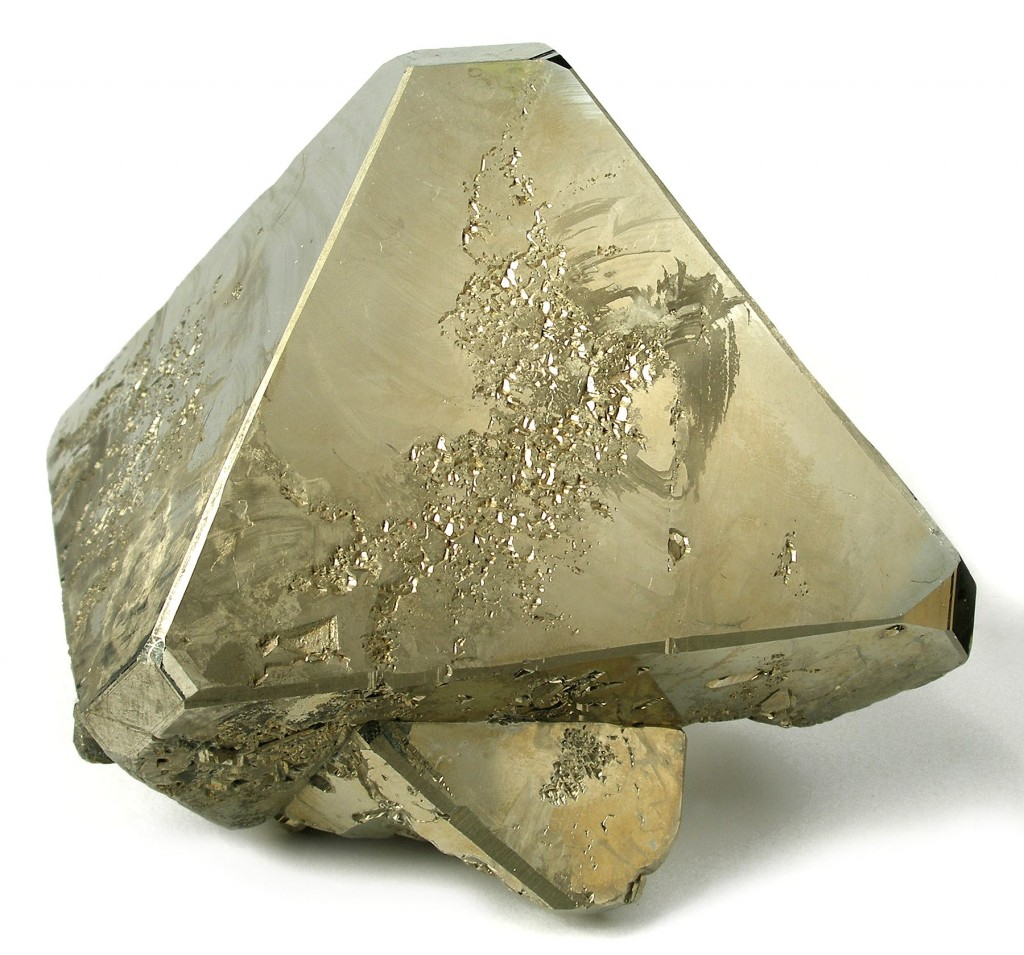
Pyrite de forme naturelle.
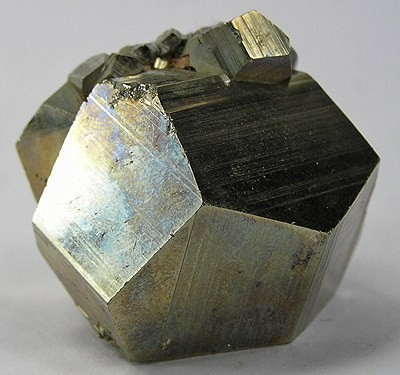
Pyrite de forme naturelle (pentagone dodécaédrique).

Attention toutefois, car certaines formes qui semblent naturelles sont fausses. Ainsi, la grande majorité des octaèdres isolés de la fluorine sont obtenus par clivages (très faciles) d'un cube. Ainsi, à la différence des fluorines taillées, dont il est évident qu'elles ont été artificiellement facettées, celles obtenues par clivages peuvent se faire passer pour naturelles alors que leur forme ne l'est pas. Si ce fait n'est pas mentionné, il y a donc tromperie.

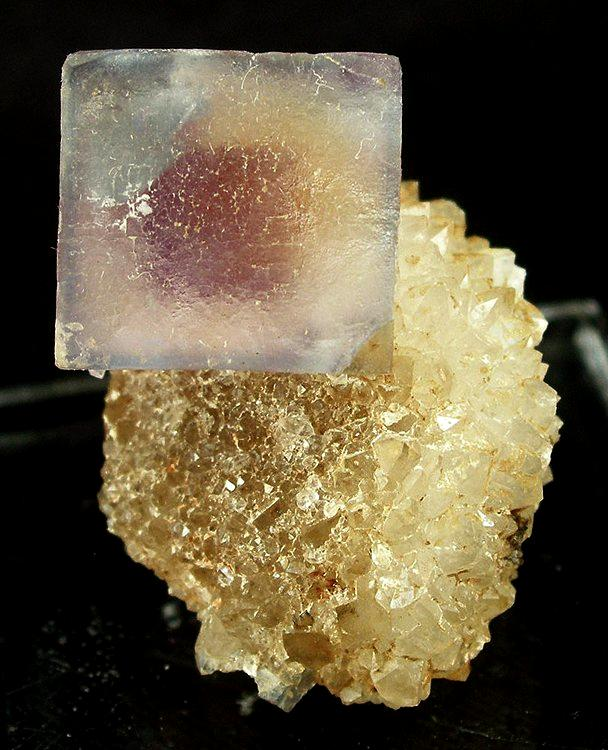
Fluorine de forme naturelle (cube).
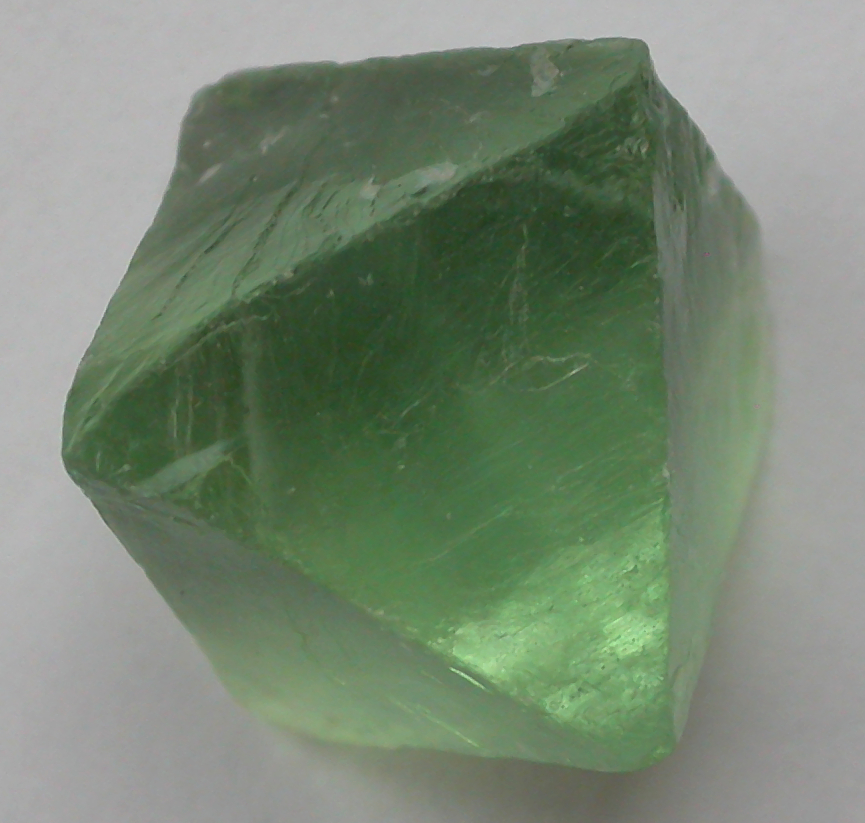
Fluorine de forme non naturelle (octaèdre obtenu par clivages).
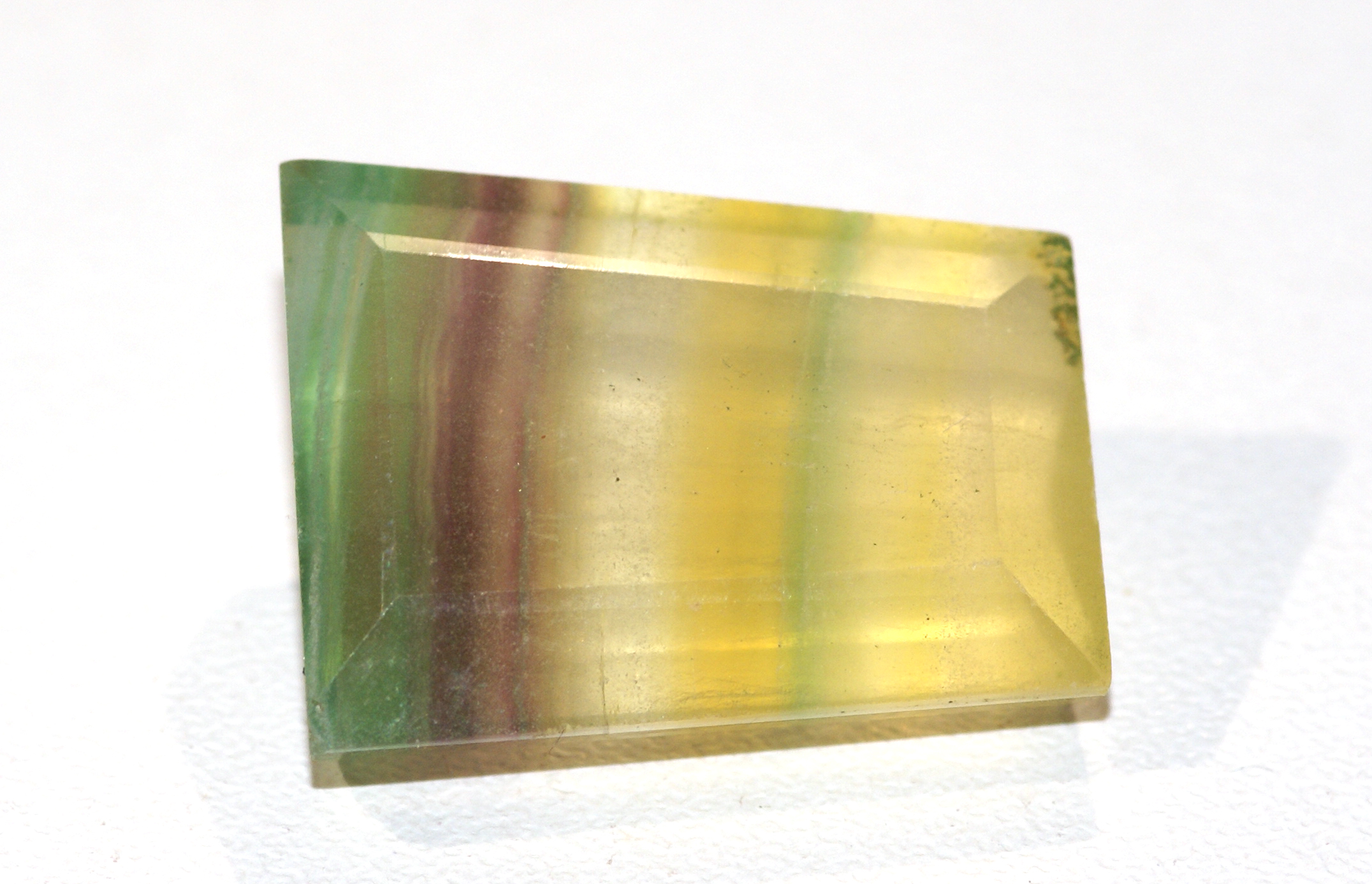
Fluorine taillée.

La tromperie est manifeste dans deux cas : soit l'on ne dit pas à l'acheteur qu'il s'agit d'un faux, soit rien n'est mentionné (mensonge par omission). On peut employer le terme de mensonge lorsqu'un minéral est proposé pour un autre, lorsqu'un minéral de synthèse est dit naturel, lorsque aucune restauration n'est mentionnée alors qu'il y en a eu, etc.
Toutefois, tous les faux minéraux et fossiles ne sont pas produits dans un objectif de falsification ou de tromperie.

#### Intérêts et inconvénients des faux

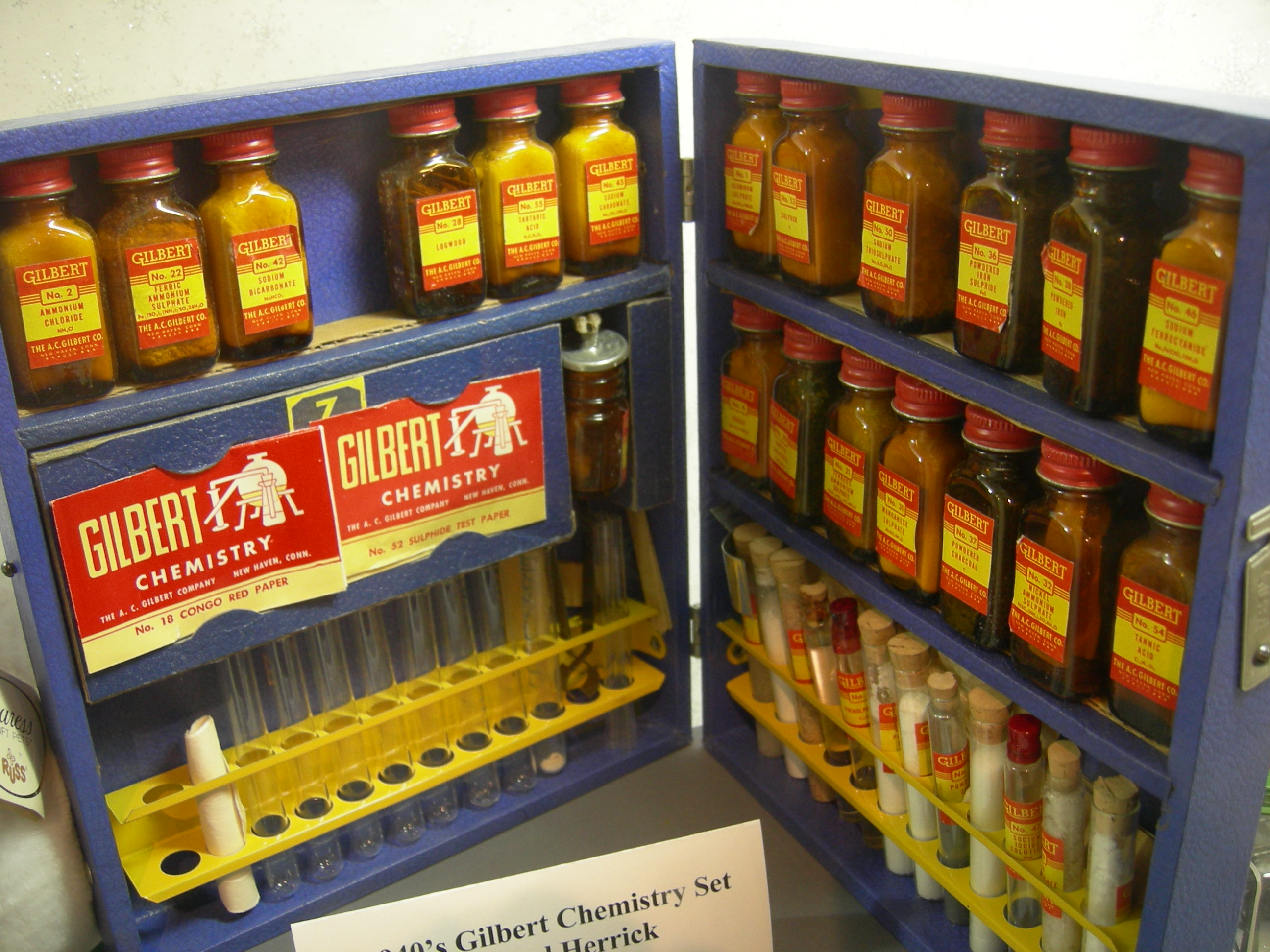
Boîte de chimie de marque Gilbert dans les années 1940 à usage pédagogique.

Un faux minéral n'est pas un problème en soi, si l'acheteur en est conscient. C'est en particulier le cas des entreprises qui achètent de faux minéraux (quartz de synthèse, diamants de synthèse…) pour un usage industriel. Par ailleurs, un acheteur peut préférer une fausse agate (colorée artificiellement), car il privilégie l'effet décoratif à l'aspect naturel. Il existe même des collectionneurs de faux minéraux. De plus, les boîtes de chimie éducatives pour les enfants expliquent comment fabriquer des cristaux synthétiques. Les moulages de fossiles peuvent être des outils pédagogiques ou d'étude très utiles, permettant la préservation des originaux. On trouve d'ailleurs de nombreuses reproductions de grande qualité, comme des œufs fossilisés de dinosaure, vendus sur Internet, pour quelques dizaines à quelques centaines de dollars, souvent par des sociétés chinoises.
En résumé, les faux lorsqu'ils sont présentés en tant que tels ont de très nombreux intérêts :  
- réduction des coûts de production dans l'industrie (diamant et quartz de synthèse…) ;
- réduction de l'exploitation et de la destruction des minéraux naturels à l'usage de l'industrie (quartz de synthèse…) ;
- valorisation d'un minéral à usage décoratif (agates colorées…) ;
- réduction du coût d'acquisition pour le client final (diamant et gemmes de synthèse…) ;
- outil pédagogiques (moulages de fossiles…), voire démarche pédagogique[7] ;
- œuvre à but de divertissement et / ou éducative, par exemple dans un parc public, un musée ou un parc d'attraction ;
- recyclage et valorisation de déchets de l'industrie comme objets décoratifs ou de collection (fausses météorites…) ;
- œuvre d'art, par exemple création d'œuvres artistiques à partir de minéraux ;
- etc.

En revanche, leur production et commercialisation pose plusieurs inconvénients de taille : 
- tromperie des acheteurs, collectionneurs ou non (géodes de galène…) ;
- dangerosité de certains faux (le dichromate de potassium constituant la fausse lopézite peut être mortel s'il est ingéré…) ;
- destruction de vrais minéraux réutilisés pour faire des faux (collages…) ;
- risque d'erreurs scientifiques en paléontologie (faux montages de fossiles à partir de plusieurs fossiles différents) ;
- etc.

### Authentification

#### Critères à prendre en compte
Pour identifier s'il s'agit d'un vrai ou d'un faux, on peut faire attention à plusieurs critères : 
- type de minéral (certains minéraux sont plus facile à imiter ou à contrefaire que d'autres) ;
- pays d'achat ou de provenance (certains pays sont devenus des spécialistes de la contrefaçon)[8] ;
- prix d'achat (acheter un trilobite de grande taille pour quelques euros doit éveiller la méfiance) ;
- vendeur (un vendeur sur un marché donnera a priori moins de caution qu'un magasin bien établi ; de même, les sites de ventes sur Internet regorgent de faux) ;
- aspect du minéral (une observation attentive permet souvent de repérer un faux) ;
- existence reconnue ou non d'un minéral voire d'une combinaison minérale ;
- connaissance ou non d'une technique de fraude (comme pour les citrines).

#### Difficulté de l'authentification
Il n'est pas toujours facile de les authentifier, pour un amateur non spécialiste de minéralogie. D'ailleurs, il est fort probable que la plupart des gens aient acheté au moins un faux minéral dans leur vie, ne serait-ce qu'une agate colorée. Il est ainsi possible de prendre un vrai pour un faux et vice-versa.
Par exemple, dans certains cas de Keichousaurus, il s'agit probablement de vrais malgré des prix qui semblent dérisoires et laisseraient d'abord penser qu'il s'agit de faux. On en extrait des milliers d’exemplaires par an et le prix demandé semble alors correct pour ce type de fossile très abîmé.
En revanche, certains collages sont très difficiles à percevoir, même par des collectionneurs, car l'œil le plus exercé est trop souvent impuissant à le repérer. Seuls les ultraviolets permettent faire apparaître le point de collage, à condition que l'on puisse bien l'éclairer sous l'angle approprié ; ce qui est loin d'être toujours possible. Il semble que certaines nouvelles colles indétectables à la « lumière noire » soient apparues sur le marché, ce qui rend le procédé lui-même de plus en plus inopérant. Ainsi, un lot de carrollites s'est révélé entièrement truqué malgré un examen à la loupe binoculaire et le contrôle UV. Les magnifiques cristaux, détachés à l'origine, avaient été repositionnés sur gangue et très habilement cimentés par une mixture de colle et de poussière de roche-mère. C'est un bain d'acétone qui a permis de les détacher et de découvrir la supercherie.
Il est également possible d'utiliser la thermographie pour discerner les faux mélangés aux vrais, différencier des minéraux polis entre eux et jouer sur la différence de transmission au sein des solides entre les minéraux.
Certains faussaires vont jusqu'à tremper leurs montages dans des bains de sels afin de recréer un phénomène de dépôt homogène qui recouvrira donc toutes les traces de collage ou de discontinuité. Dans ces cas-là, comme le sel choisi est généralement un des composés du minéral, vous ne pourrez que dissoudre votre minéral en tentant d'éliminer de la gangue et avec un peu de malchance, détruire les colles et donc la preuve de la falsification en même temps que votre minéral. Si la couche est suffisamment épaisse, les UV ne laisseront rien transparaître et les rayons X ne sont pas vraiment encore dans le domaine public ni très conseillés d'usage fréquent non plus. En principe, une possibilité de détection serait la radiographie ou tomographie de neutrons, qui sont particulièrement sensibles aux atomes d'hydrogène constituant la colle ; cependant cette technique est coûteuse et relativement difficile d'accès pour un simple collectionneur.
L'avis de spécialistes sera toujours important en cas de doute. Il existe de nombreux forums de discussion recensant un grand nombre de faux en minéralogie, gemmologie et paléontologie.

## Faux en minéralogie
Les exemples évoqués ci-dessous sont loin de donner une liste exhaustive des faux minéraux commercialisés aujourd'hui.

### Exemples de minéraux naturels transformés par l'homme
Agate
L'agate colorée : il s'agit souvent de tranches d'agates plongées dans un colorant (bleu, violet…) afin de lui donner une coloration beaucoup plus attirante que celle naturelle. Il existe plusieurs variétés portant sur l'aspect des colorations rouges, vertes, jaunes, bleues ou noires. Celles dont la couleur est éclatante peuvent être colorées artificiellement. Le processus tire parti de la porosité de l'agate et est documenté dès 1820 dans la région d'Idar-Oberstein (où l'extraction des agates existe depuis le XVe siècle). Toutefois, il y aurait des preuves que les Romains teignaient déjà les agates.

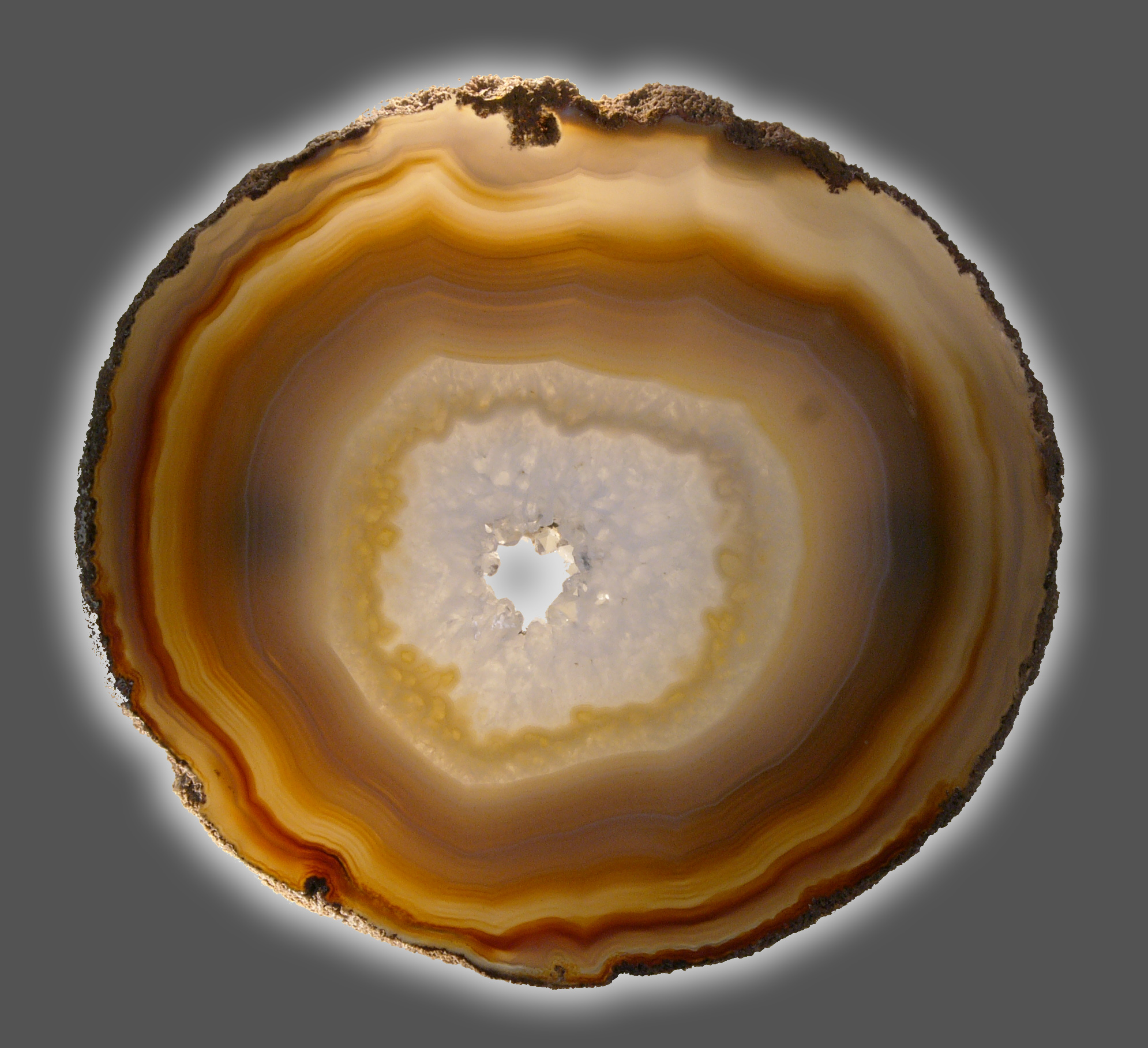
Agate de couleur naturelle.
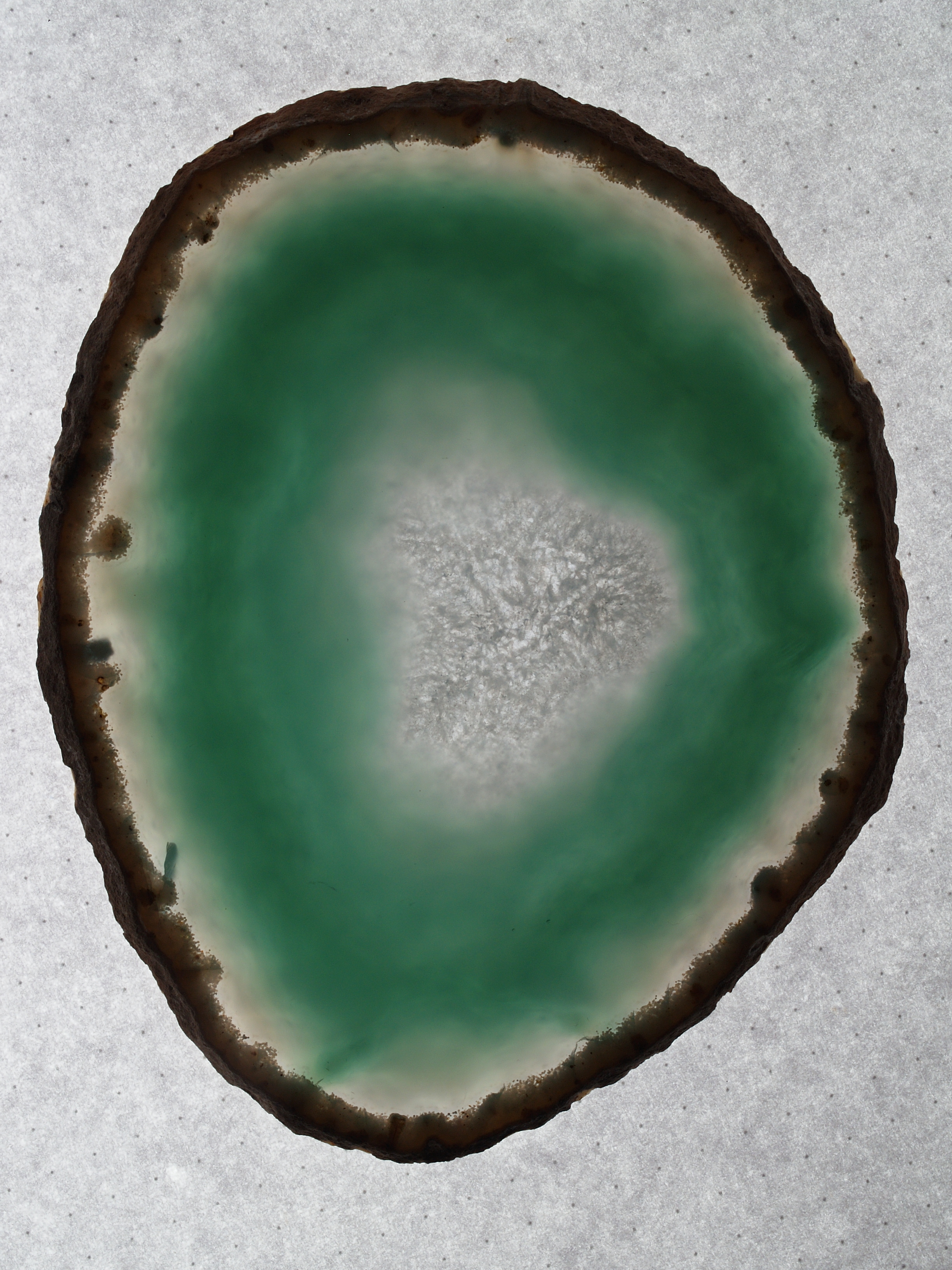
Agate colorée en vert.
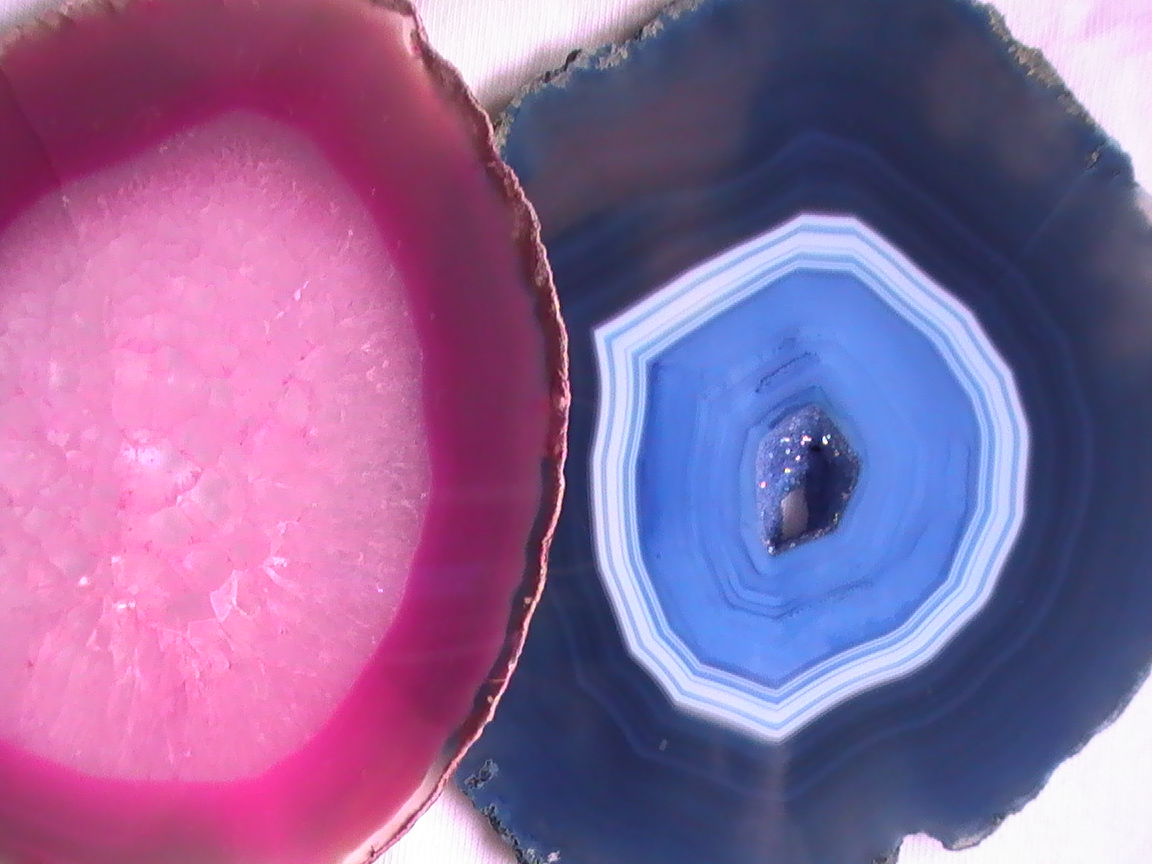
Agates colorées en rose et bleu-violet.

Fausse citrine en améthyste
La citrine : aujourd'hui la plupart des citrines vendues sont en fait des améthystes chauffées. Chauffer une améthyste au four permet de transformer sa couleur violette en jaune, clair ou foncé selon la température. On fabrique de fausses citrines à partir d'améthystes, car la citrine naturelle est rare, et beaucoup plus chère que l'améthyste chauffée. On trouve toutes sortes de faux, y compris de très grandes géodes.
Faux jade en antigorite
L'antigorite, une serpentine, est souvent utilisée, colorisée, afin de simuler du jade alors qu'elle est beaucoup plus courante et moins chère que le jade. L'autre raison étant que l'antigorite est nettement plus tendre que le jade et donc plus aisée à tailler.
Okénite
Les okénites peuvent être colorées en vert, bleu, jaune ou orange. Ci-après quelques exemples de colorations artificielles.

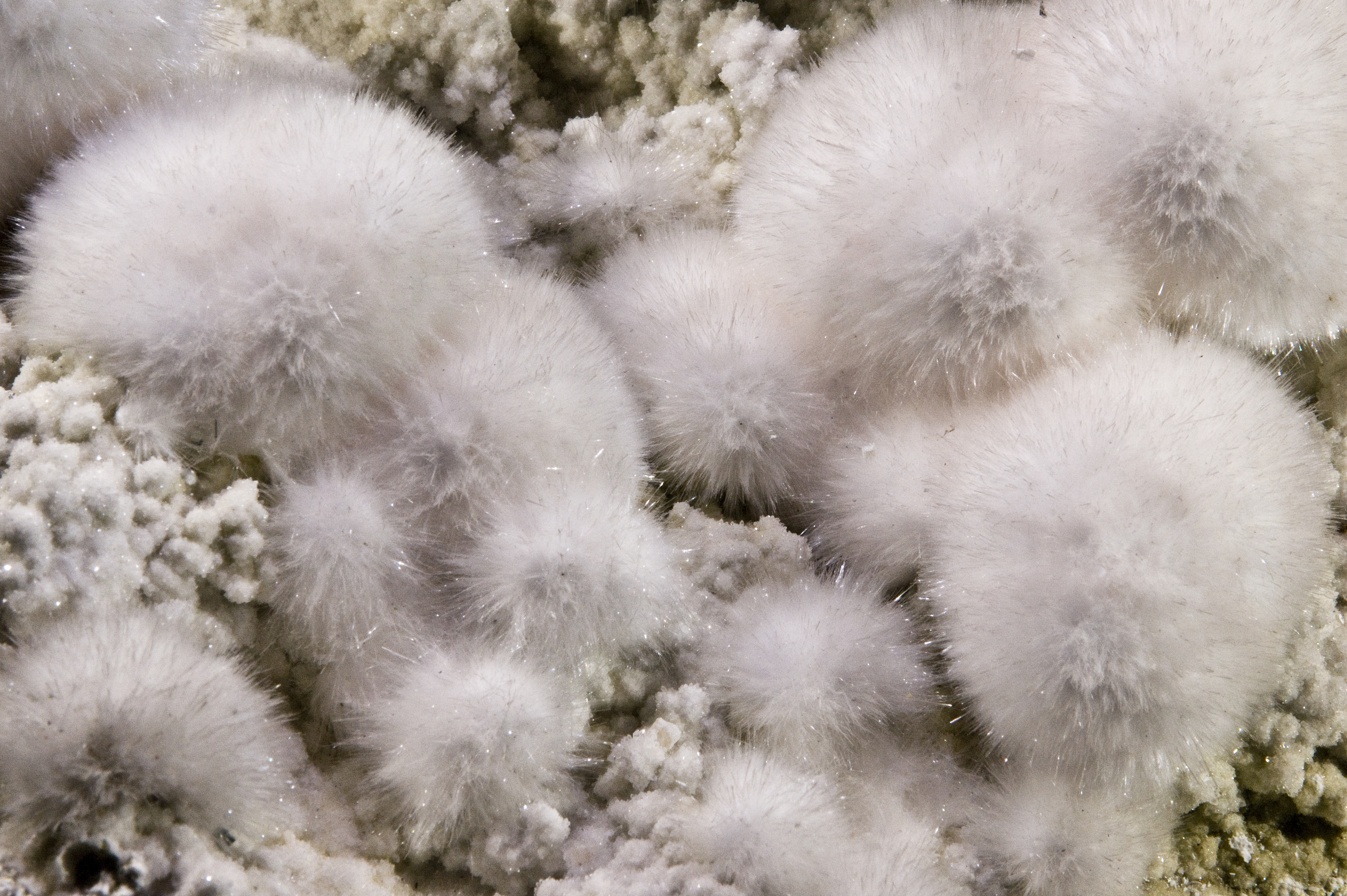
Forme naturelle.
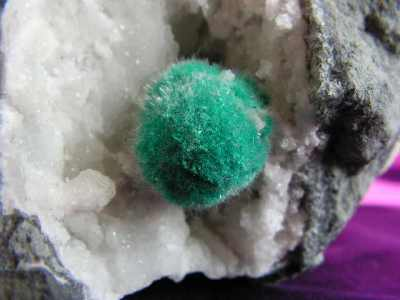
Coloration artificielle.
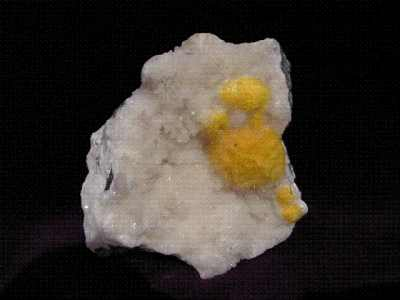
Coloration artificielle.

Faux quartz fumé en quartz
Le quartz fumé est particulièrement apprécié pour sa couleur et en général plus onéreux que le quartz normal. Il doit sa couleur naturelle à la radioactivité du site dans lequel il se trouve. Il suffit donc d'exposer à des radiations un quartz naturel pour en faire un quartz fumé. On en trouve en particulier en provenance de mines d'Arkansas (États-Unis) et de Chine.
Stilbite
Les stilbites sont parfois peintes à la main, pour leur donner une couleur plus attrayante.
Fausse turquoise en turquénite
Le faux le plus répandu pour la turquoise est la turquénite, à savoir un minéral (en général de la magnésite) coloré artificiellement en bleu afin de ressembler à la turquoise. L'adjonction de colorant existe pour la turquénite, la howlite ou la magnésite que l'on cherche à faire passer pour de la turquoise.

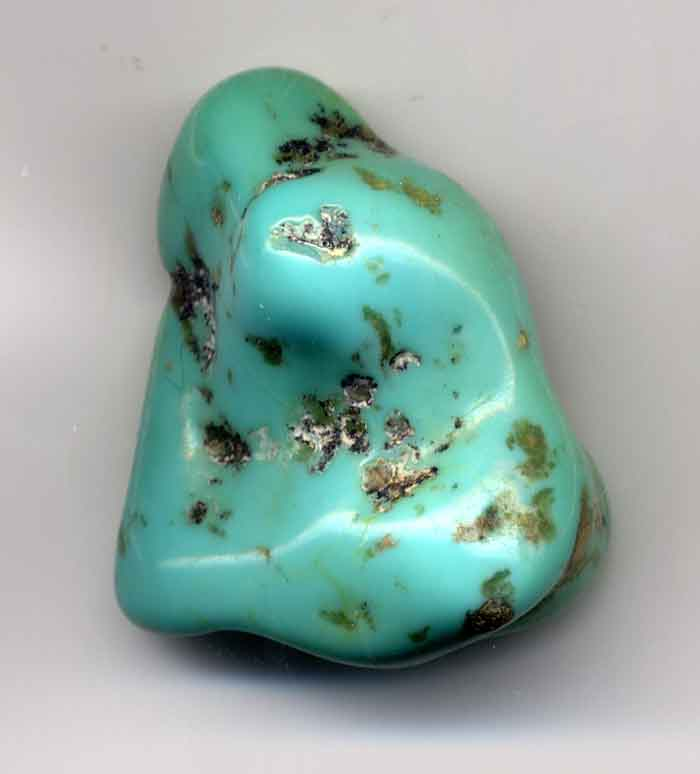
Turquoise naturelle polie.
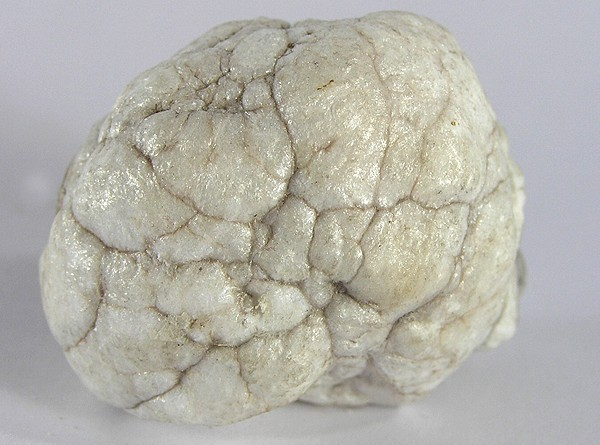
Howlite naturelle.
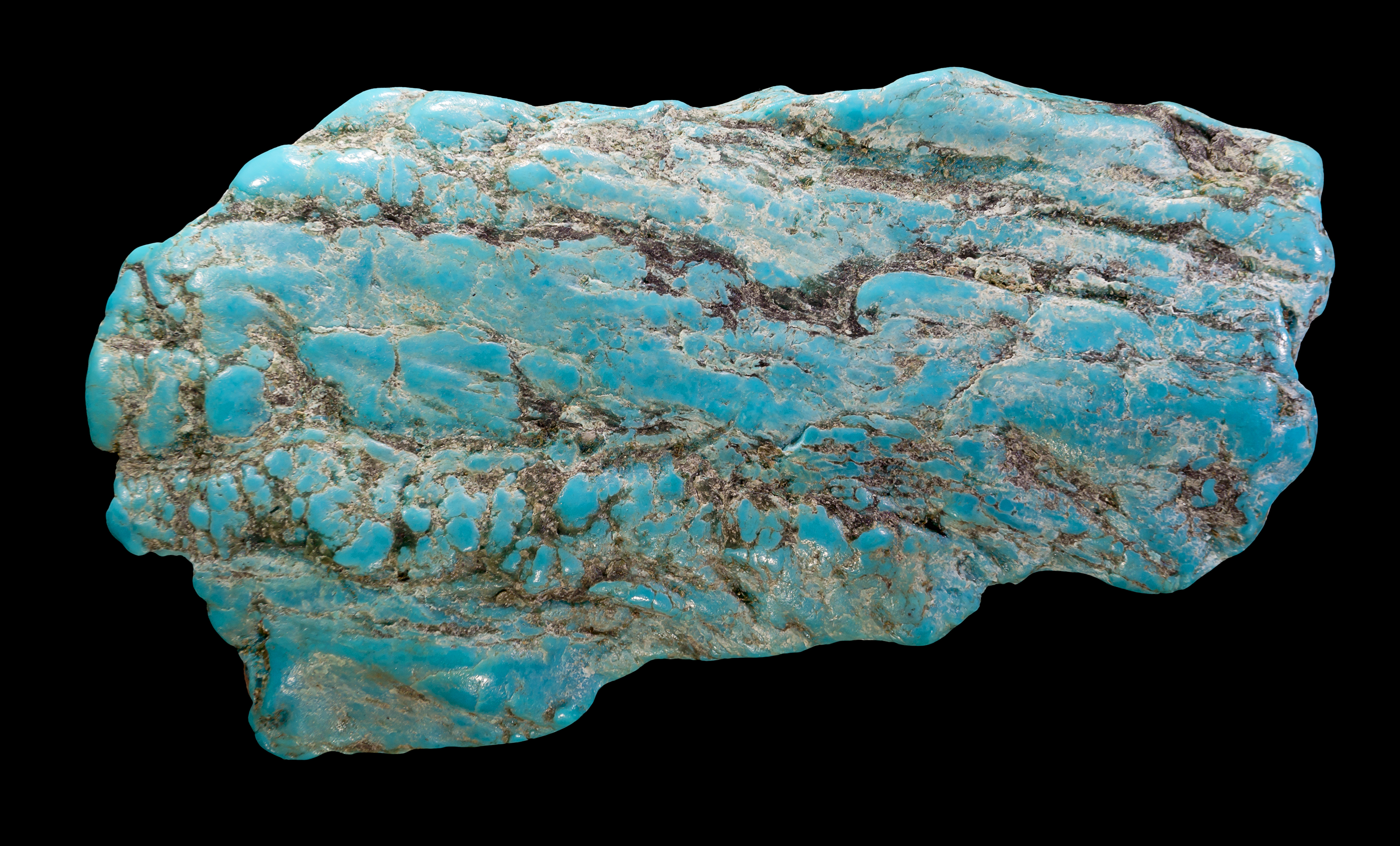
Turquénite : howlite colorée en bleu.

Corail peint en corail rouge
Cette pratique identifiée en Chine, permet d'augmenter la valeur de vente en faisant passer un morceau de gorgone peint en rouge pour le précieux corail rouge des joailliers.

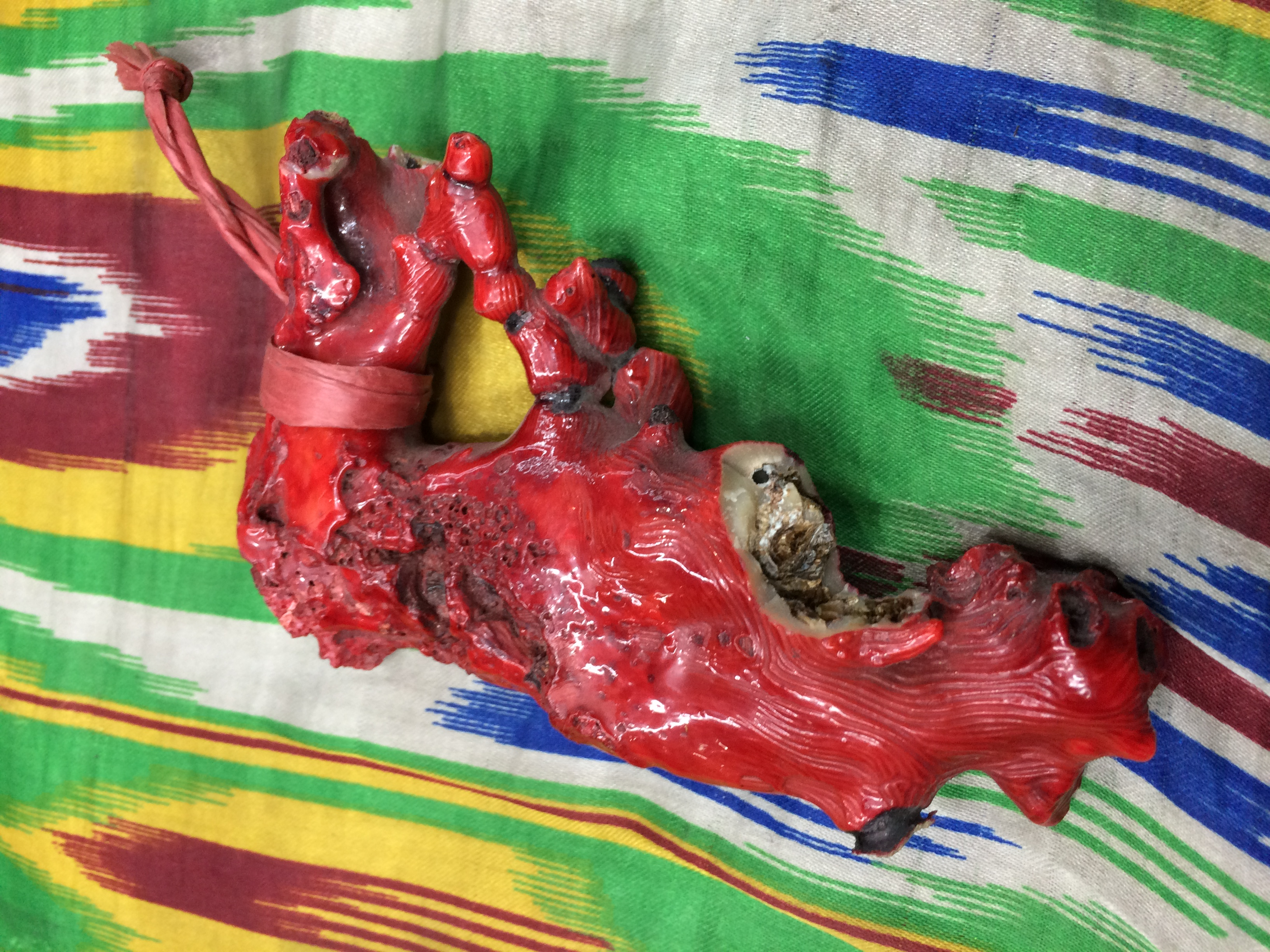
Tronçon de gorgone peint en rouge
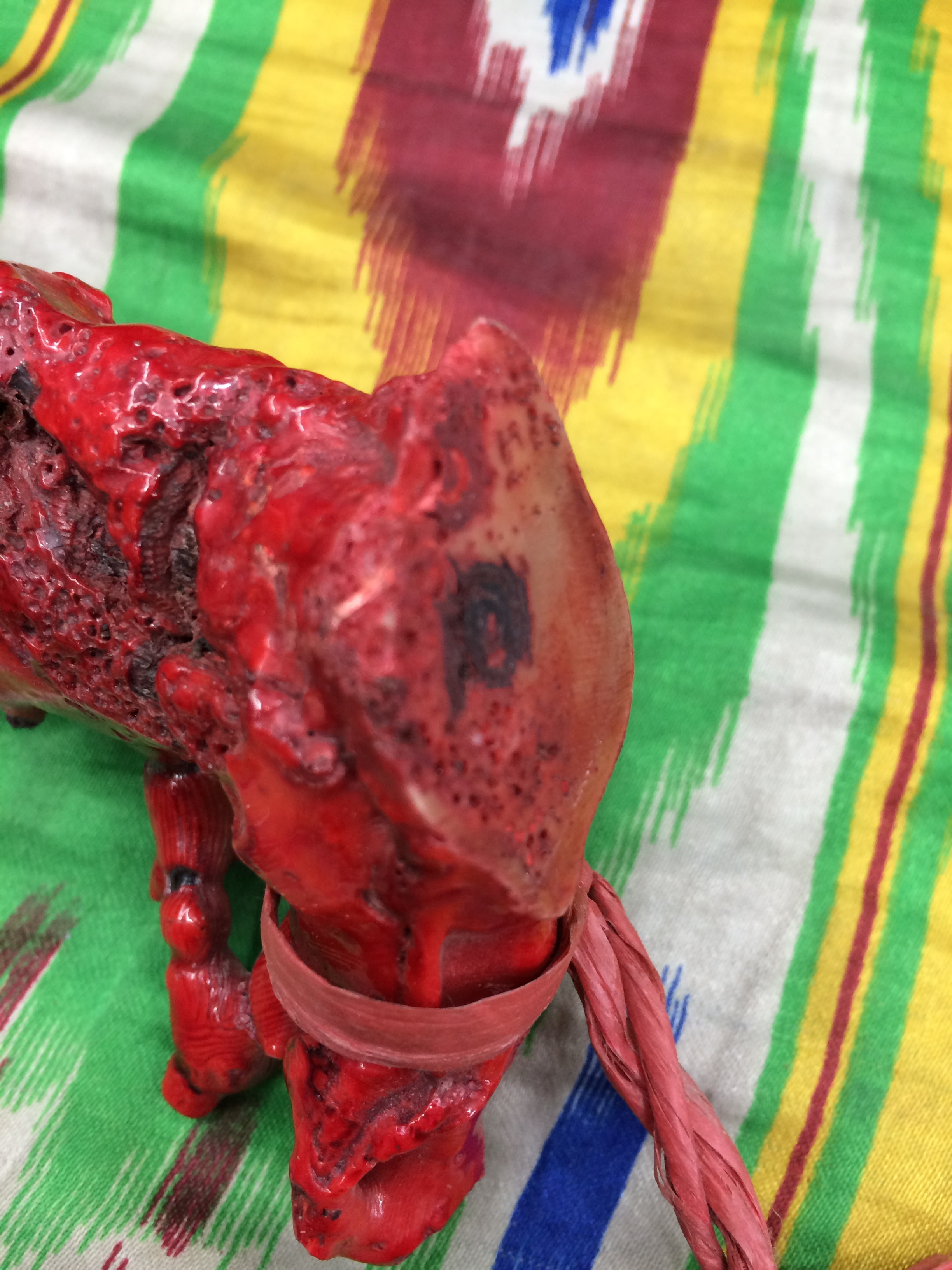
La tranche permet de voir clairement la coloration

Mélanges de plusieurs minéraux
Tous les montages sont possibles, tant qu'ils sont beaux et plus faciles à vendre à des amateurs.
- Feuille d'or sur du quartz pour simuler un or natif sur gangue.
- Stibine couverte de calcite : cette technique permet de masquer les imperfections de la stibine, elle se pratique avec de très nombreux minéraux.
- Etc.

### Exemples de minéraux entièrement faux
Quartz de synthèse

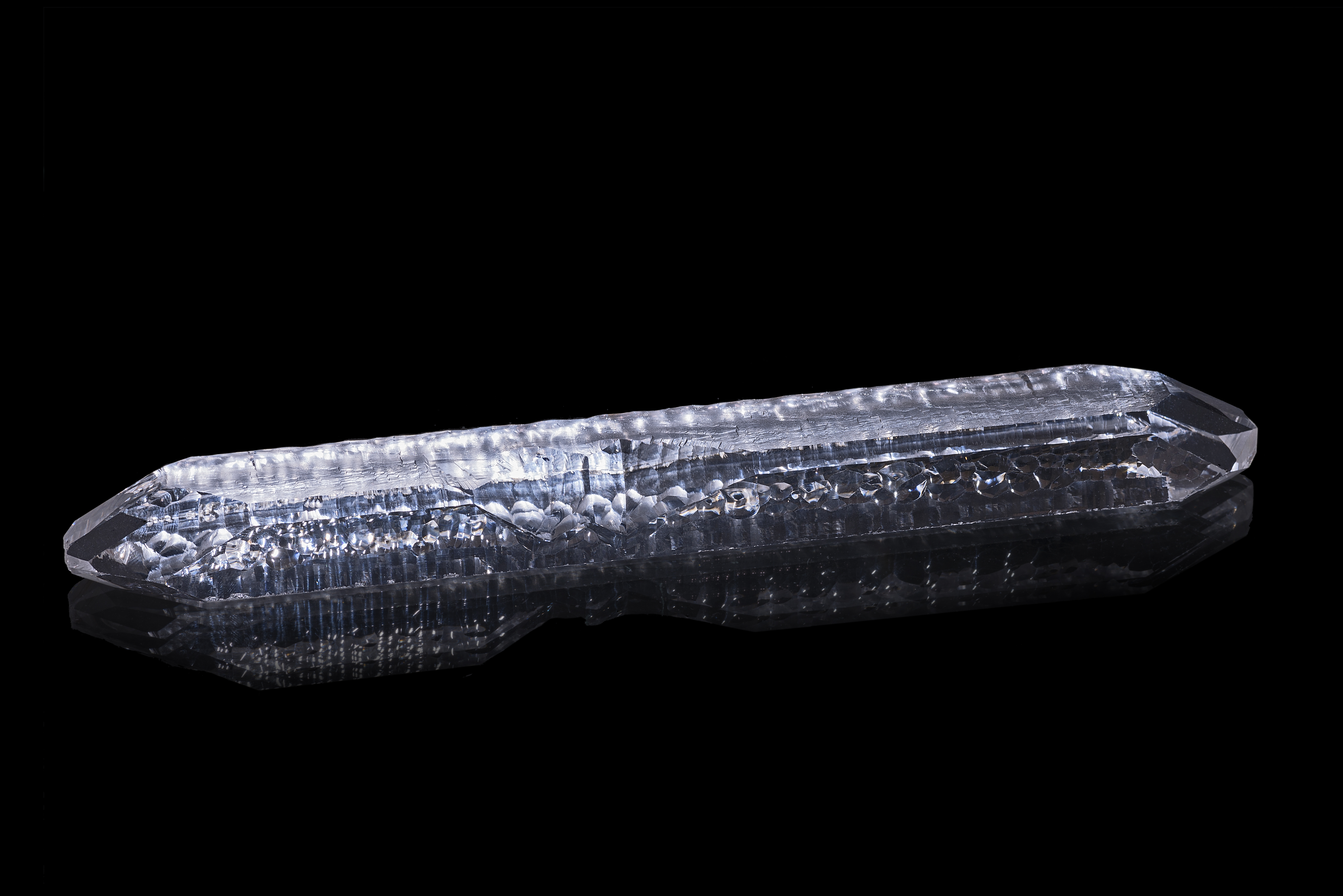
Cristal de quartz de synthèse.

Les quartz de synthèse sont très nombreux et très utiles pour l'industrie. On en trouve aussi beaucoup revendus sur le marché. Pour les fabriquer, on profite de la solubilité du quartz. L'ENS Lyon décrit bien ce processus.

« Le quartz cristallisé est très utilisé dans l’industrie électronique (oscillateur, horloge, et autres applications de la piézo-électricité). Les cristaux naturels sans défaut étant beaucoup trop rares, l’industrie fabrique des quartz de synthèse en faisant cristalliser de la silice dans le même système cristallin que la nature, le système rhomboédrique pseudo-hexagonal.
 Pour cela, on utilise le fait que le quartz est soluble dans l'eau à hautes température et pression, et à pH basique. On utilise un autoclave en forme de colonne de très grande taille (> 0,5 m de diamètre et > 10 m de haut). On y dissout du quartz naturel (mais mal cristallisé) dans de l’eau à haute température (plusieurs centaines de kelvins), haute pression (plusieurs dizaines d’atmosphères) et à Ph > 11 (les valeurs exactes sont des secrets industriels). On maintient une différence de température de quelques dizaines de degrés entre le bas (plus chaud) et le haut (plus froid). Le quartz est plus soluble à haute qu’à basse température. Il "suffit" alors de régler la température, la pression et le Ph pour que le quartz se dissolve en bas de l’autoclave et précipite en haut. Au sommet de l’autoclave, des lamelles de quartz sont suspendues dans la solution par des fils d’argent. Au cours du temps (plusieurs semaines), ces lamelles de quartz qui servent de germe de cristallisation croissent et deviennent de beaux cristaux de quartz...
 Ce procédé de synthèse du quartz s’apparente à de l’hydrothermalisme. Les eaux circulant dans des fractures en profondeur dans la croûte continentales sont à hautes température et pression, et leur Ph est parfois assez élevé. Ces eaux peuvent dissoudre une quantité notable de silice à grande profondeur. Si au cours de leur cheminement elles montent (baisse de température et de pression), alors la silice cristallise sur les bords de la fracture (qui servent de germes), et il se développe de très beaux cristaux de quartz, comme on peut en trouver tapissant les fractures dites "alpines" dans les massifs cristallins externes des Alpes françaises, et également dans de nombreux filons du Massif Central, du massif Armoricain... »

— ENS Lyon, Planete-terre-ens-Lyon
Améthyste zonée

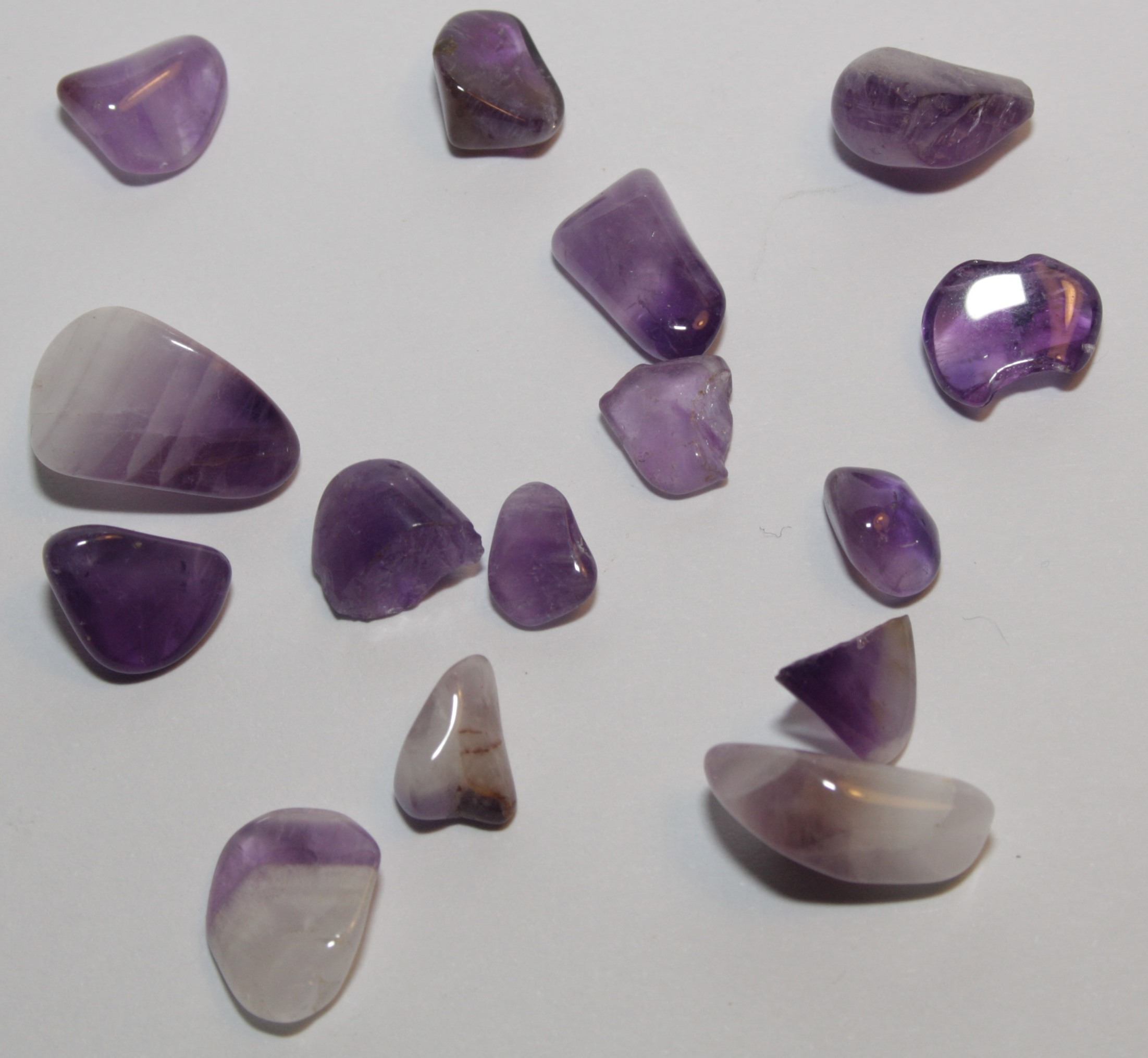
Améthyste zonée.

Aujourd'hui en Chine de gigantesques autoclaves produisent des spécimens minéralogiques de synthèse, notamment de fameuses améthystes zonées, qui présentent des morphologies identiques aux quartz naturels.
Sulfate de cuivre ou chalcanthite 

On peut distinguer ici trois états.
- La chalcanthite à l'état naturel est rare, les cristaux sont souvent de l'ordre du millimètre, mais certains peuvent exceptionnellement atteindre jusqu'à 10 cm.
- La chalcanthite de néoformation apparaît dans les mines de cuivre par l'action de l'homme sur l’environnement.
- Le sulfate de cuivre. On peut faire croître des cristaux d'un bleu profond sur des morceaux de roche naturelle, en saturant une solution d'eau distillée avec du sulfate de cuivre en poudre. Le sulfate de cuivre est nocif en cas d'ingestion et irritant pour les yeux et la peau. C'est d'ailleurs aujourd'hui un incontournable des nombreuses boîtes de chimie, ces jeux éducatifs pour les enfants apprentis chimistes.

Le terme « chalcanthite » ne s’applique qu'aux deux premiers exemples.

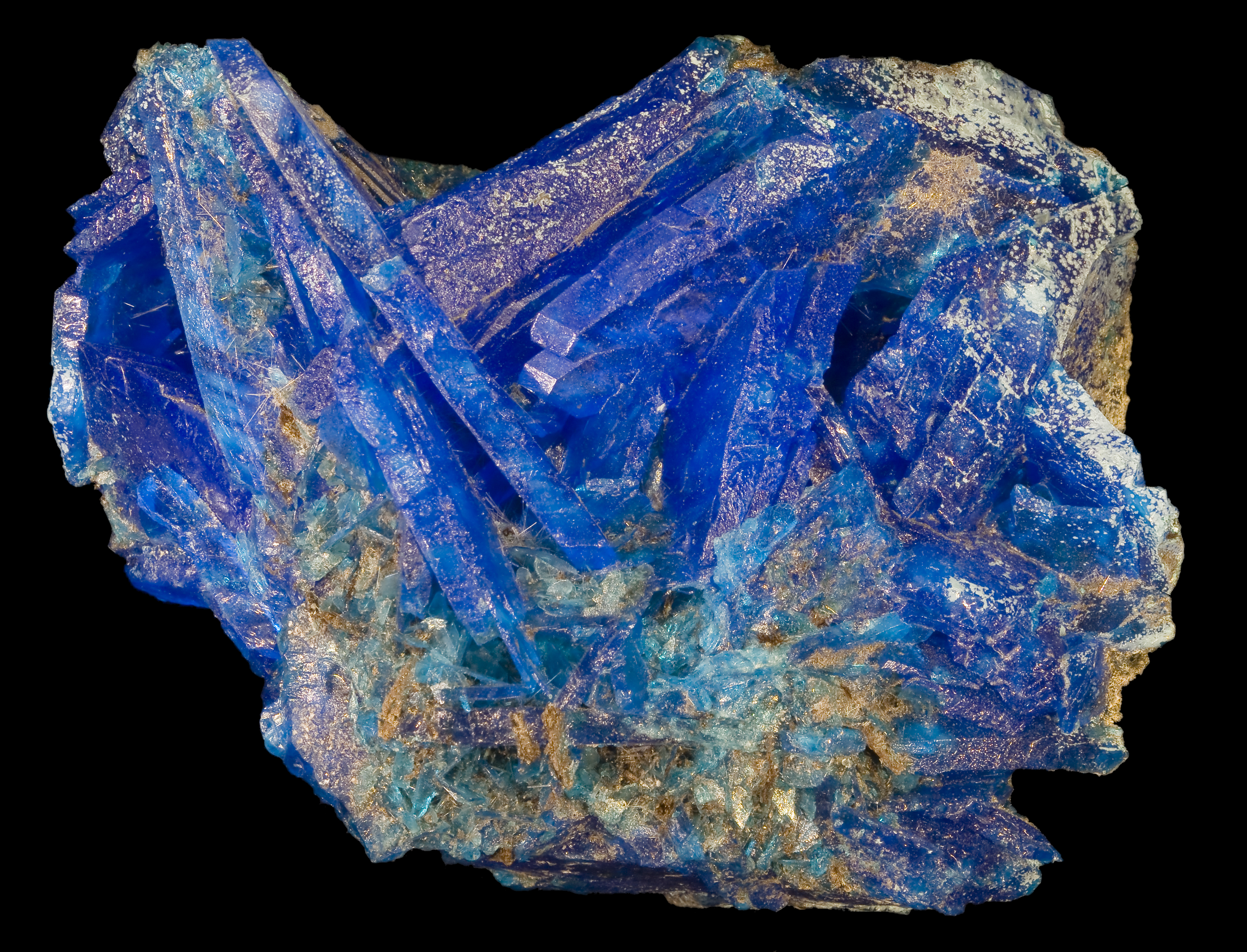
Chalcanthite naturelle.
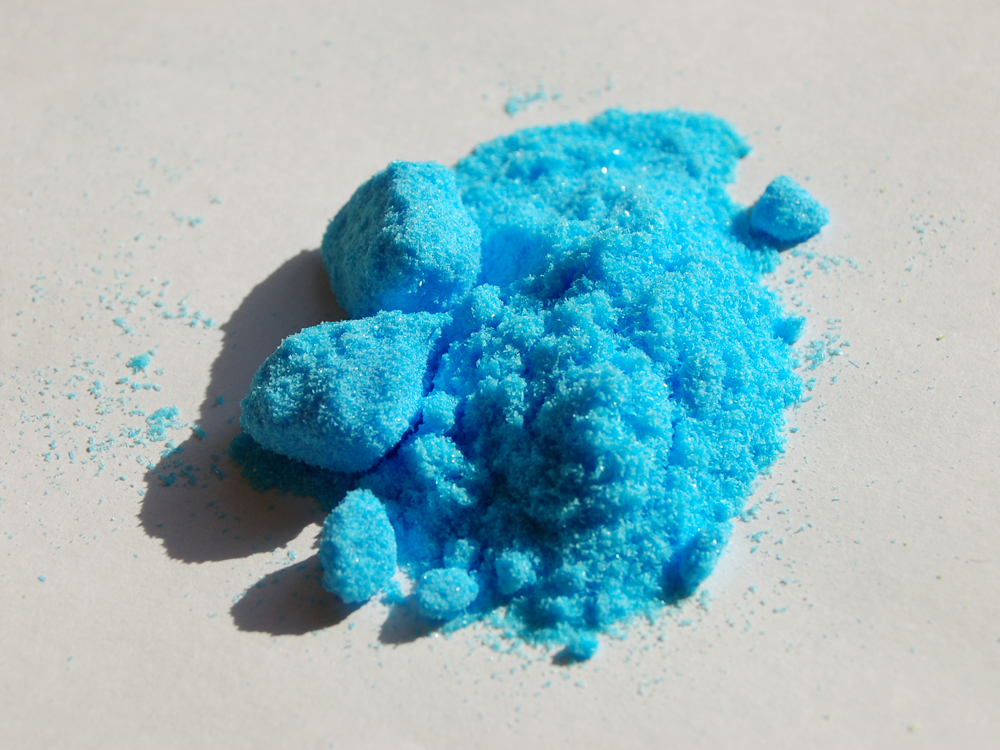
Poudre de sulfate de cuivre hydraté.
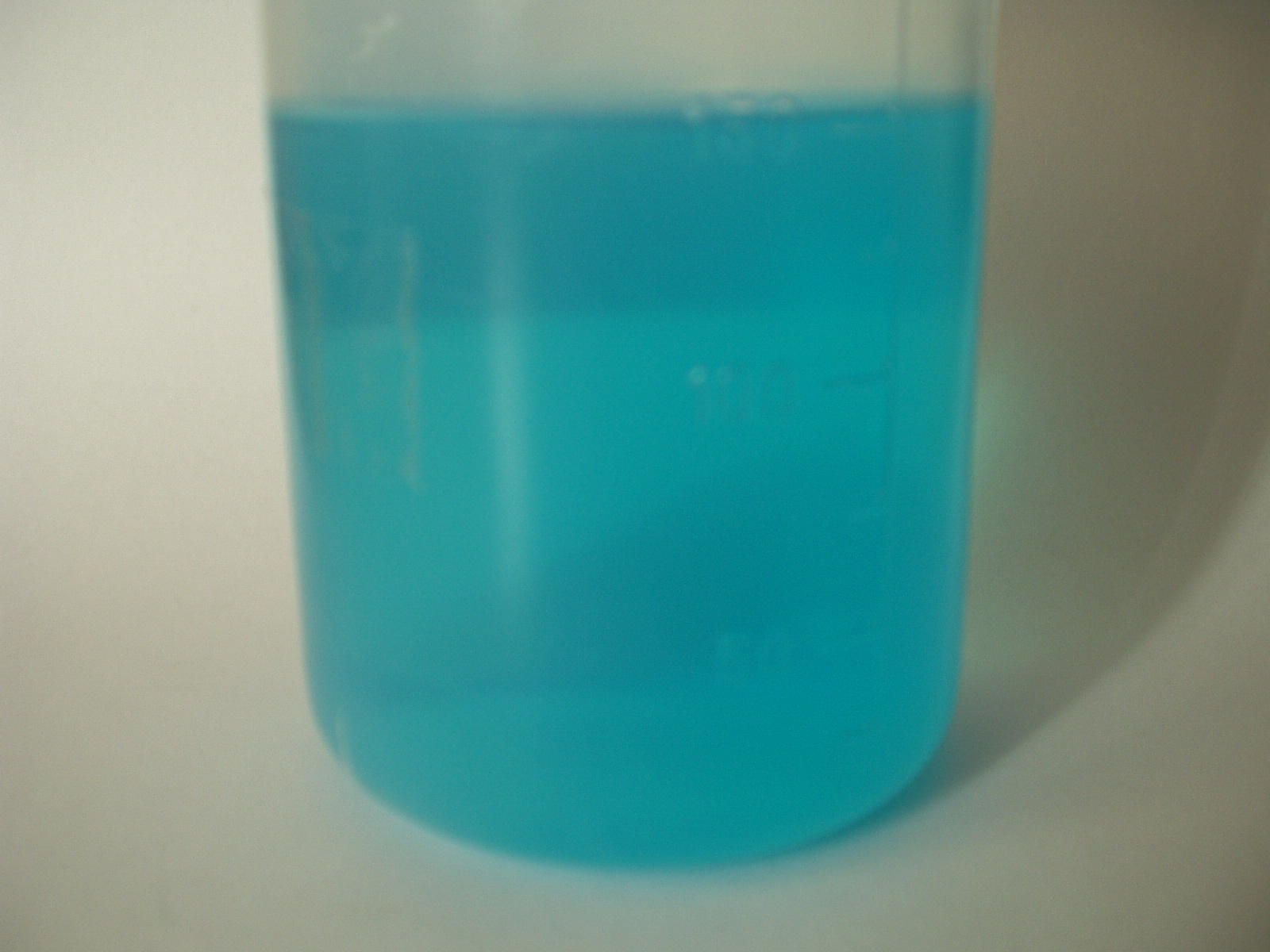
Solution aqueuse de sulfate de cuivre.
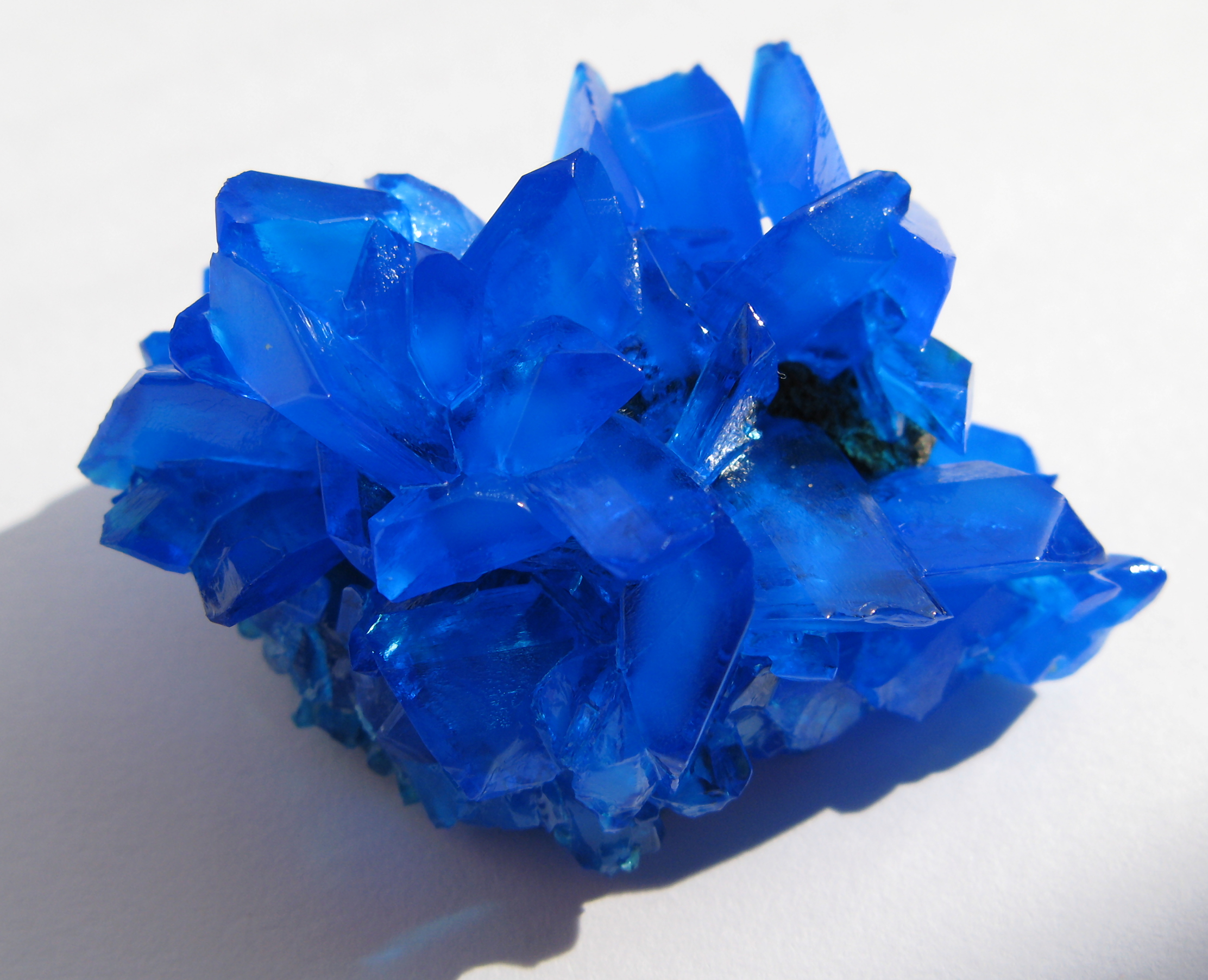
Cristaux de sulfate de cuivre ou fausse chalcanthite.

Bismuth 

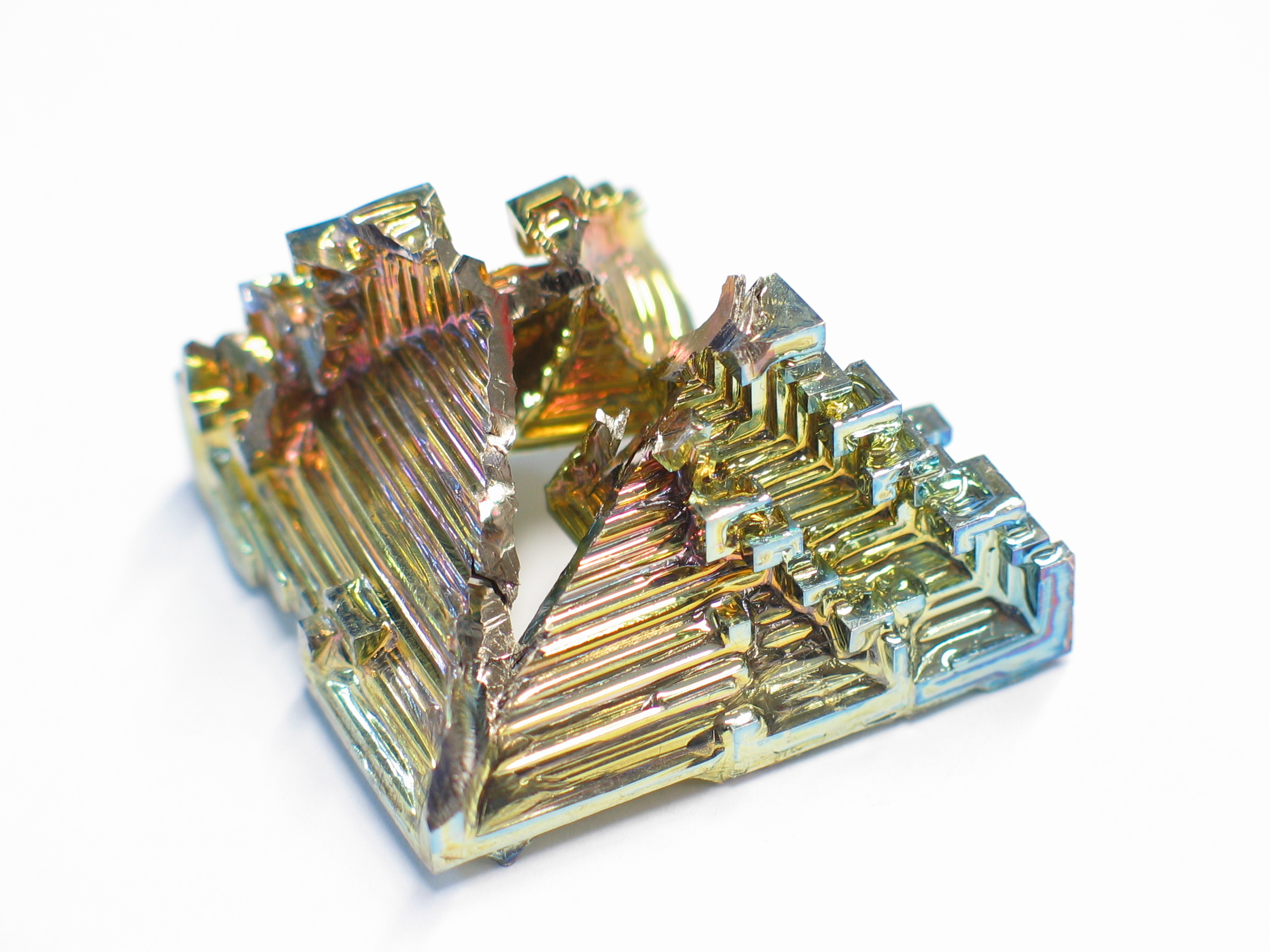
Cristal de bismuth.

Les cristaux de bismuth peuvent être obtenus artificiellement dans des cuves de productions chimiques, par refroidissement très lent.
Or 

L'or peut être trouvé en l'état naturel, sous forme de cristal natif ou de pépite. Il peut aussi être synthétisé sous forme de cristal.

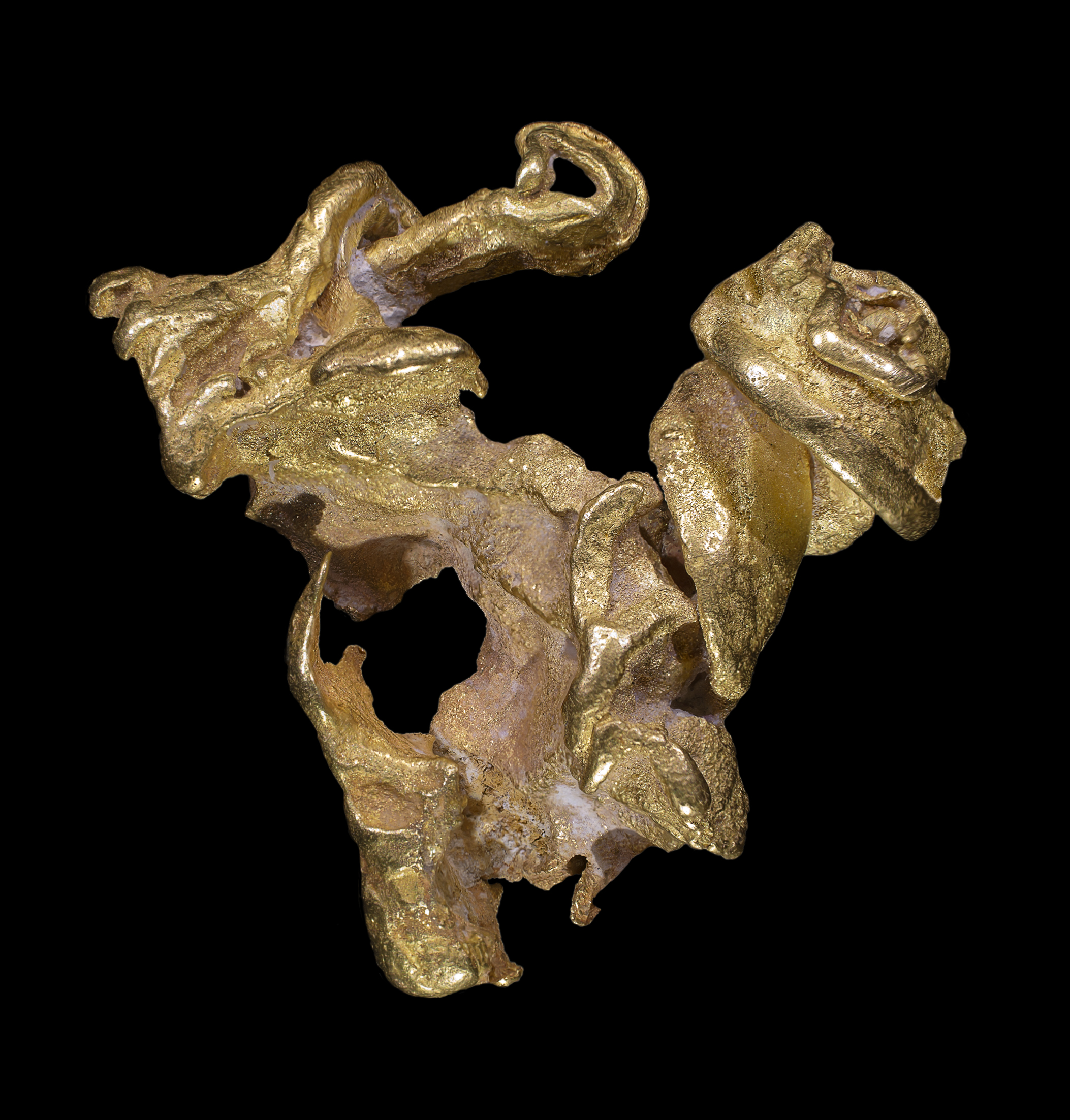
Or natif naturel.
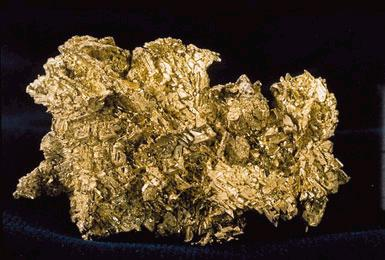
Pépite d'or naturelle.
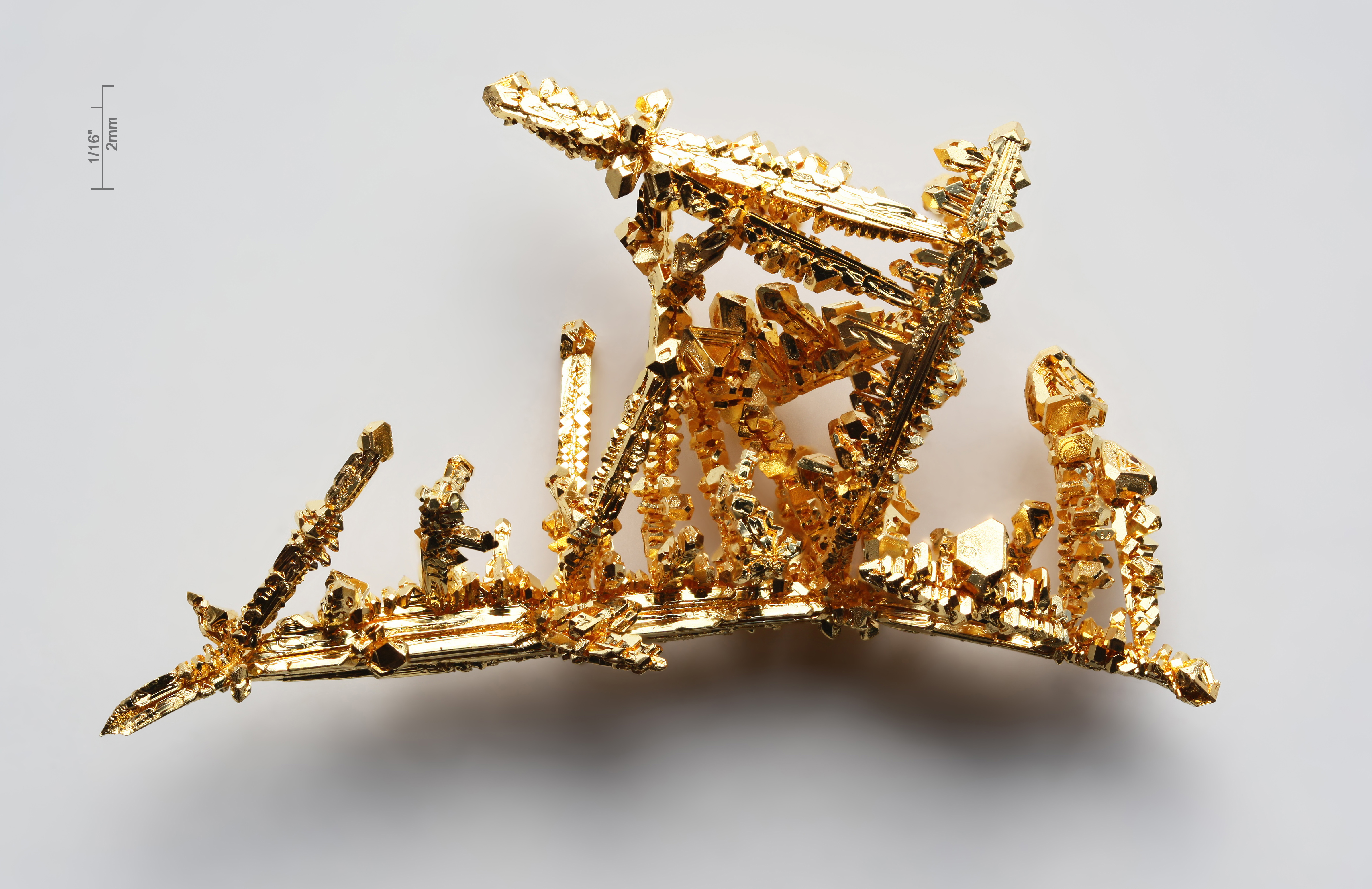
Cristaux d'or synthétisés.

Dichromate de potassium ou fausse lopézite et fausse wulfénite 

La lopézite est une espèce minérale naturelle qui se rencontre dans les milieux arides notamment au Chili. Le dichromate de potassium cristallise facilement en laboratoire et peut servir à fabriquer de fausse lopézite sur gangue. Elle peut être également utilisée dans sa forme tabulaire pour imiter la wulfénite. On la trouve de plus en plus couramment, y compris dans les bourses aux minéraux, et cela à des tarifs très variables et avec des provenances diverses, en général la Pologne. Ce minéral de synthèse représente un réel danger. Il est hautement toxique s'il est ingéré. Il est répertorié comme produit potentiellement cancérigène. Enfin, il pourrait favoriser d'autres types de maladies comme la stérilité, l'eczéma, voire la cécité s'il entre contact avec les yeux. Il faut faire très attention, tout particulièrement avec les enfants, car il est en général vendu sans aucune mention concernant sa dangerosité, et son ingestion peut être mortelle.

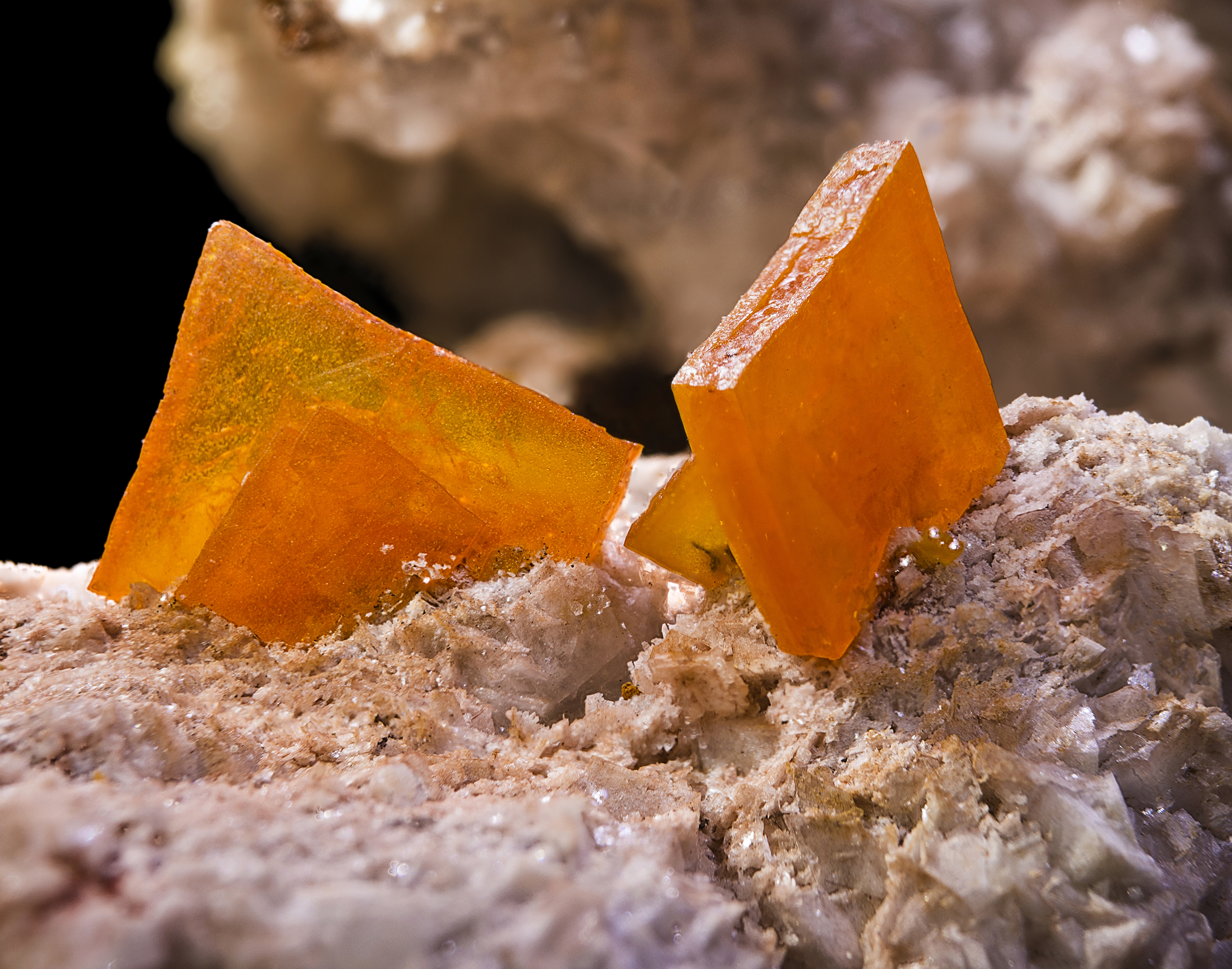
Wulfénite.
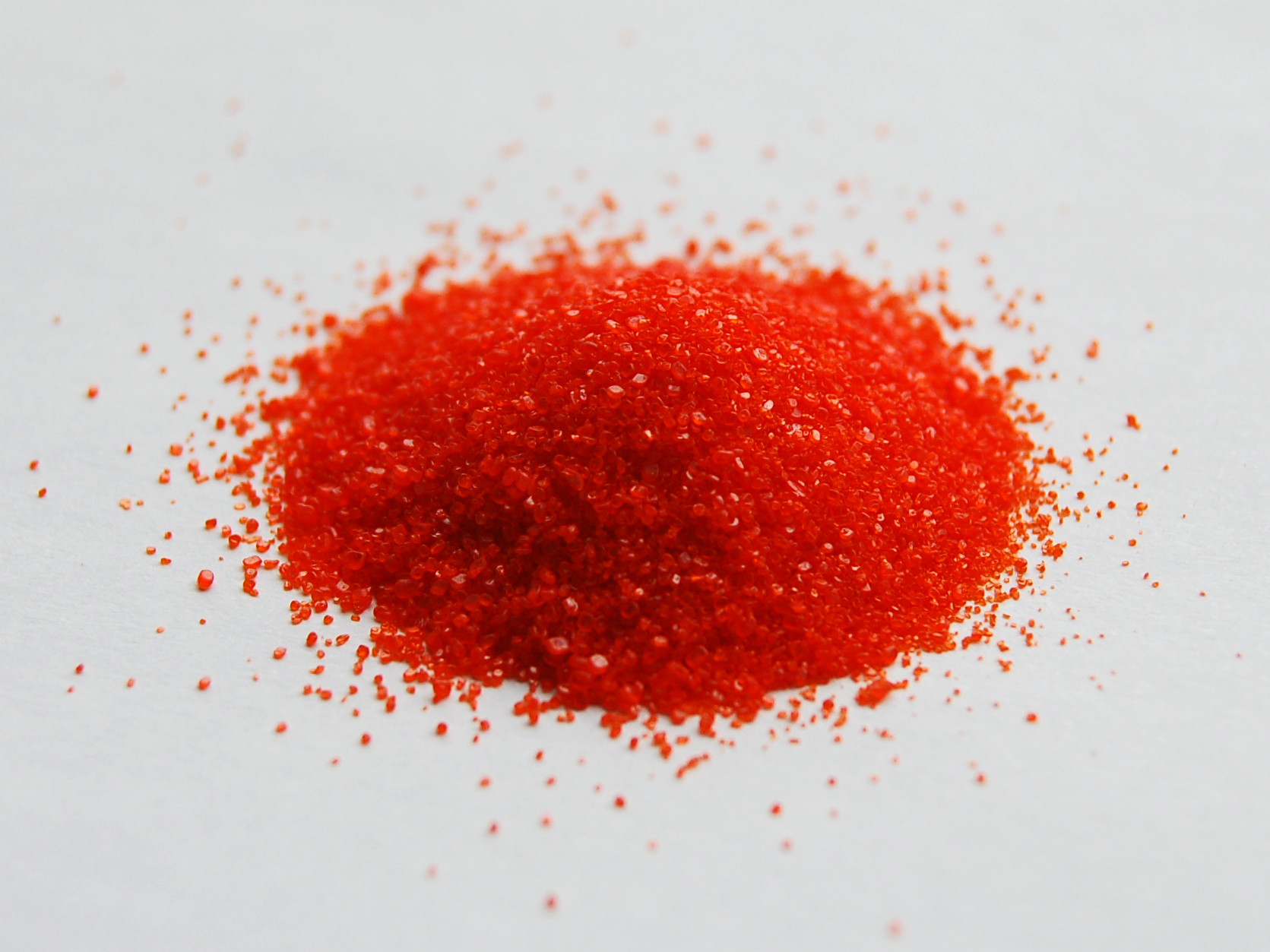
Poudre de dichromate de potassium.
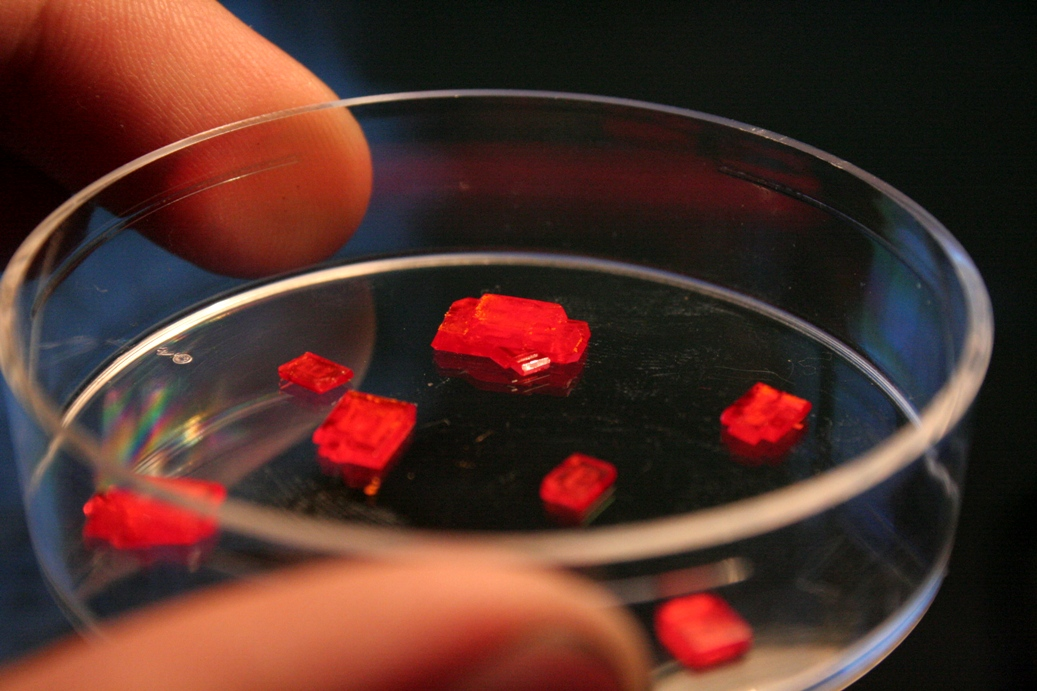
Cristaux de dichromate de potassium.

Carbure de silicium ou fausse moissanite 

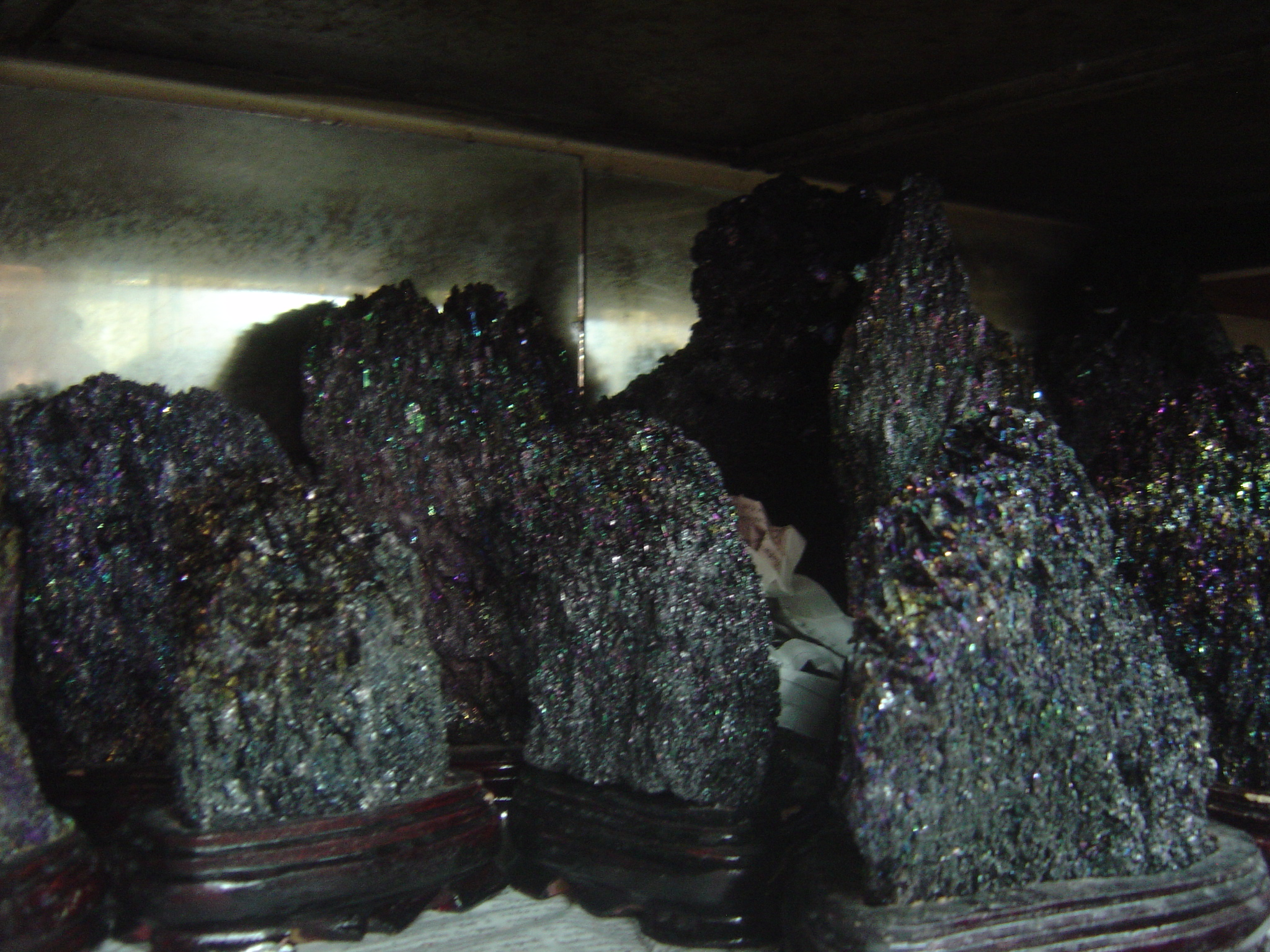
Carborundum, ou moissanite artificielle vendue en Thaïlande.
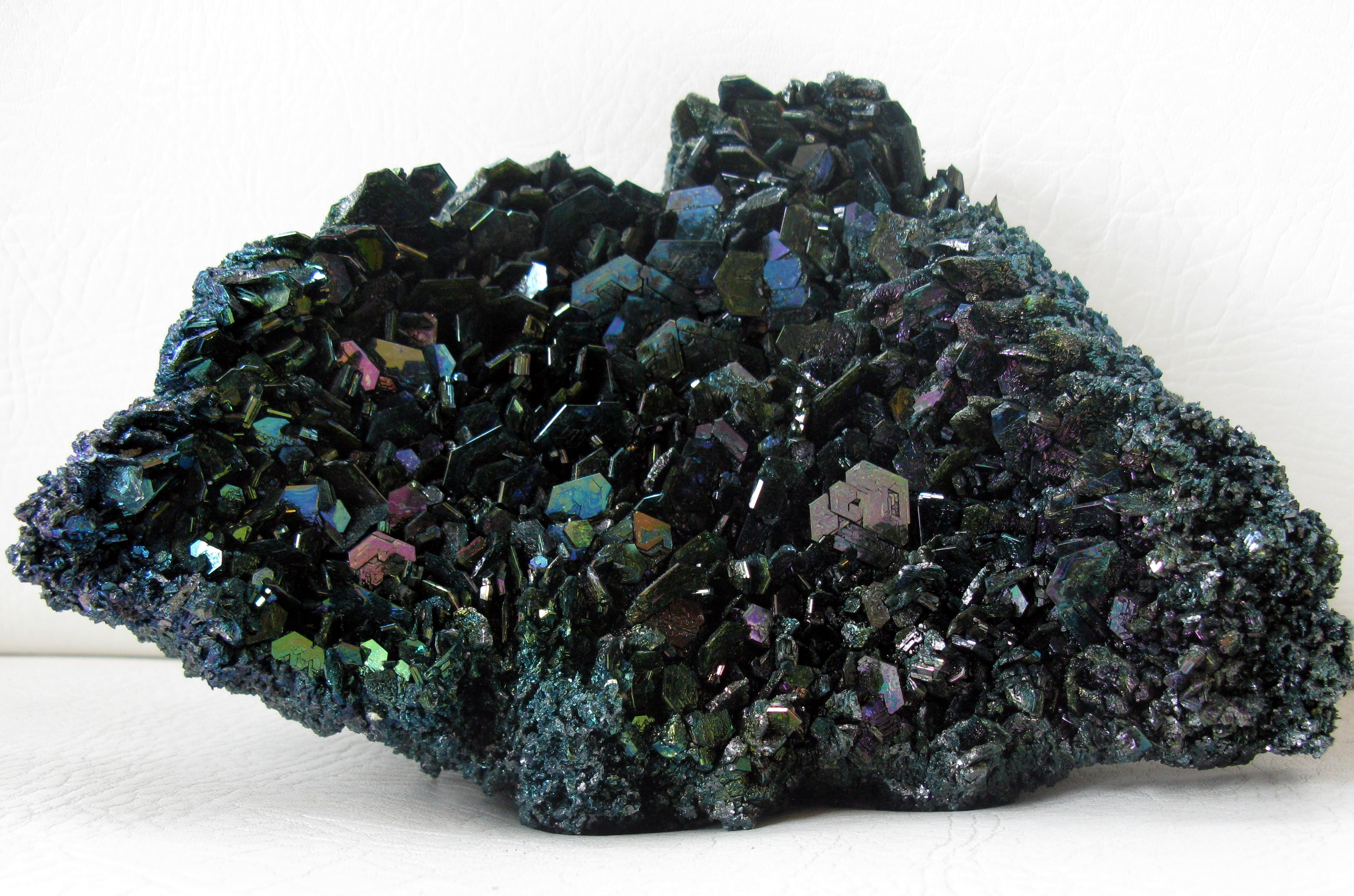
Carborundum, ou moissanite artificielle.
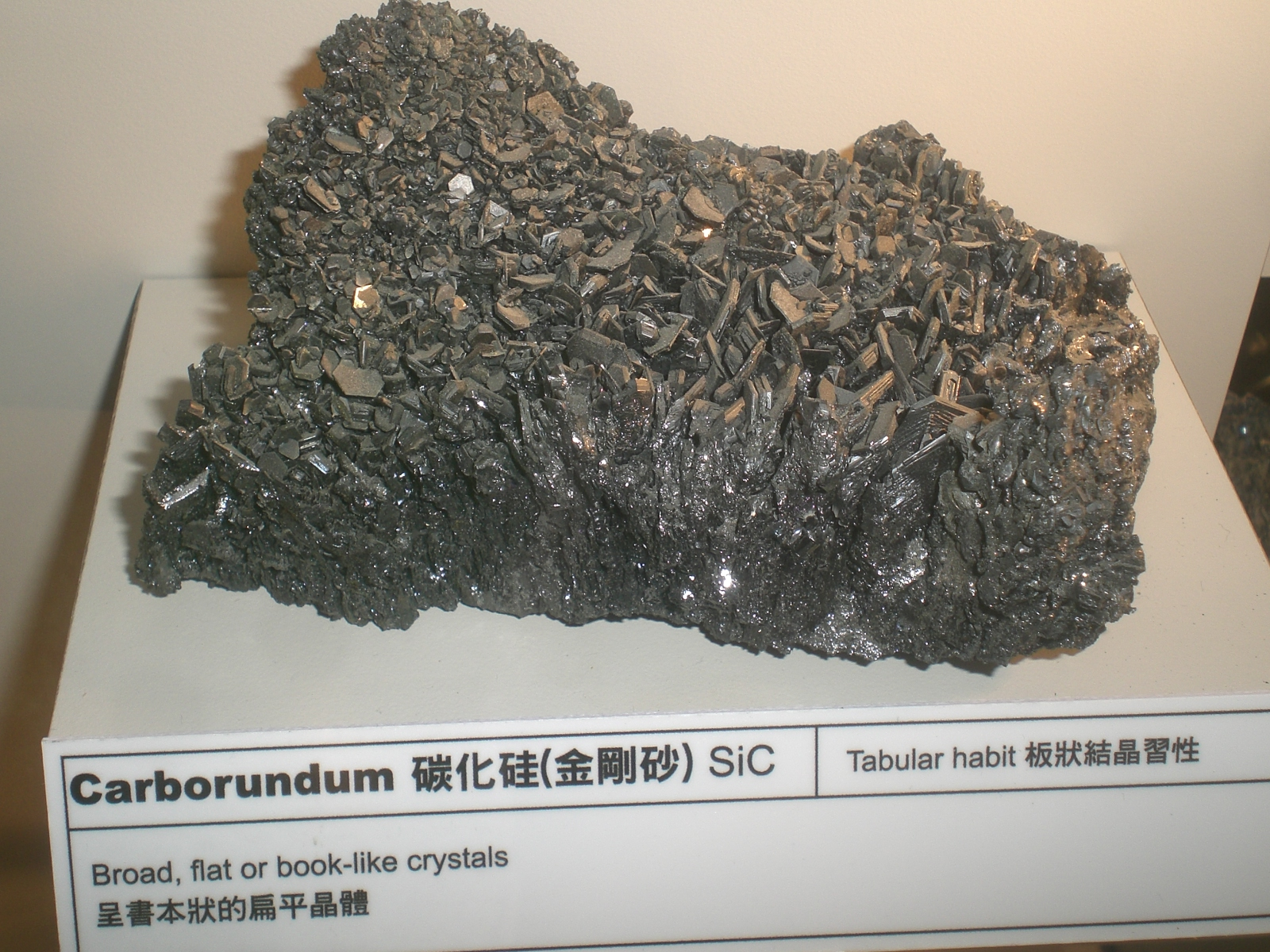
Carborundum, ou moissanite artificielle fabriquée en Chine.

- Le carbure de silicium est extrêmement rare sous sa forme naturelle : la moissanite. Sa version artificielle, est très courante sous le nom de Carborundum qui est une marque déposée.
- La moissanite artificielle peut servir de faux pour imiter le diamant.

Alunite 

Certaines alunites sont belles mais artificielles.
Turquoise 

Certaines  turquoises sont entièrement artificielles. Elles sont faites de poudre de turquoise assemblée avec un liant comme de la glu, ce qui permet d'obtenir une masse solide et de faire de gros spécimens souvent très beaux.
Zincite 

La zincite la plus fréquemment rencontrée est une pierre de synthèse accidentelle issue des fours de production du zinc. On trouve sur les étals des marchands polonais, des paquets rouge-brun cristallisés vendus au kilogramme, avec une simple étiquette « zincite » sans autre précision. Il s'agit en fait de résidus de fours métallurgiques.
Obsidienne colorée 

Beaucoup d'obsidiennes colorées sont en fait tout simplement du verre coloré.
Géode de galène 

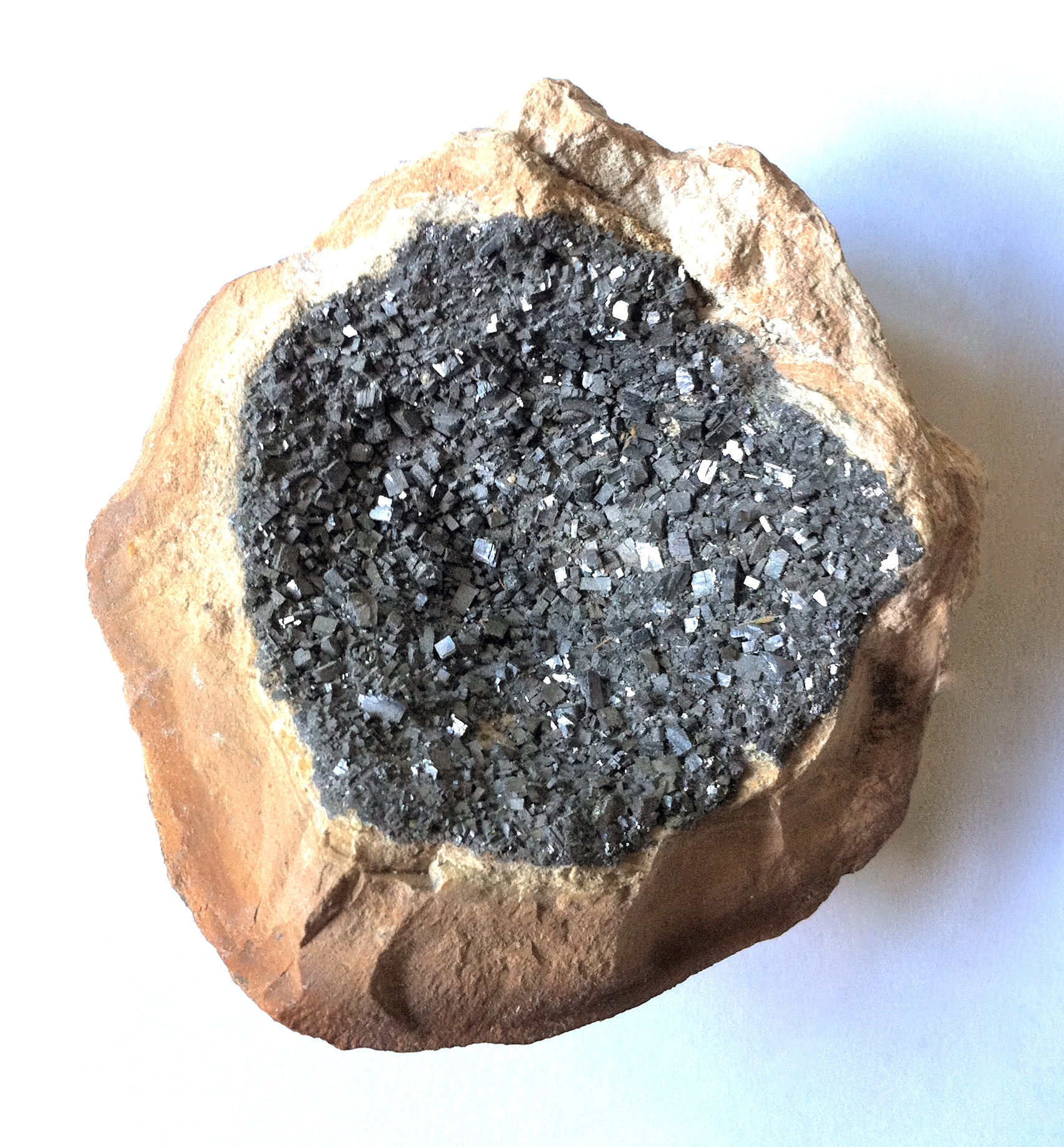
Vraie géode avec des cristaux artificiels de galène.

La galène a la particularité de se cliver très facilement en morceaux pseudo-cubiques qui en imposent pour des cristaux. Il est facile d'encoller l’intérieur de géode de quartz et de saupoudrer avec les morceaux clivés de galène pour obtenir une « géode de galène » du meilleur effet. On la surnomme « géode berbère ».

On trouve aussi des géodes artificielles faites en poterie, dans lesquelles ont été plantés des bouts d'allumette, afin d'obtenir une cristallisation en stalactites. Puis la géode est peinte en noir à l'extérieur et en blanc sur la tranche. Ces fausses géodes sont une véritable industrie au Maroc.

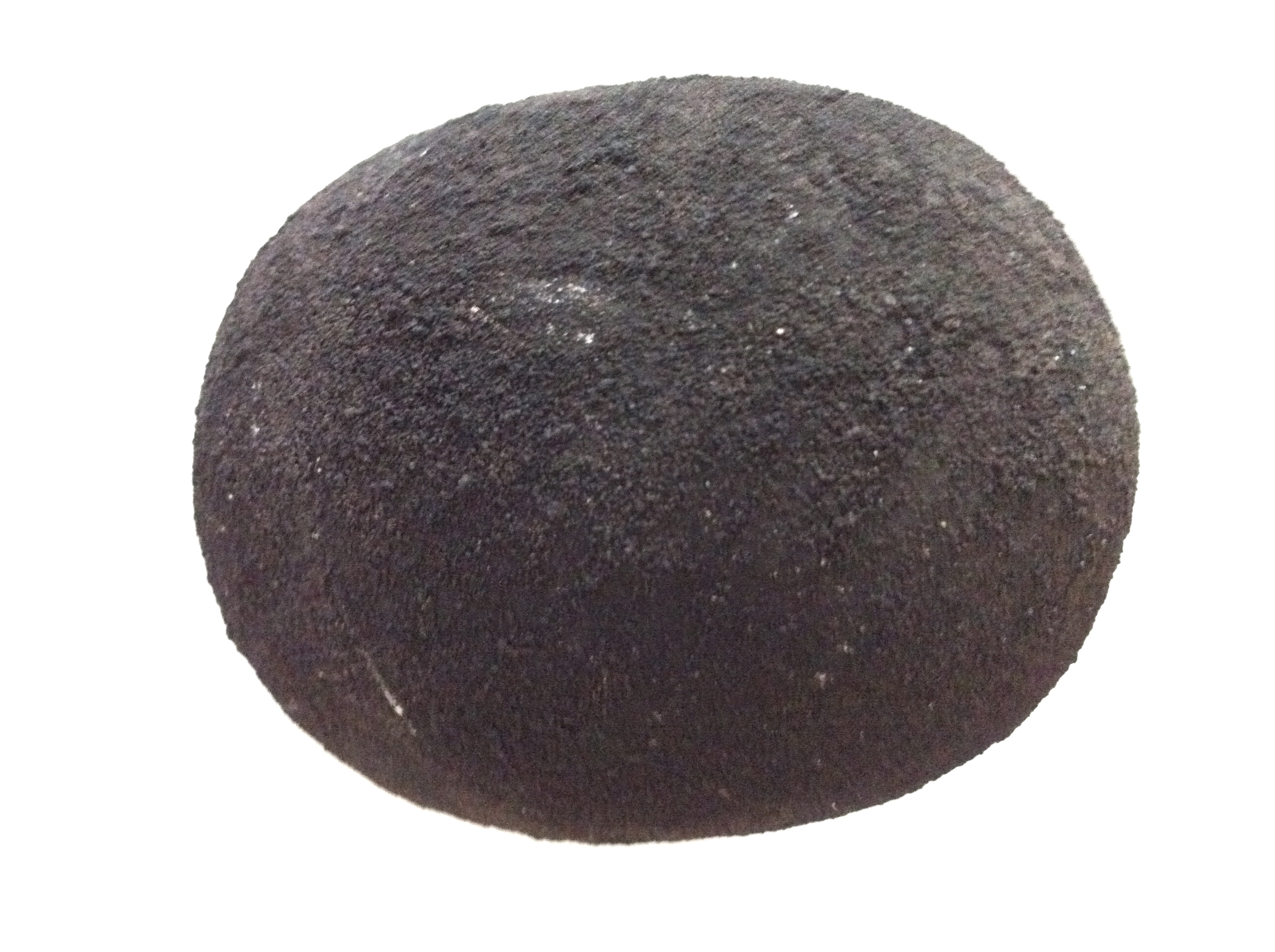
Fausse géode de galène complète (1/4).
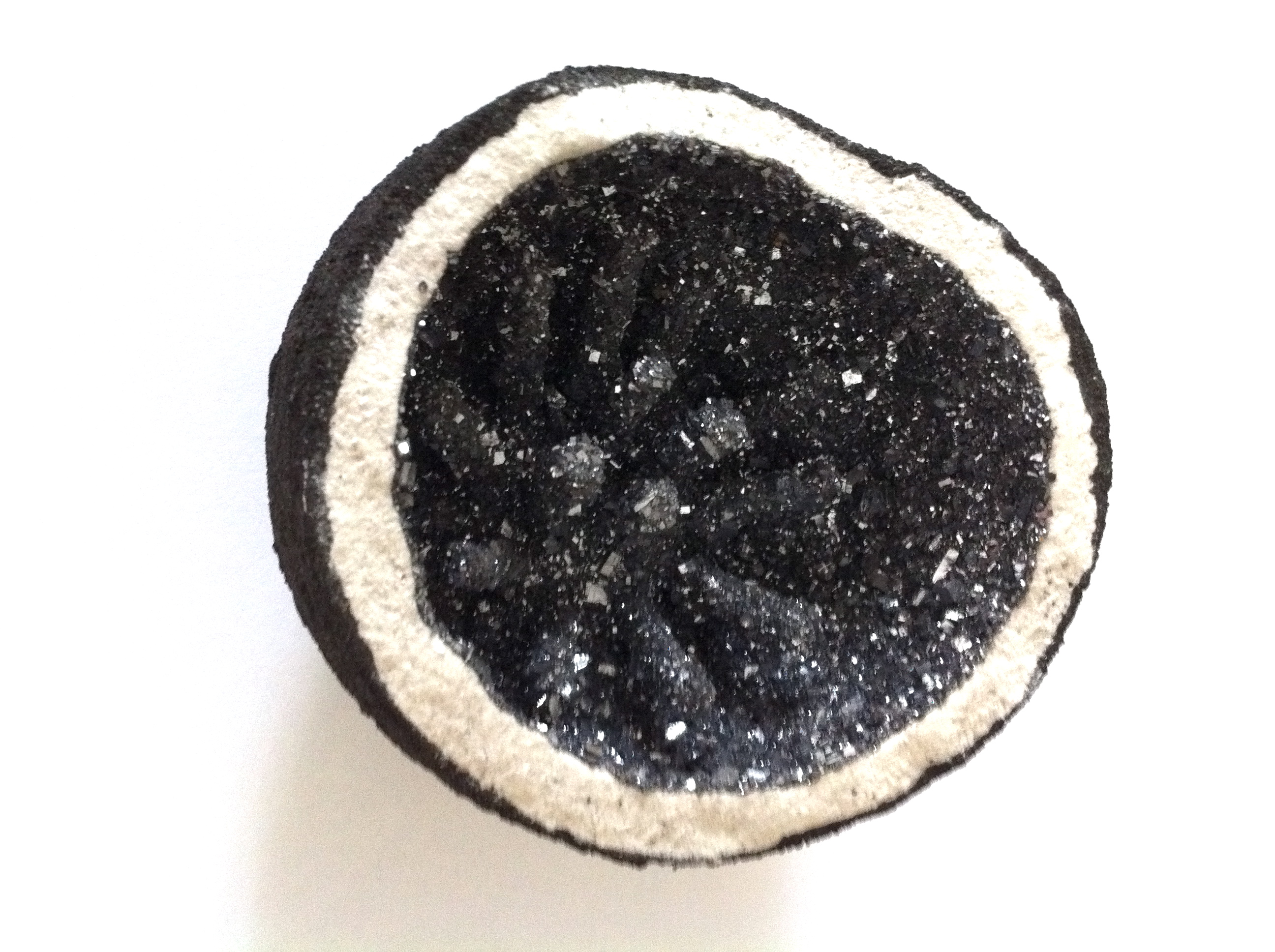
Fausse géode de galène ouverte (2/4).
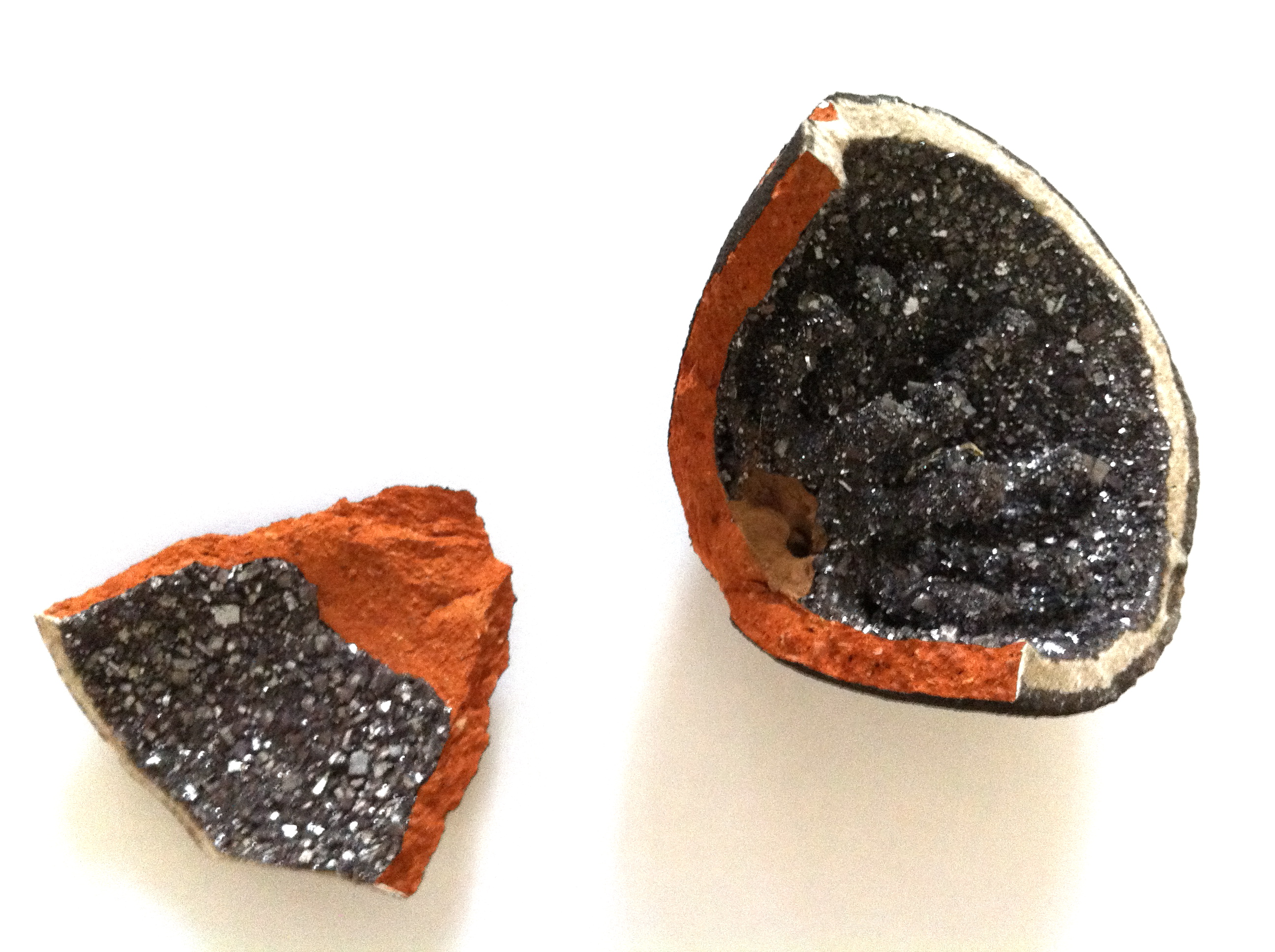
Fausse géode de galène cassée afin de voir la poterie (3/4).
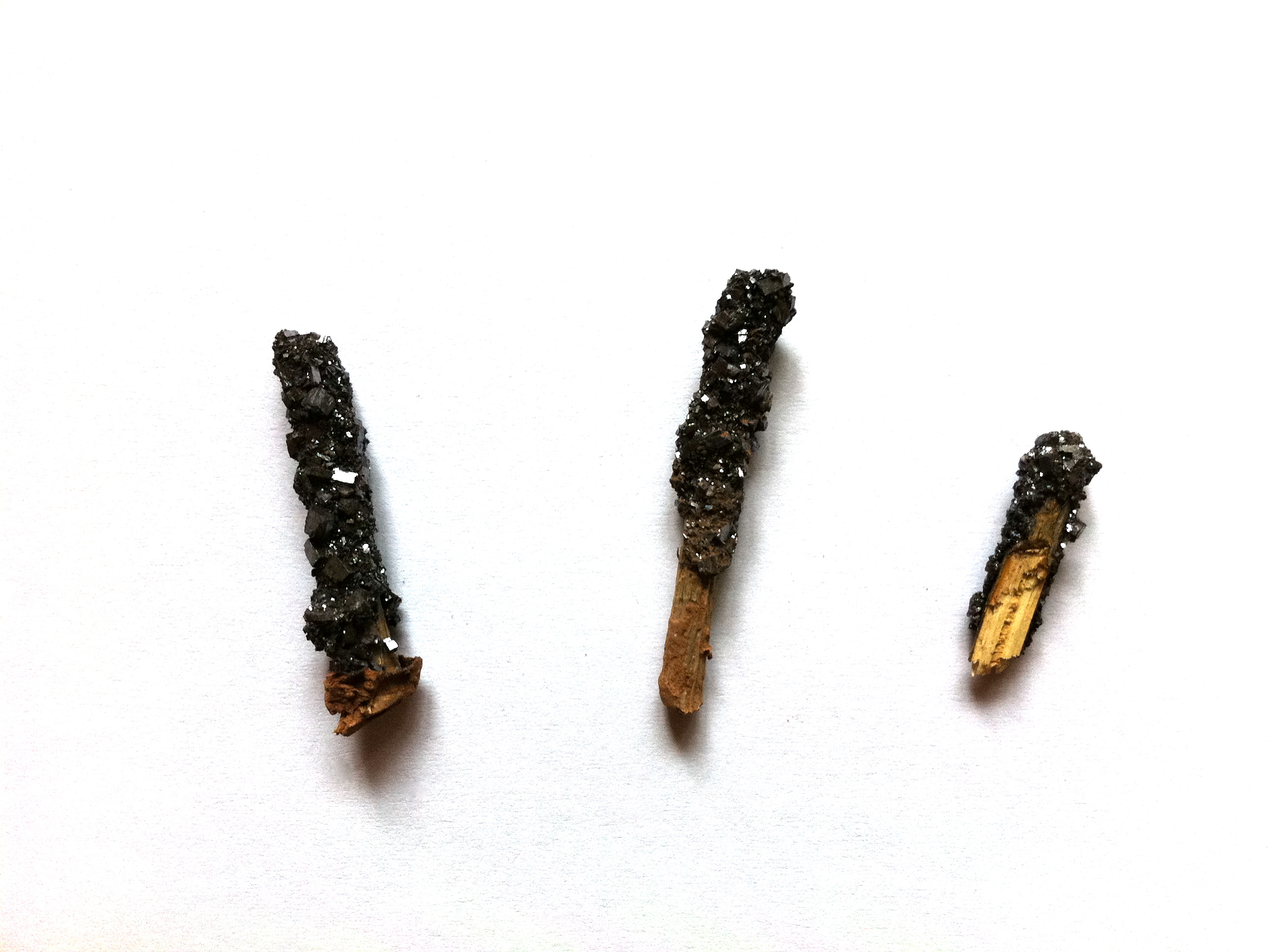
Bouts d'allumette permettant une cristallisation en pointe dans une fausse géode de galène (4/4).

Stalactites de malachite
On trouve au Katanga des stalactites de malachite des parfaitement imités, selon le même principe de l'union intime du vrai et du faux. En cassant une pièce, l'on découvre que les stalactites ne sont en fait que des carottes de résine synthétique enduites d'éclats de malachite et collées sur de vrais rognons. Un examen minutieux avec une loupe devrait permettre de différencier éclats et cristaux.
Corail rouge

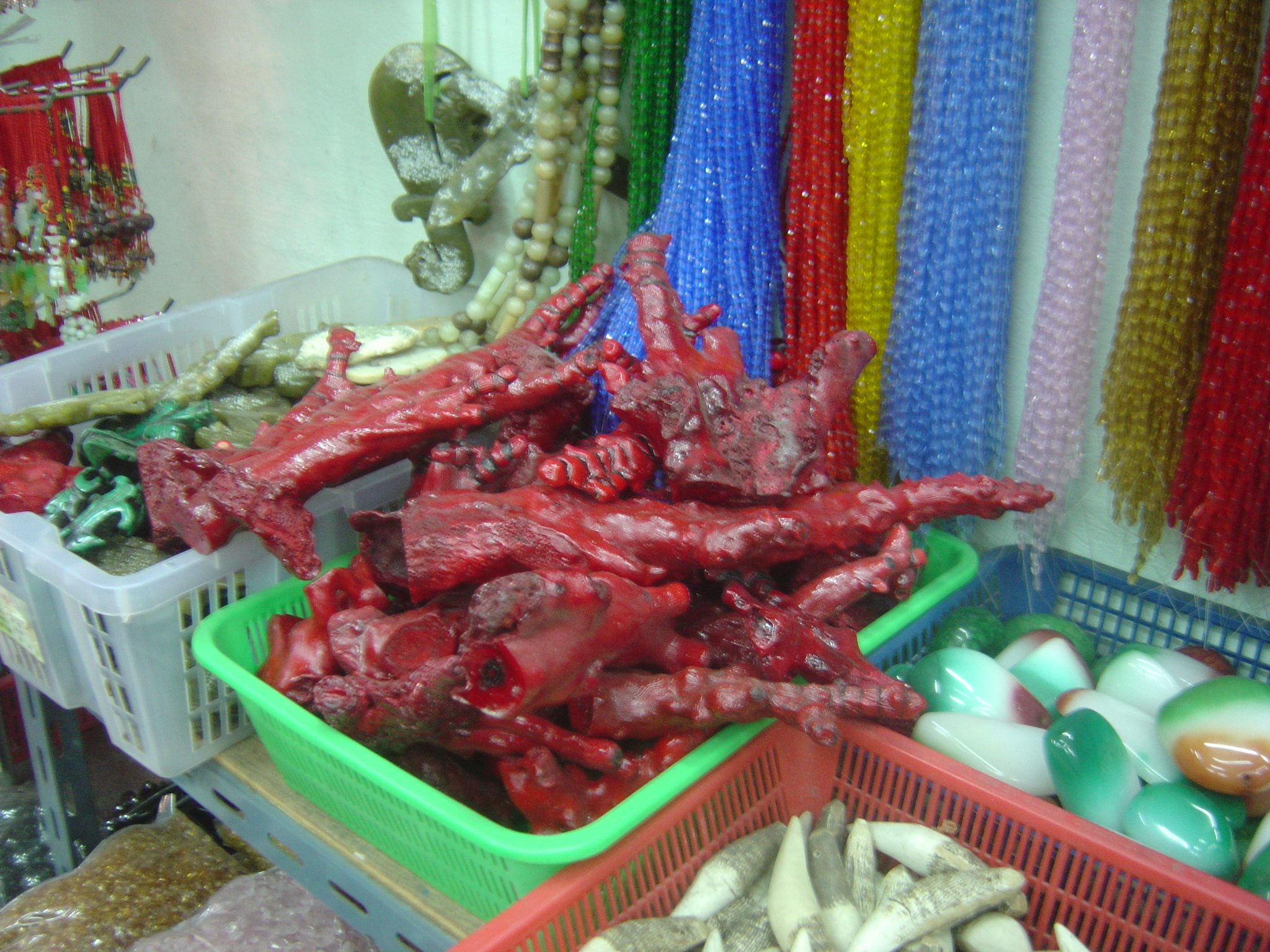
Faux corail rouge en provenance de Chine et vendu en Thaïlande.

Certains coraux rouges sont entièrement artificiels et en provenance de Chine. On les retrouve en vente dans de nombreux pays, comme la Thaïlande.
Cristaux de toute sorte en résine ou plastique colorés 

On trouve parfois même des cristaux en résine, voire en plastique ; par exemple des baguettes en plastique pour faire de fausses aigues-marines, sur un cristal.

### Exemples de jeux sur les appellations

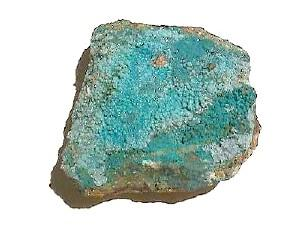
Une chrysocolle naturelle peut parfois être vendue comme une turquoise.

Un imprudent qui aura acheté une aphrite aura en sa possession une calcite, une bruiachite est en fait une fluorine, une tombazite est une pyrite, etc.
Il existe par exemple de très nombreux synonymes pour la calcite : 
- androdamas[13] ;
- aphrite (Hermann Karsten (1809-1877)) ;
- chaux carbonatée (René Just Haüy, 1801)[14] ;
- drewite (Field, 1919) ;
- focobonite ;
- helmintholite nom donné à la calcite venant remplacer les Bélemnites ou tiges d'encrine au XVIIIe siècle[15] ;
- spath calcaire (Jean-Baptiste Romé de L'Isle, 1783) ;
- spath d'Islande ;
- spath satiné[16] ;
- vaterite-A.

Parfois la fraude consiste à faire passer un minéral pour un autre : par exemple une chrysocolle naturelle de couleur bleu-vert peut être vendue comme une turquoise.

## Faux en gemmologie
Les gemmes, les pierres précieuses et semi-précieuses ont de tout temps fait l'objet de tromperie. Les exemples évoqués ci-dessous sont loin de donner une liste exhaustive des fausses gemmes commercialisées aujourd'hui.

### Exemples de gemmes naturelles transformées par l'homme

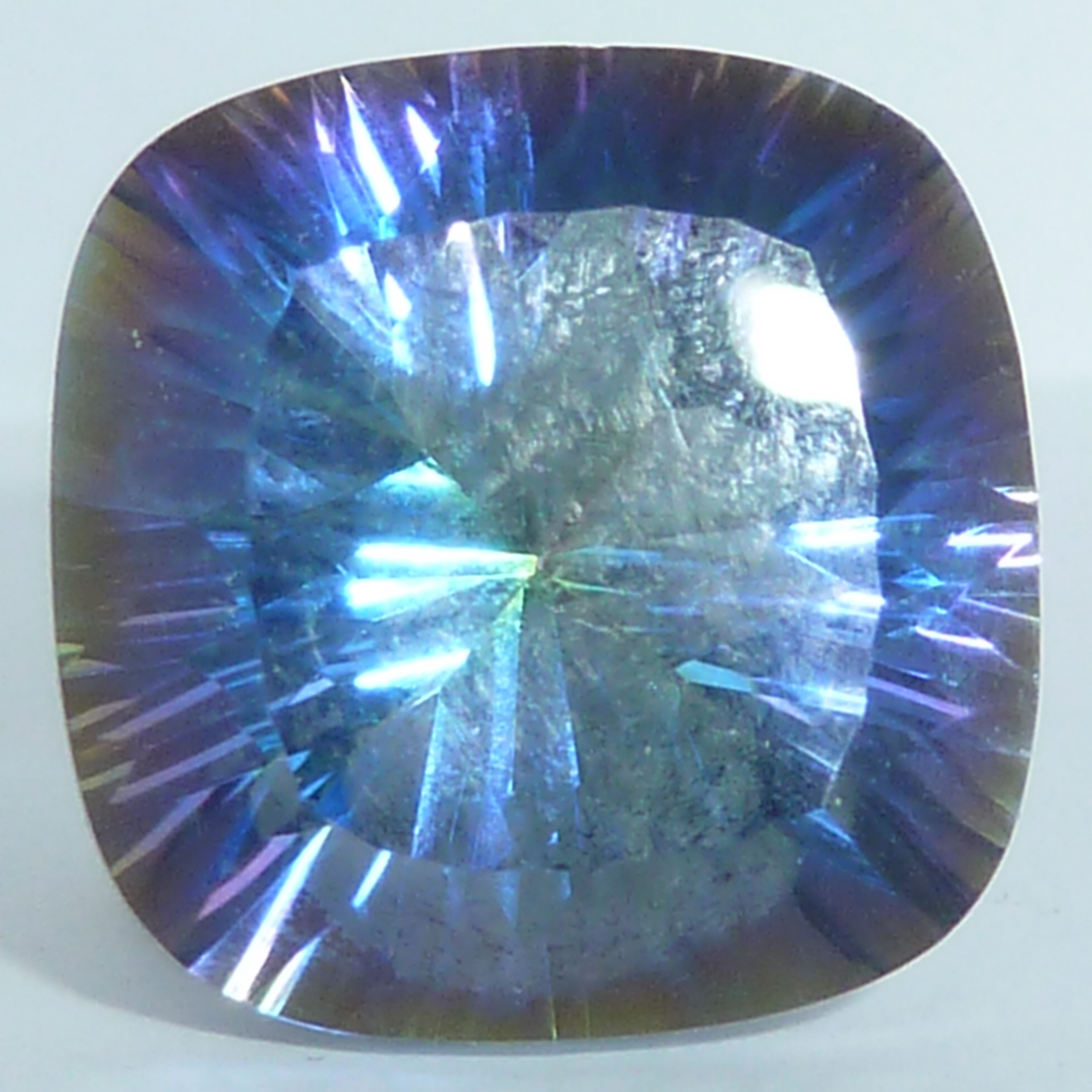
Quartz mystique.

Les modifications d'aspect sont nombreuses et dans ce cas tout peut se voir. Mais il faut savoir que de nombreuses techniques sont admises et ne sont pas considérées comme frauduleuses :
- le colmatage de fissure au moyen de résines ou de solutions huileuses à haute pression (pour les béryls et surtout l'émeraude) ;
- le chauffage pour renforcer la couleur ;
- l'irradiation : technique beaucoup plus contestable qui permet de renfoncer la couleur, voir de la faire apparaître comme dans le cas des topazes bleues ou du quartz morion ;
- l'entourage d'un film d'oxyde de titane, TiO2 : par exemple le quartz mystique, qui est un quartz gemme taillé puis entouré à chaud d'un fin film d'oxyde de titane qui lui confère un aspect irisé. Ce traitement est également appliqué à d'autres pierres, fines.

Citrines
Les fausses citrines sont obtenues à partir d'améthystes chauffées.

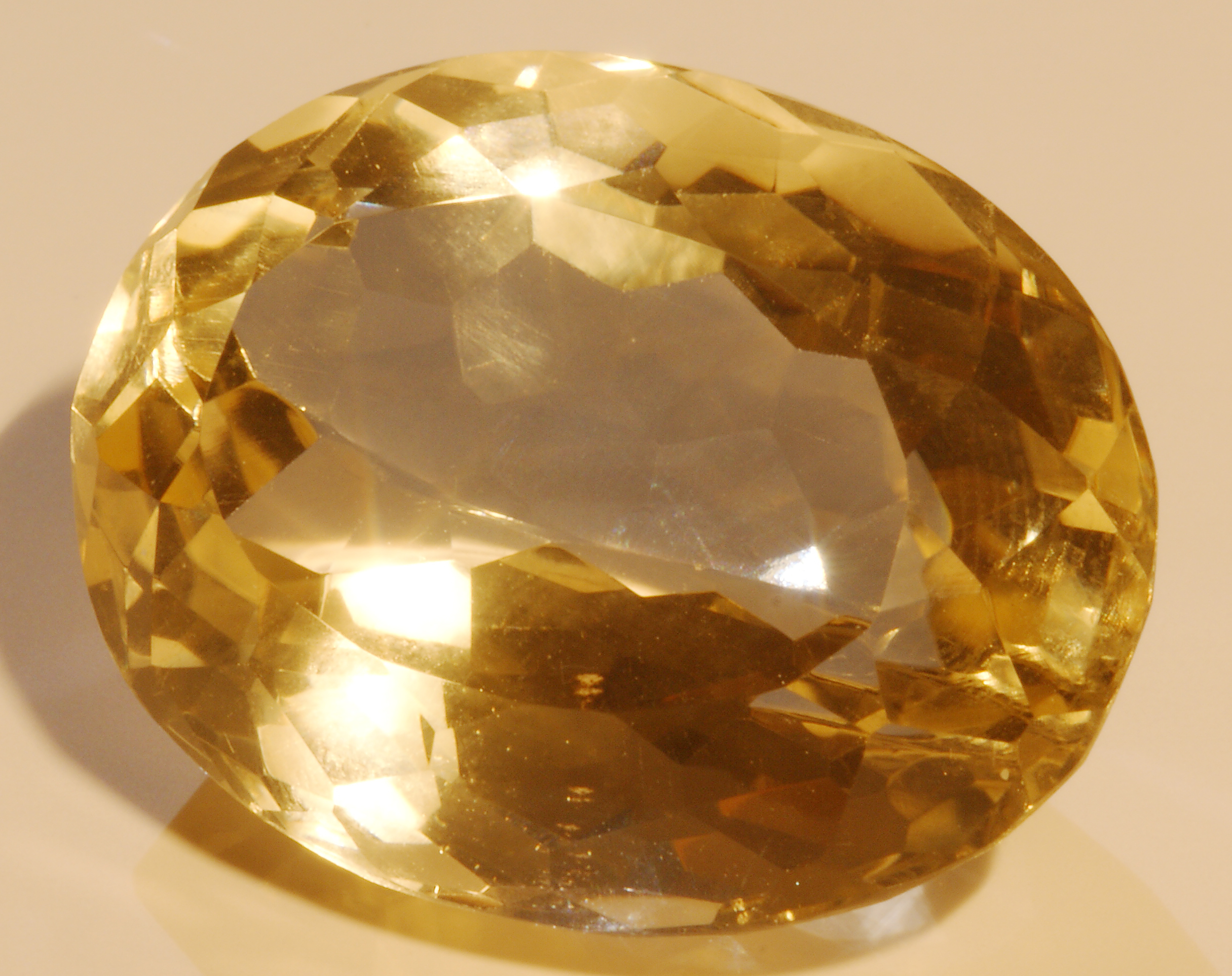
Citrine naturelle taillée.
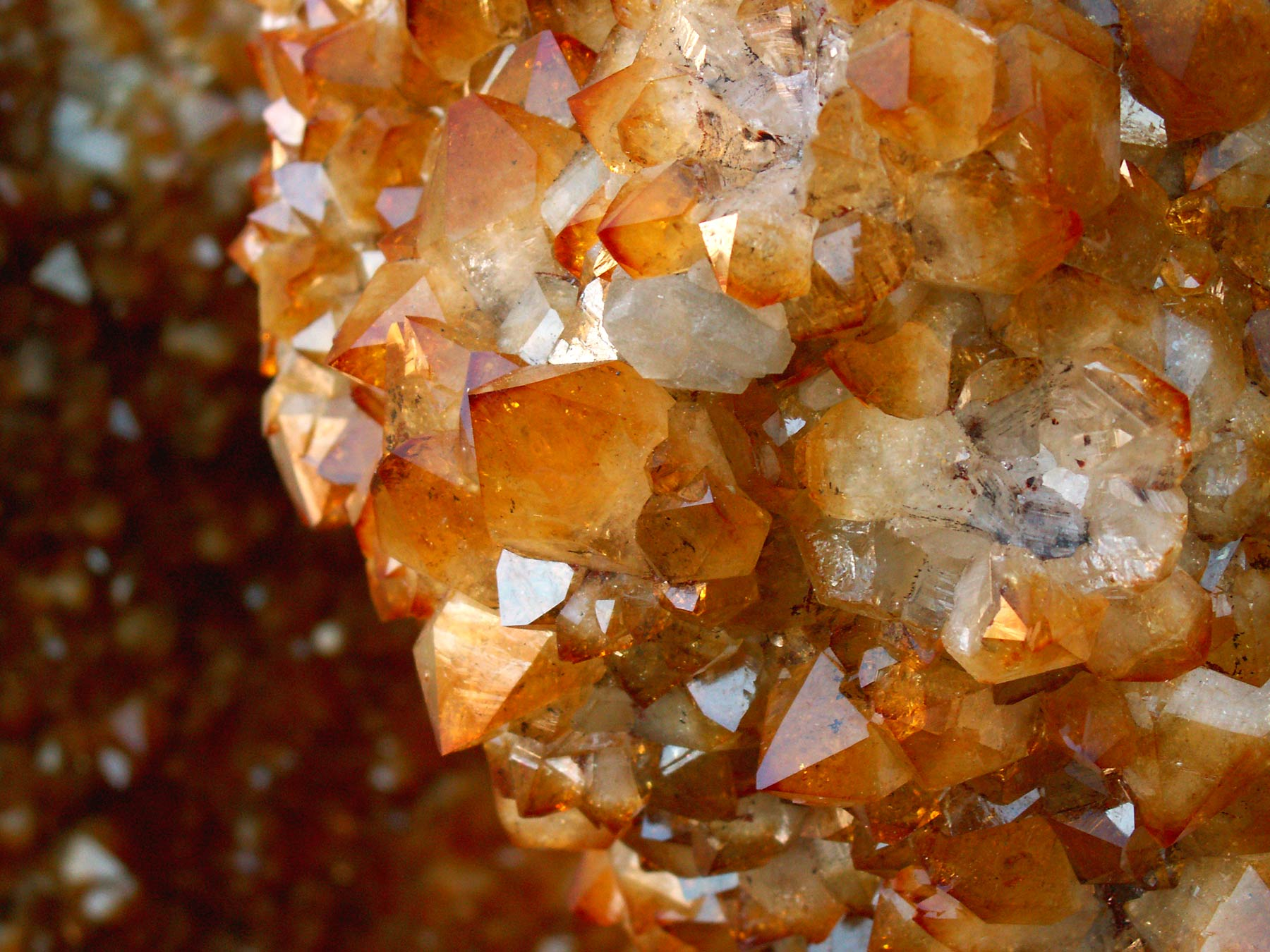
Fausse citrine non taillée.
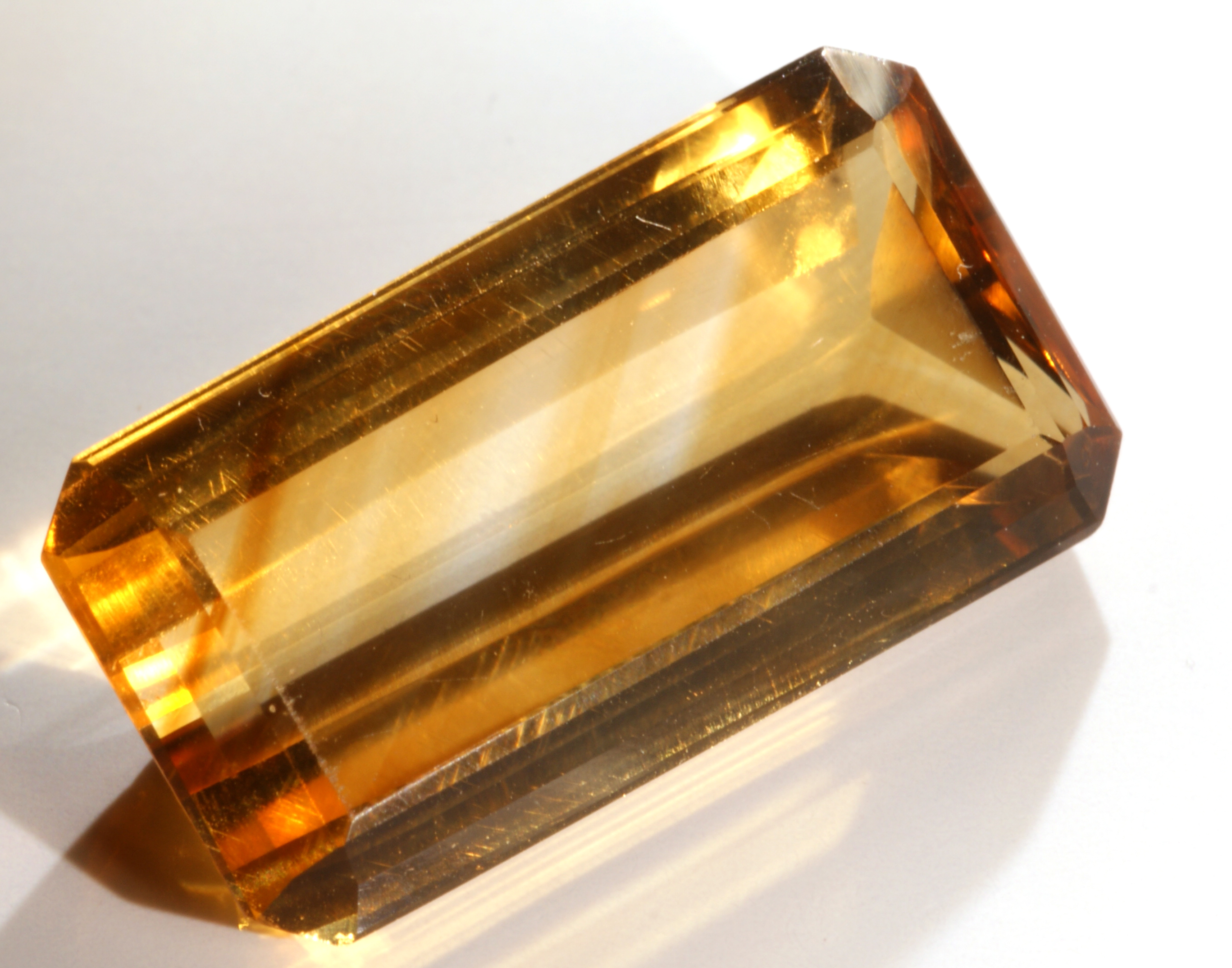
Fausse citrine taillée.

Amétrine

La plupart des amétrines dans le segment des prix bas sont fortement suspectes d'être non naturelles : chauffage partiel ou irradiation partielle. Depuis 1994, un laboratoire russe a mis au point la production industrielle de cristaux de quartz bicolore qui sont ensuite irradiés pour faire de parfaites amétrines de synthèse. À noter que les couleurs vert-jaune ou dorée-bleue n'existent pas naturellement.

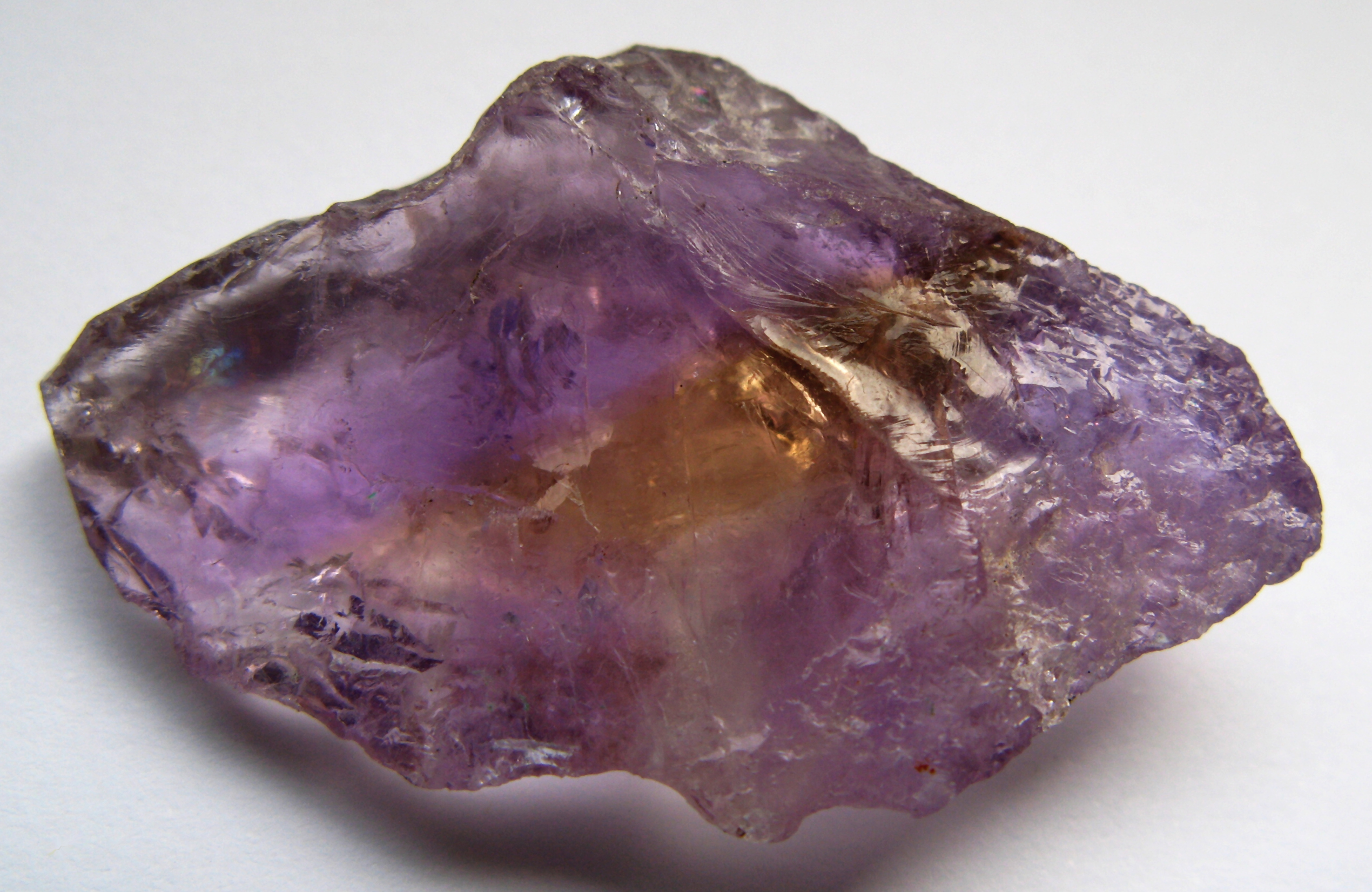
Amétrine naturelle brute.
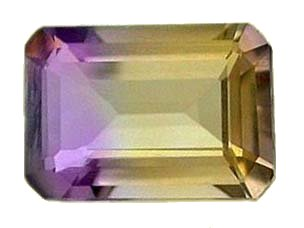
Amétrine naturelle taillée.
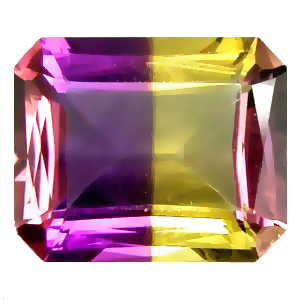
Amétrine taillée, probablement artificielle.

### Exemples de gemmes entièrement fausses
Diamant synthétique
Un diamant synthétique (aussi appelé diamant de synthèse ou diamant de culture) est produit en utilisant différentes techniques physiques et chimiques, visant à reproduire la structure des diamants naturels. Les diamants synthétiques sont en janvier 2006 vendus à des prix de 10 % à 50 % inférieurs à ceux des diamants naturels. Leur production annuelle atteignait 3 milliards de carats (600 tonnes) et un montant d'un milliard de dollars, à comparer aux 130 millions de carats (26 tonnes) de l'extraction minière. Les diamants noirs sont très utilisés dans l'industrie, où leur dureté est très appréciée. Ils remplacent les diamants naturels beaucoup plus chers.

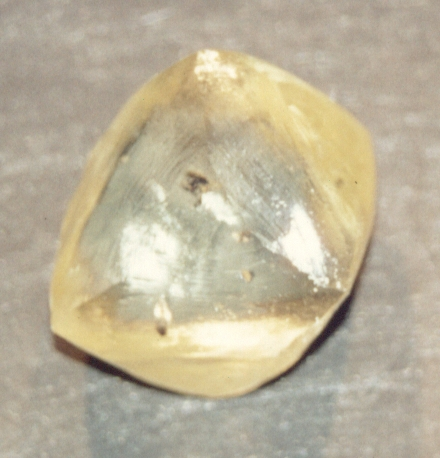
Diamant naturel.
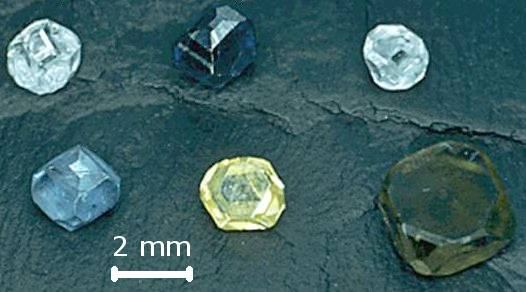
Diamants synthétiques de différentes couleurs : jaune, vert-jaune, vert-bleu, bleu clair et bleu foncé.
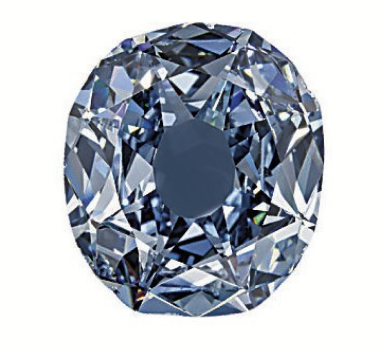
Diamant naturel taillé.
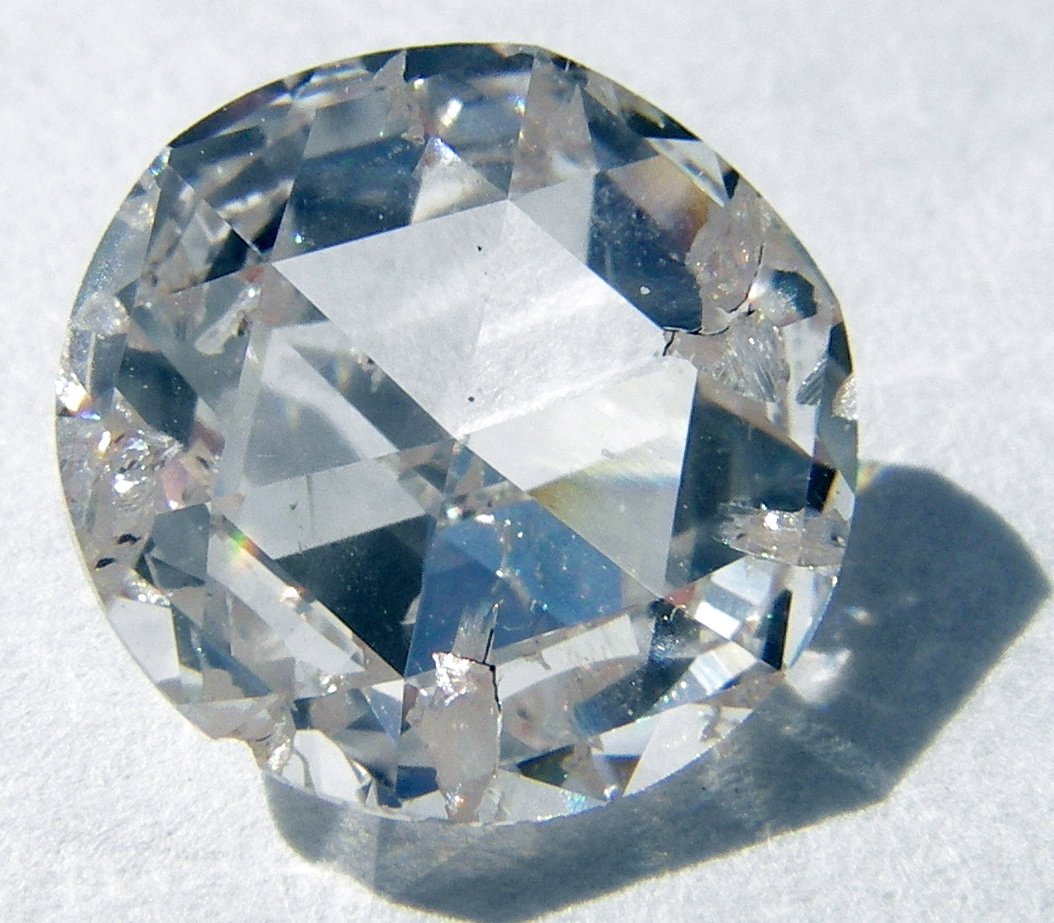
Diamant synthétique taillé, conçu avec la méthode CVD.

Ambre
Il existe de nombreux faux tel l'ambre contrefait, à base de plastique.

### Exemples de jeux sur les appellations
Les synonymies et appellations frauduleuses sont encadrées par le CIBJO (World jewellery confederation).
Topaze
À titre d'exemple voici celles retenues pour la topaze. Ces terminologies sont interdites par le CIBJO.
- Topaze de Bohème : quartz citrine ou fluorine jaune
- Topaze brûlée * Topazes jaunes chauffées  pour leur donner une teinte rose
- Topaze de Californie : variété de topaze bleu pâle, trouvée en Californie
- Topaze chrysolite * Topaze jaune pâle ou vert-jaunâtre
- Topaze d'Écosse : quartz fumé
- Topaze enfumée : quartz fumé
- Topaze d'Espagne : améthyste qui est devenue jaune par chauffage
- Topaze dorée : citrine ou améthyste chauffagée
- Topaze fumée : quartz fumé
- Topaze goutte d'eau * Topaze blanche venant du Brésil
- Topaze indienne * Topaze jaune safran de Sri Lanka ; corindon jaune ; citrine
- Topaze Madère : améthyste chauffage brun-jaunâtre à brun-rougeâtre
- Topaze du Nevada : obsidienne enfumée
- Topaze occidentale : citrine
- Topaze orientale : saphir jaune
- Topaze Palmyre : quartz devenu jaune par chauffage
- Topaze-safranite : citrine
- Topaze Salamanca : citrine de Cordova (et non de Salamanca)
- Topaze de Saxe : citrine
- Topaze synthétique : corindon ou une spinelle synthétique de couleur jaune

Ambre
On peut aussi faire passer du copal pour de  l'ambre, il s'agit dans ce cas d'une fausse appellation dont le but est de valoriser le produit vendu.

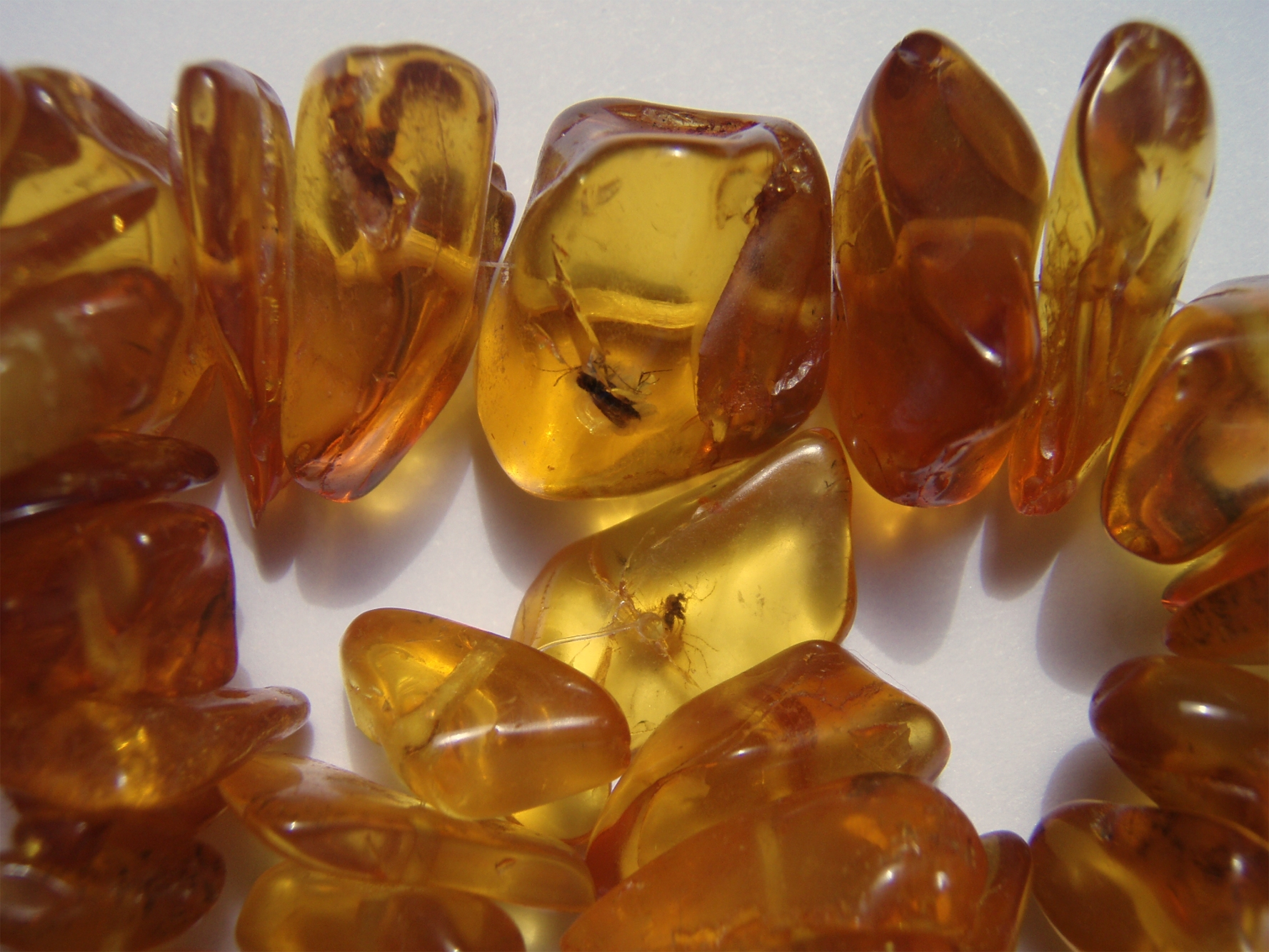
Ambre naturelle de la mer Baltique.
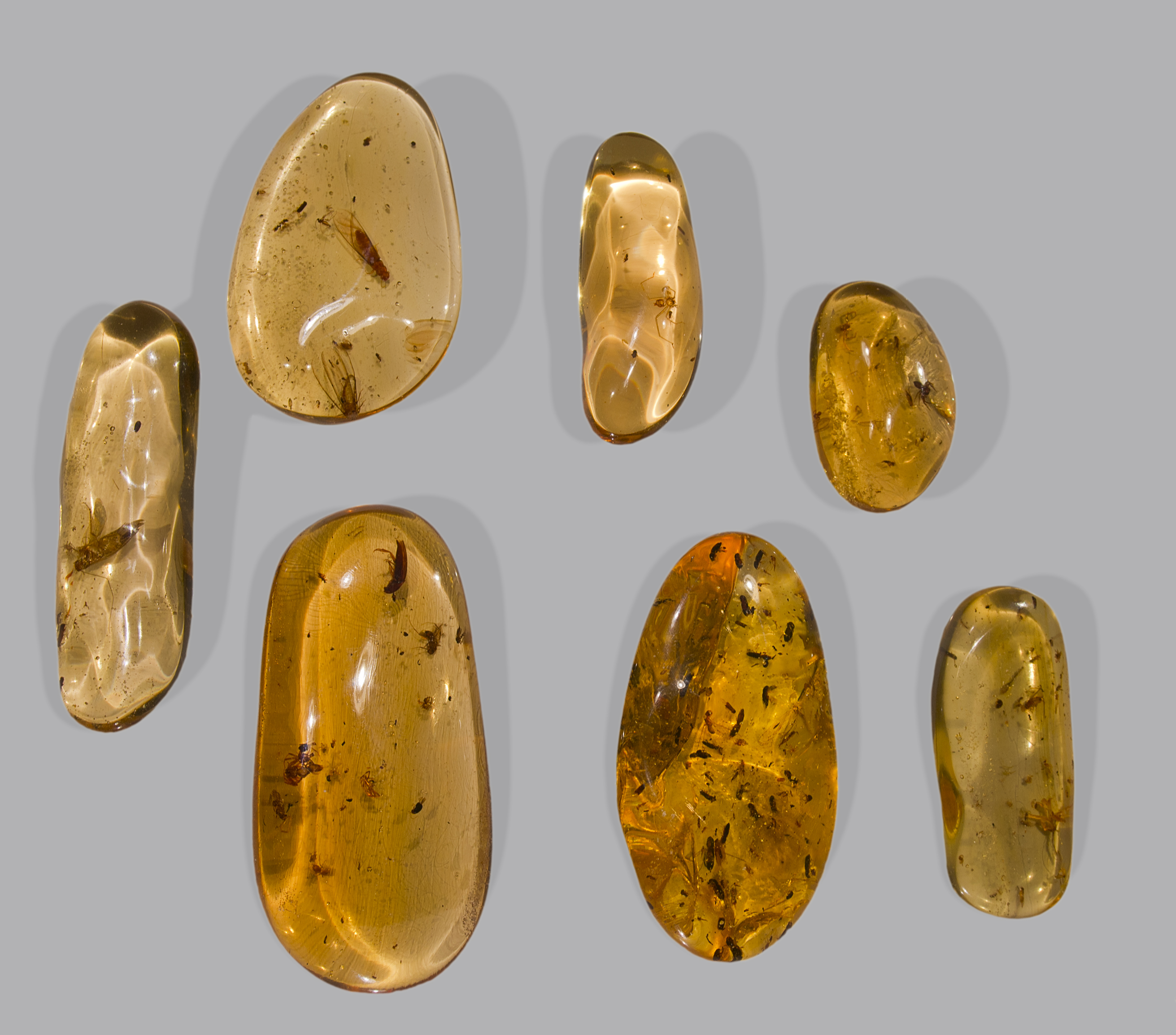
Copal de Madagascar naturel, parfois vendu pour de l'ambre.
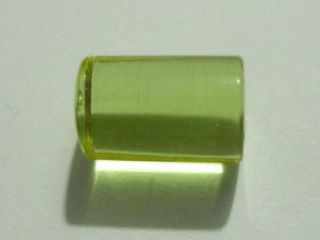
Copal de Colombie naturel, parfois vendu pour de l'ambre verte.

## Faux en paléontologie
Les faux fossiles les plus répandus sont les faux du Maroc et de Chine. En particulier les trilobites du Maroc que l'on trouve de toute sorte : moulages en plâtre, en ciment, en résine, ou encore directement sculptés dans la pierre, etc. On trouve aussi de nombreuses fausses inclusions mélangeant toutes sortes d'éléments. Ainsi on peut trouver une mâchoire fossilisée constituée de vraies dents fossilisées, d'os, de coquille de tortue, de dents de requin en passant par de la poterie !
En effet, certains vendeurs se sont aperçus très vite que peu de gens savaient faire la différence entre un vrai spécimen et un faux. Les vendeurs demandent alors à des grossistes de fabriquer des faux fossiles pas chers mais visuellement impressionnants. Il arrive même que certains grossistes passent plus de temps à réaliser des faux qu'à dégager de vrais spécimens.
Un peu plus de recherches sur les fossiles et surtout le boycott de tous ces faux permettraient d'assainir le marché mais il se trouve toujours des clients pour acheter et encourager le marché en question. L'acheteur peut être de bonne foi et croire qu'on peut trouver un vertébré fossile peu cher. Parfois, le client peut aussi savoir qu'il s'agit d'un faux mais l'acheter quand même, afin d'ajouter une pièce visuellement belle à sa collection… Parfois, certains vendeurs ne connaissent que peu de choses sur les fossiles qu'ils commercialisent, ils répètent ce que leur disent les clients, ce qui souvent donne parfaitement le change. Le monde occidental fait aussi beaucoup de faux mais ils sont nettement plus soignés, comme les russes ou les américains. On fabrique de faux fossiles dans le monde entier. On peut citer par exemple les pays suivants : 
- Maroc : montages en tout genre ;
- États-Unis ;
- Russie ;
- Brésil : faux fossiles prétendument de Santana formation ;
- etc.

Les exemples évoqués ci-dessous sont loin de donner une liste exhaustive des faux fossiles que l'on trouve aujourd'hui.

### Exemples de fossiles naturels transformés par l'homme
On trouve plusieurs sortes de fossiles naturels transformés par l'homme.
Restauration abusive
Il peut s'agir de restauration abusive. On peut l'accepter en soi, à partir du moment où elle est explicite. Dans la grande majorité, on mélange élément réel et « restauration » plus ou moins bien faite. On peut voir de tout, entre les restaurations officielles qui concernent la quasi-totalité des fossiles et qui sont parfaitement admises, et les faux destinés à tromper.

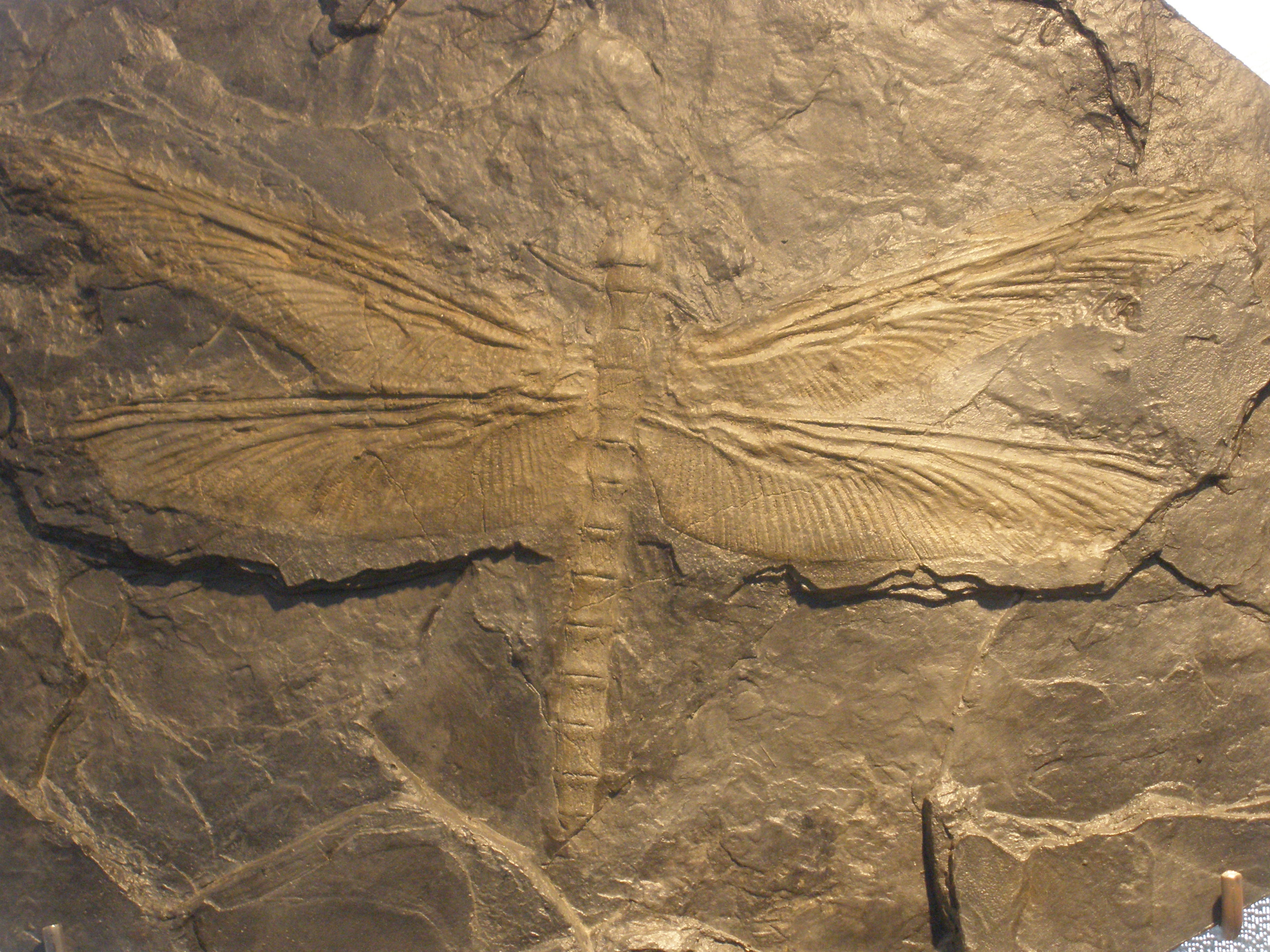
Fossile de méganeura avec d'évidentes retouches.
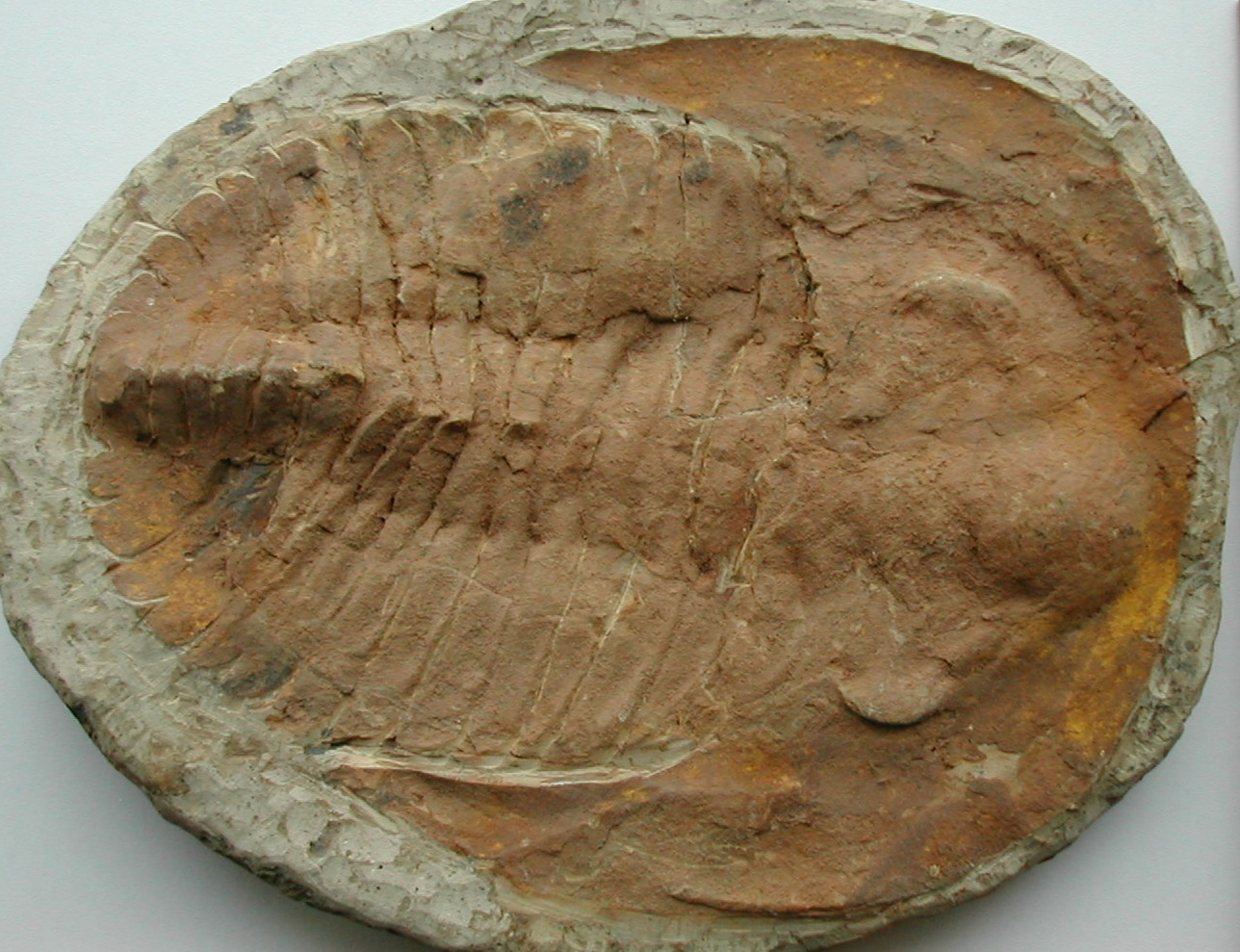
Trilobite : à la base le spécimen est vrai mais une bonne partie est sculptée dans la roche.
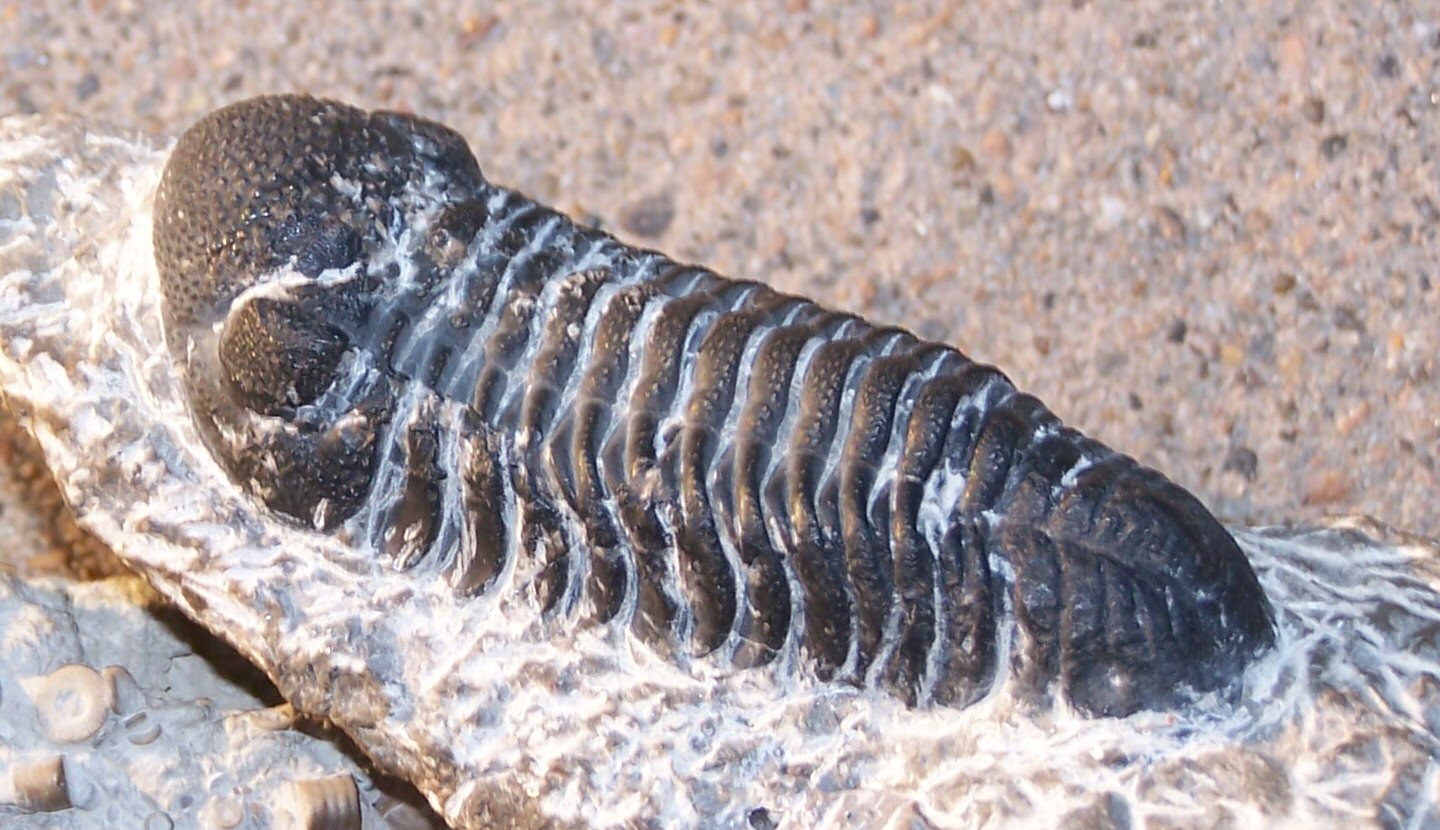
Trilobite avec faux pygidium sculpté.

Assemblage
Un assemblage consiste à mettre ensemble plusieurs fossiles, parfois de natures (époques, animaux…) très différentes. Ils sont assemblés dans une gangue, c'est-à-dire un mélange permettant de maintenir le tout. En général la gangue est un mélange de sable et ciment. Il existe toute sorte d'assemblage possible. Ils donnent parfois des spécimens tout à fait spectaculaires et parfois vendus très peu cher, voire à l'inverse très cher.
On peut donner l'exemple d'un assemblage réalisé par un faussaire d'Erfoud au Maroc. Les éléments utilisés dans son montage proviennent bien de fossiles réels, mais c'est le montage en lui-même qui est complètement faux. On trouve une tête de tethysaurus nopscai, des vertèbres de tethysaurus nopscai et une patte de pliosaure. L'âge des fossiles inclus dans la fausse gangue qui assemble le tout est turonien. Les éléments fossiles utilisés viennent de Goulmima au Maroc.

### Exemples de fossiles entièrement faux
On trouve plusieurs sortes de fossiles entièrement faux.
Sculptures (ou gravures)
Une sculpture de fossiles peut être peinte ou non peinte et peut être réalisée dans des roches de toutes sortes.

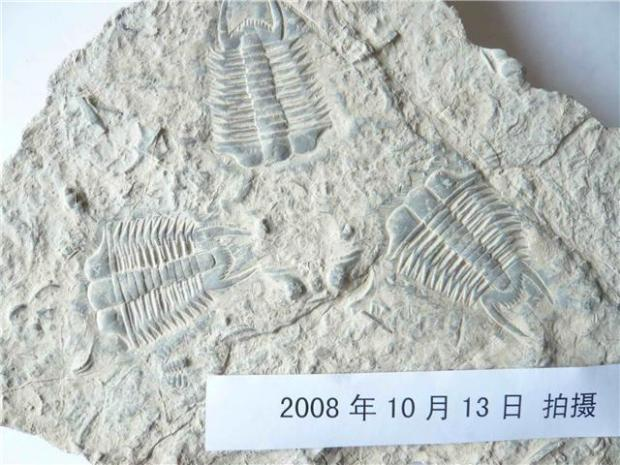
Faux trilobites gravés dans la roche (Chine).

Moulages
On trouve de nombreux types de moulages : 
- de trilobites en plâtre peint, collés sur des morceaux de schistes ;
- de fossiles de toute sorte moulés en béton et parfois collés sur des schistes.

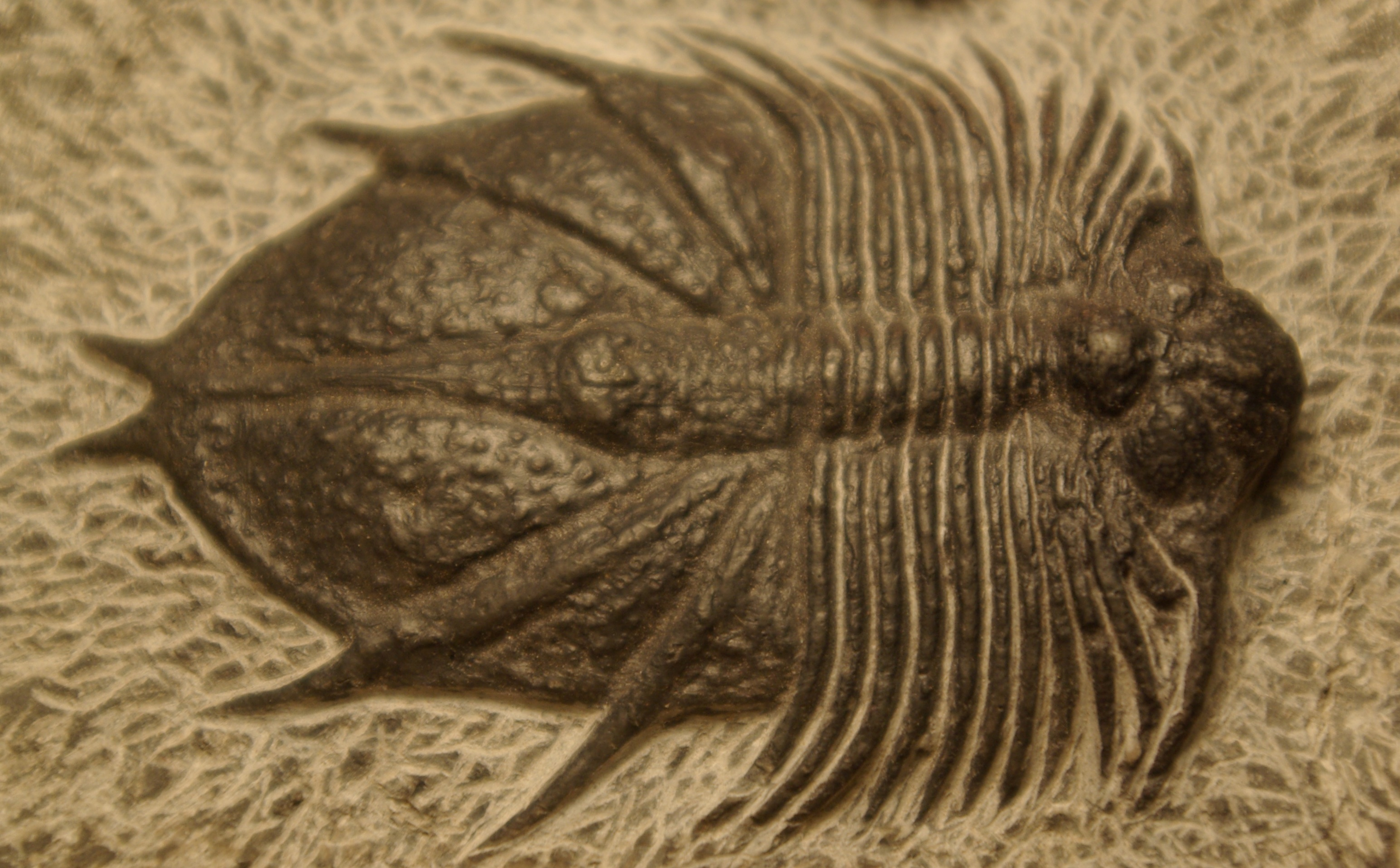
Faux trilobite moulé, sculpté et peint.
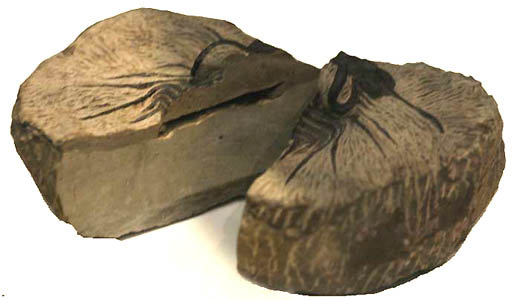
Coupe d'un faux trilobite moulé.

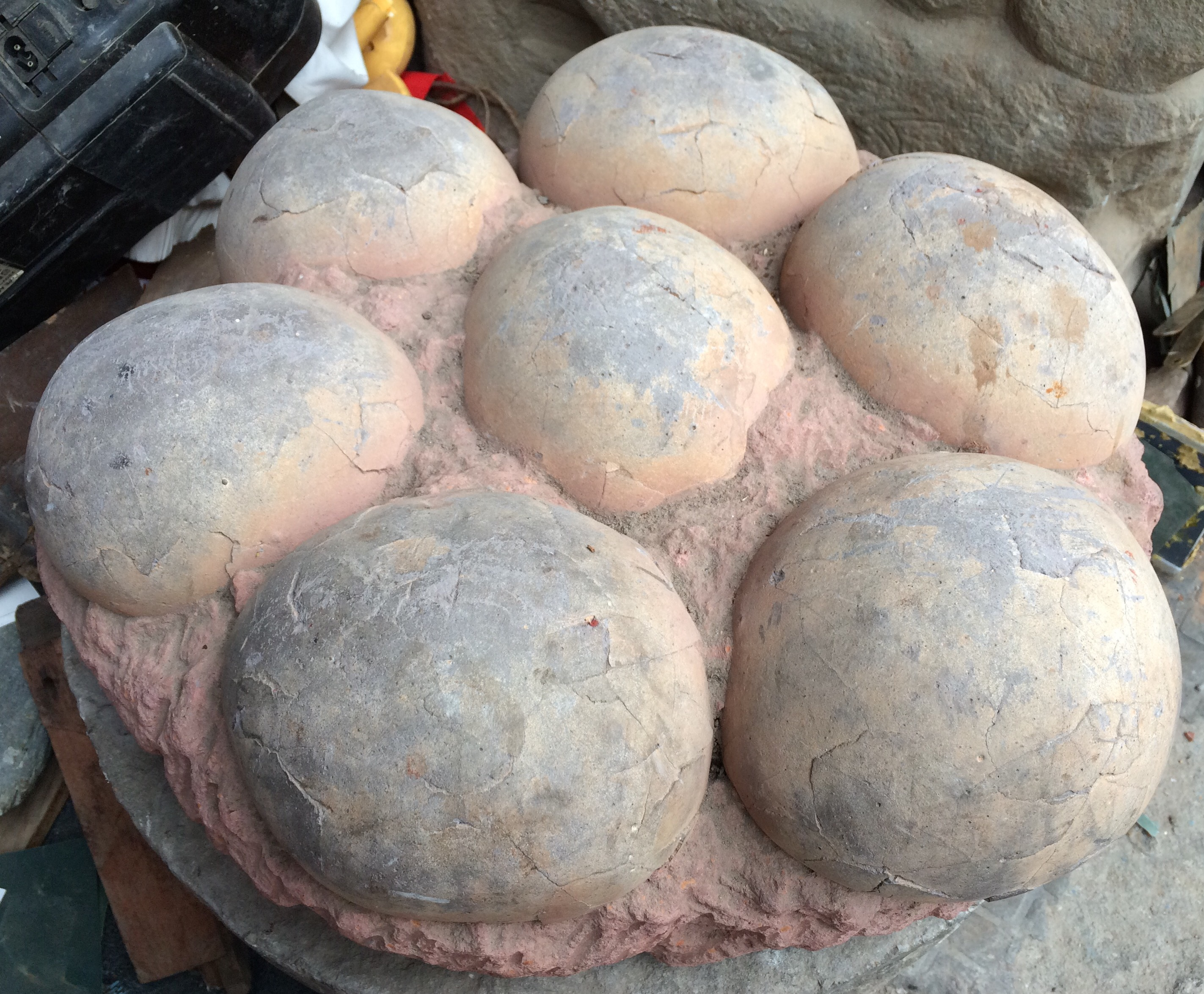
Faux nid d’œufs de dinosaures en Chine (1/2)
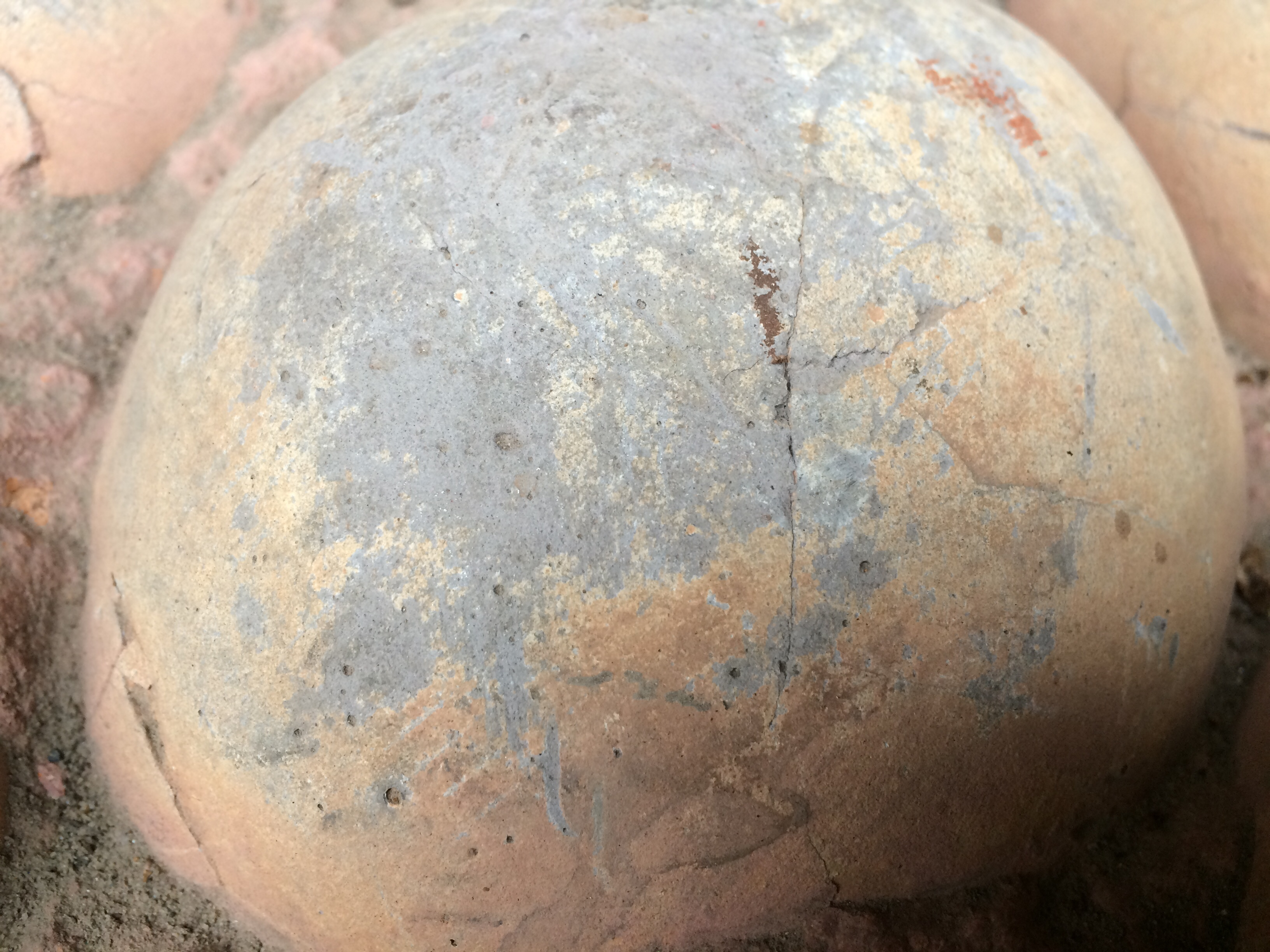
Vue de près révélant la texture en ciment peint  (2/2)

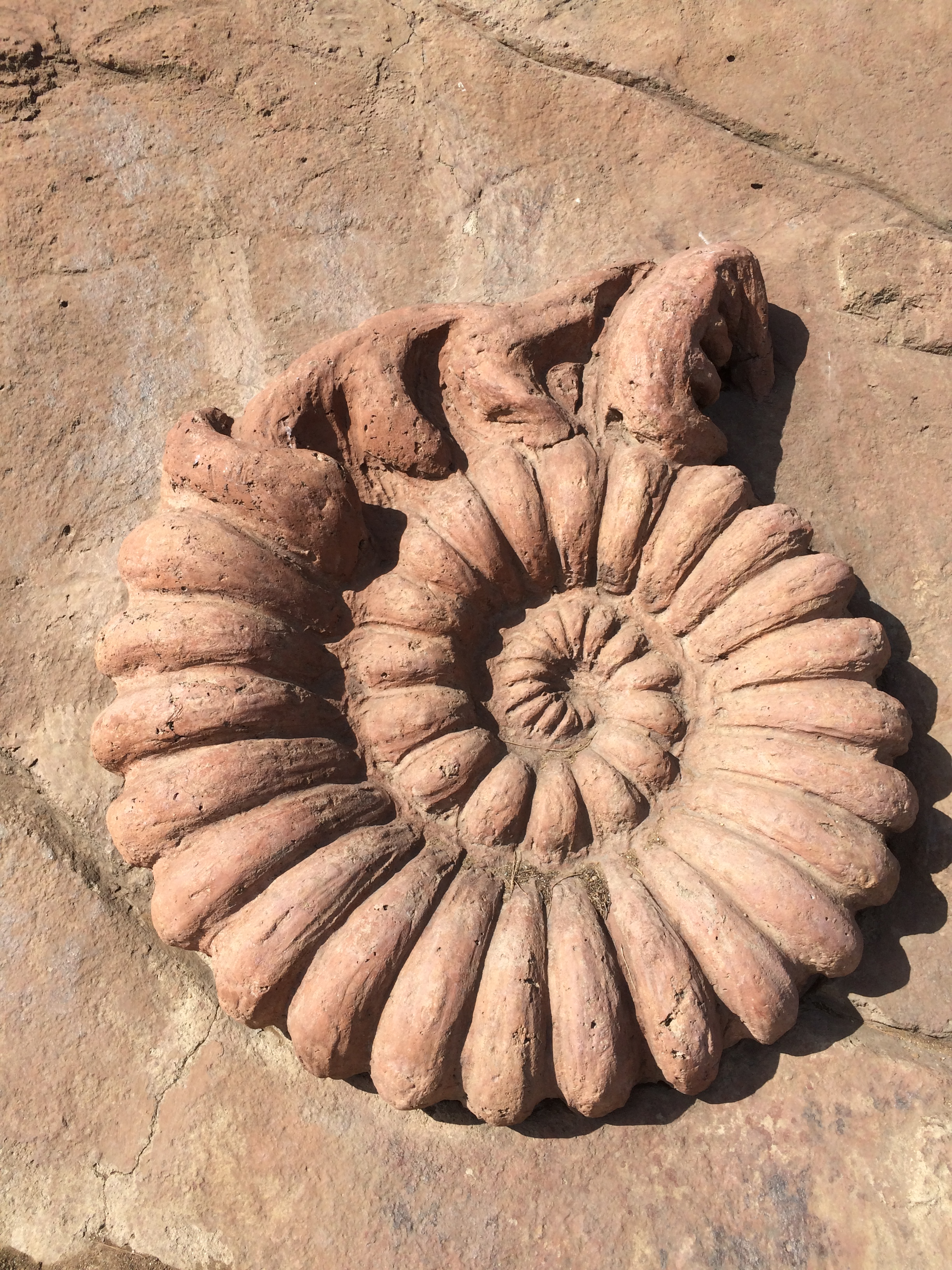
Faux fossile géant d'ammonite à Dalian en Chine, en ciment peint
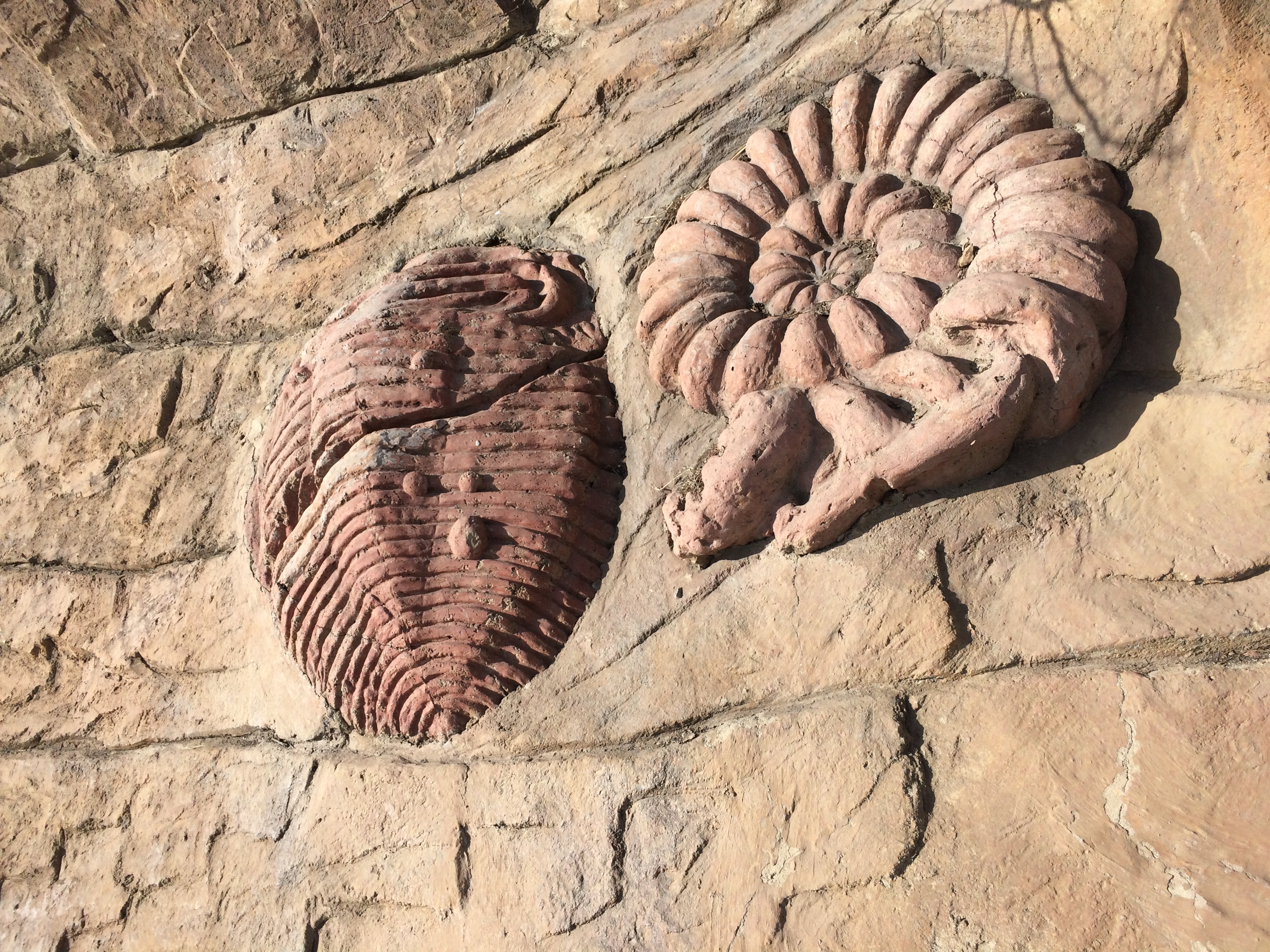
Faux fossiles géants à Dalian en Chine, en ciment peint
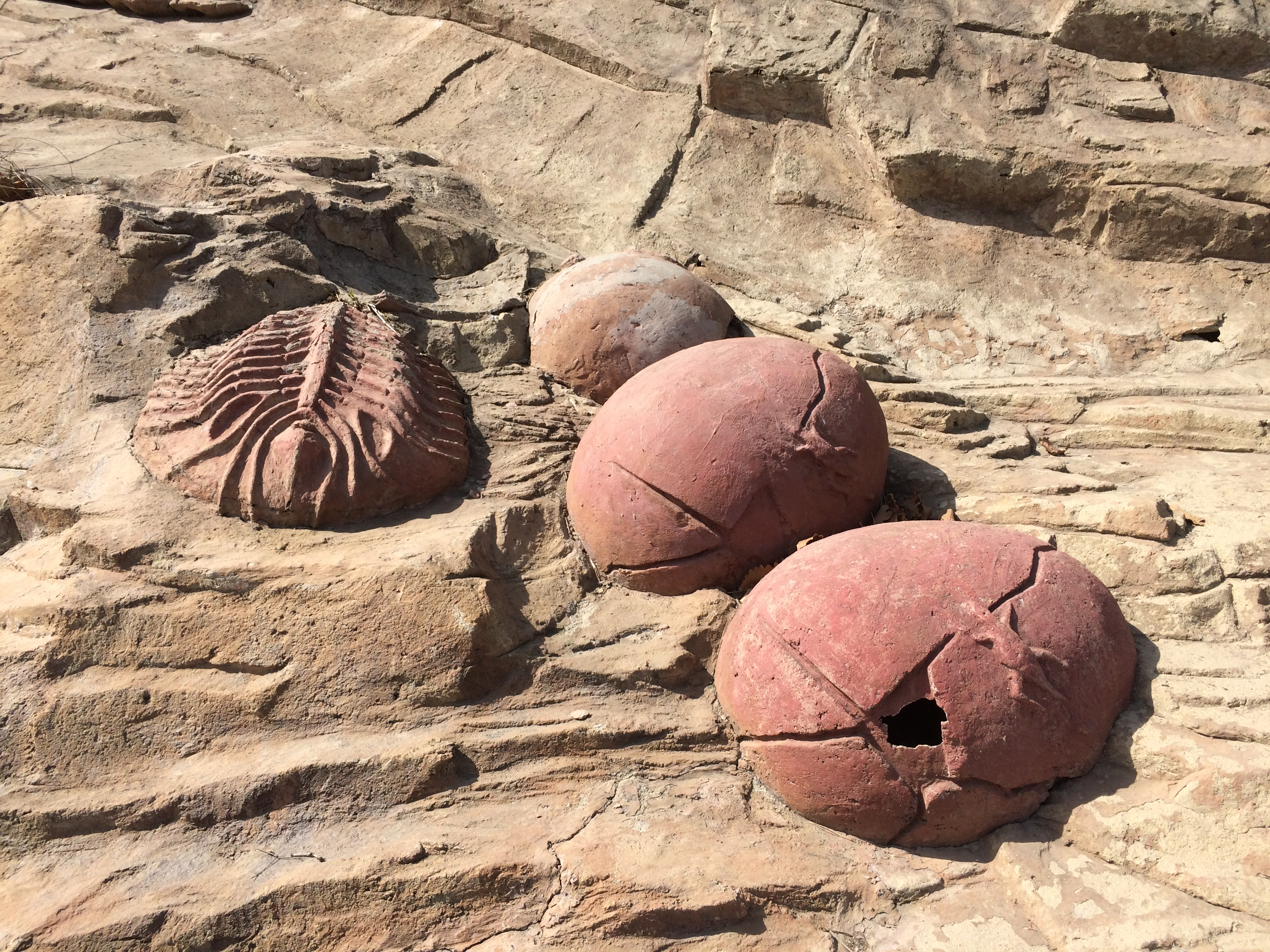
Faux fossiles géants d'un trilobite et d'œufs de dinosaure à Dalian en Chine, en ciment peint et fibre de verre
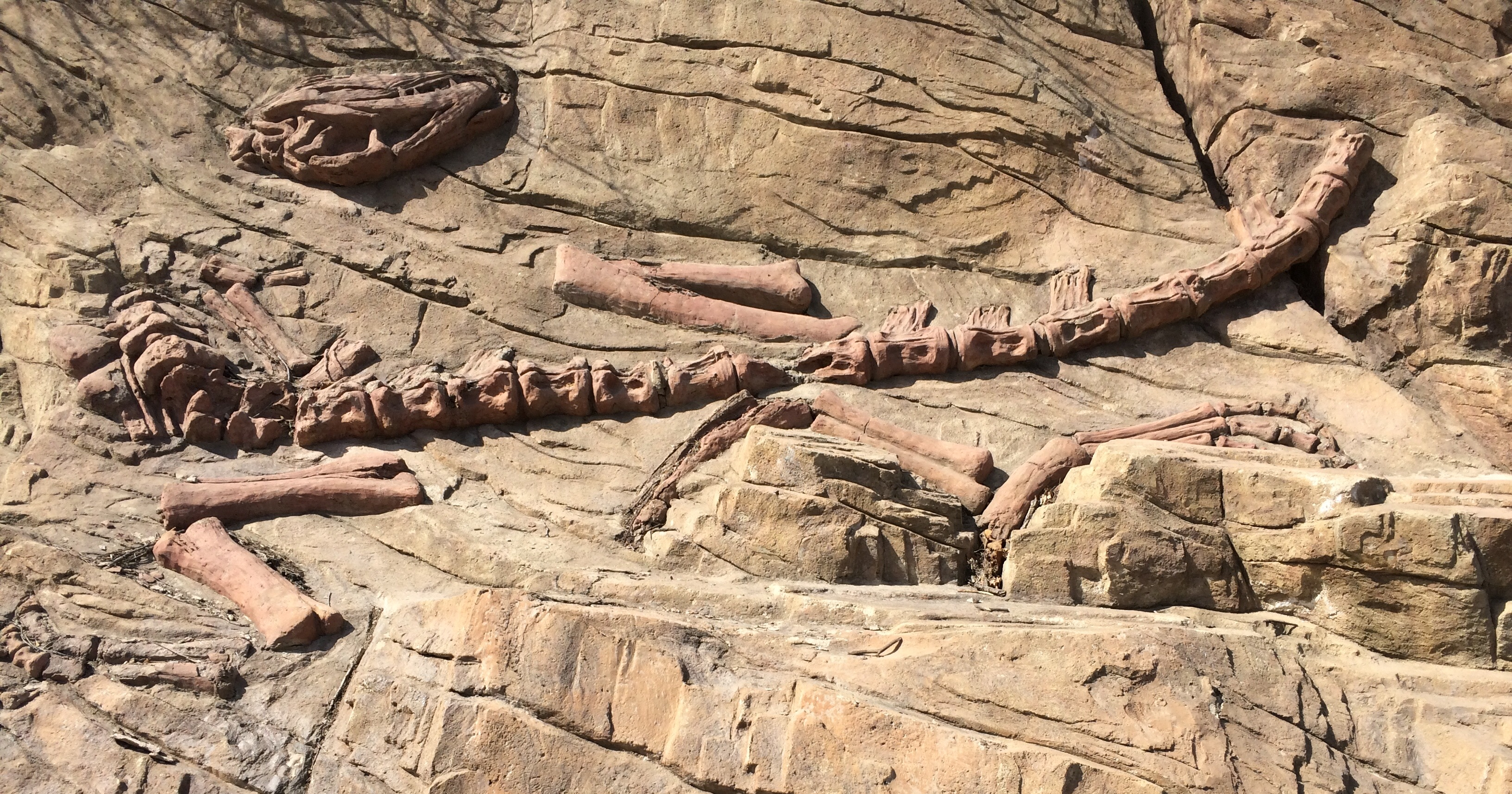
Faux fossile géant de dinosaure, à Dalian en Chine, en ciment peint
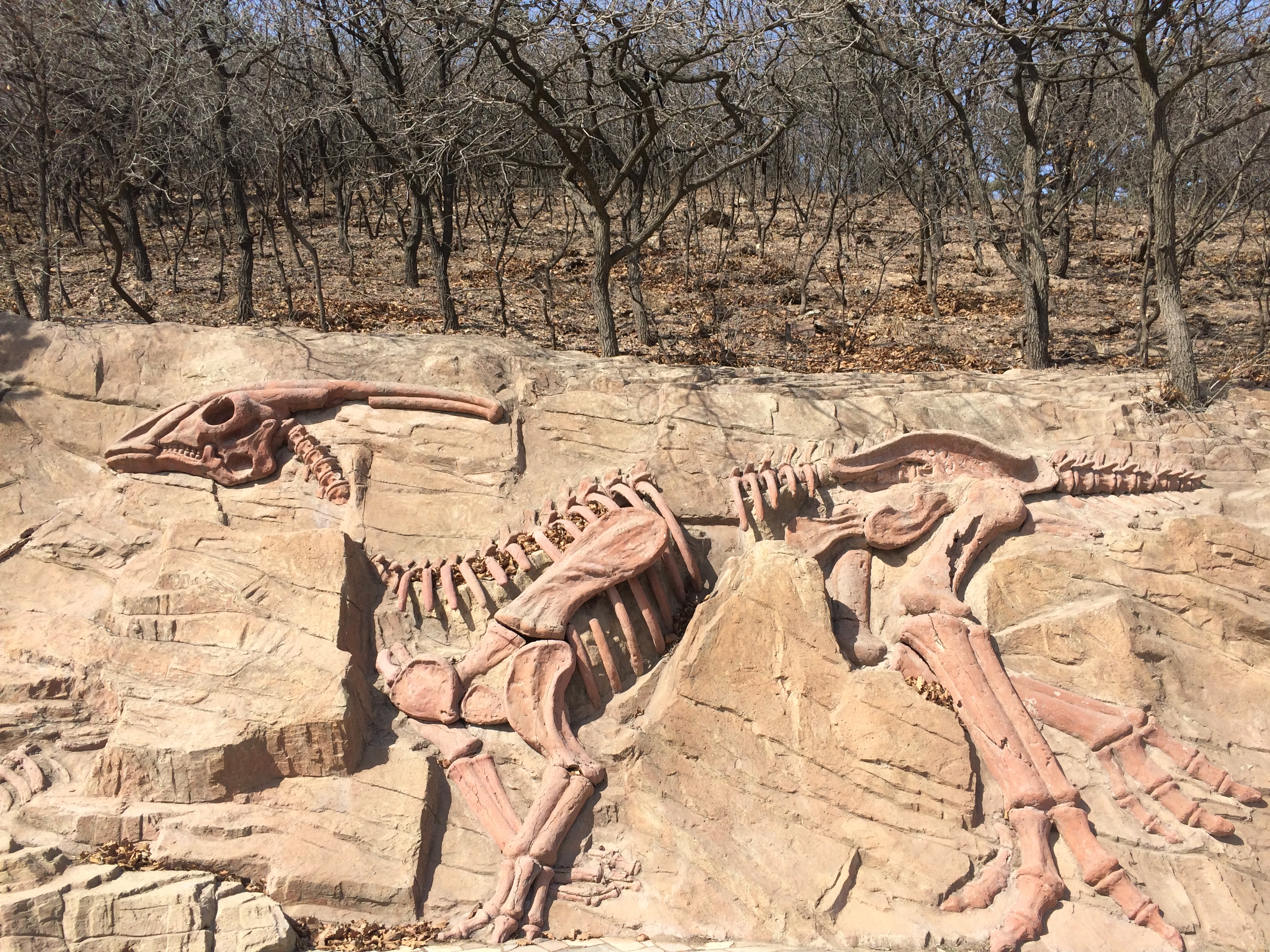
Faux fossile géant de dinosaure, à Dalian en Chine, en ciment peint
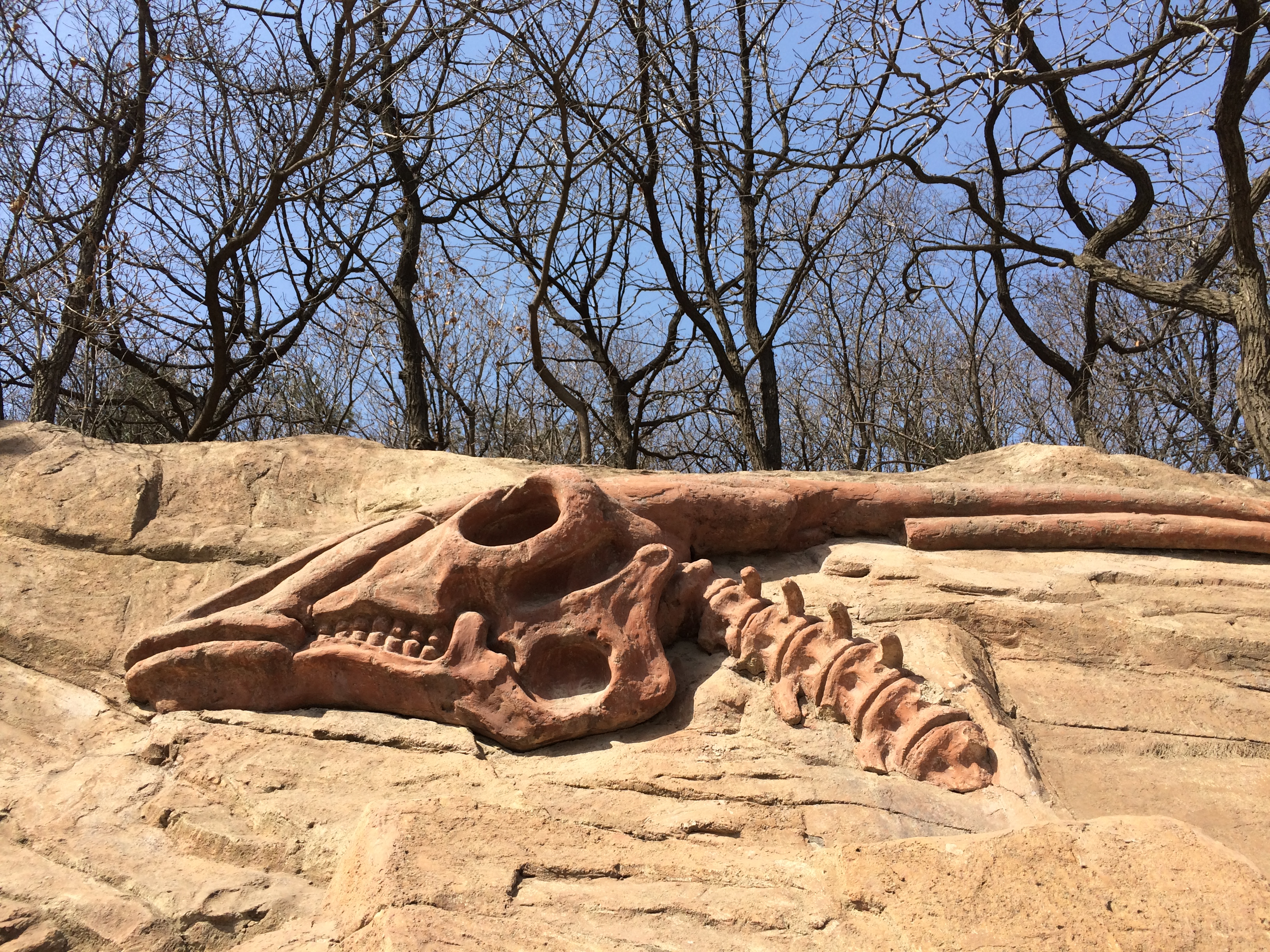
Détail du précédent

Fausses inclusions
Il existe de très nombreux types de fausses inclusions. C'est d'ailleurs la technique qui permet de faire les spécimens les plus spectaculaires. On trouve des inclusions : 
- de coquillages récents dans des mélanges de ciment-sable ;
- de petits organismes dans l'ambre (résine fossile). Les faussaires savent fabriquer des pièces contenant une inclusion, avec de l'ambre. Cet artisanat ne concerne généralement que les inclusions rares (scorpions, vertébrés, fleurs, etc.).

### Fraudes scientifiques
De nombreux cas de falsification de fossiles existent dans l'histoire de la paléontologie. Le plus célèbre est celui cité plus haut des Würzburger Lügensteine, au XVIIIe siècle, afin de tromper le naturaliste Johann Beringer. La « découverte » de l'homme de Piltdown par Charles Dawson au début du XXe siècle était en fait un canular.